# Bubry
Bubry [bybʁi] est une commune française, située dans le département du Morbihan en région Bretagne.

## Géographie
| Persquen  | Locmalo | Guern     |
| Inguiniel | Bubry   | Melrand   |
| Lanvaudan |         | Quistinic |

Bubry appartient par ses traditions au pays Pourlet dont la capitale est Guémené-sur-Scorff et à la Basse Bretagne. Historiquement, elle fait partie du Pays vannetais et du Kemenet-Héboé.

### Situation
Bubry a une superficie de 69,09 km2, ce qui en fait une des plus vastes communes du département. Elle présente un paysage au vallonnement adouci, avec une altitude comprise entre 40 mètres et 177 mètres et une altitude moyenne de 108,5 mètres.
Le bourg de Bubry est situé à 18 km au sud-ouest de Pontivy à vol d'oiseau, à 28 km au nord-est de Lorient  et à 48 km au nord-ouest de Vannes.
Les communes limitrophes en suivant le sens horaire des aiguilles d'une montre sont Guern au nord, Melrand à l'est, Quistinic au sud, Lanvaudan au sud-ouest, Inguiniel à l'ouest et Persquen au nord-ouest.

### Situation vis-à-vis des occupations humaines
Bubry est une vaste commune rurale. Le bourg, occupant une position centrale sur le territoire communal, constitue la principale agglomération. Le reste de la population se disperse dans des centaines de lieux-dits (témoins du mode d'habitat dispersé) reliés entre eux par un étroit maillage de voies secondaires.

### Réseau hydrographique
Les cours d'eau qui drainent la commune appartiennent aux bassins versants du Blavet et du Scorff. La Sarre coule à l'est et sert en partie de limite avec Melrand. Le Brandifrout, appelé aussi ruisseau de Brûlé. dans sa partie amont, arrose le bourg et sert de limite aussi à l'est avec Melrand. Bubry se trouve au creux du vallon du Brulé et de ce fait voit sa situation contrainte par la topographie, ce qui limite son étalement urbain peu dense. Le ruisseau de Coëtano, un affluent du ruisseau de Brandifrout, coule au sud et sert de limite avec Quistinic. Le vallon d'un autre affluent, le ruisseau de Trévengard, marque une frontière à l'ouest. Le ruisseau des moulins de Hedenec et de Botconan coule à l'ouest et sert un temps de limite avec Inguiniel. Le ruisseau de Saint Vincent, un affluent du Scorff, prend sa source sur la commune de Bubry et coule en direction du nord.
| - Bubry dans son environnement géographique. - Bubry et ses communes limitrophes. - Bubry (en rouge) au nord-ouest du département du Morbihan (en gris). |

### Paysages
Si Bubry appartient historiquement au Vannetais et plus précisément au Pays Pourlet la commune fait partie géographiquement à l'unité paysagère du plateau de Guémené dans le pays de Cornouaille intérieure, et qui correspond à un paysage de bocage à maille élargie. Elle est caractérisée par un plateau ondulé aux vallées parfois très encaissées en raison de la présence d'un réseau hydrographique dense, généré par un socle granitique empêchant l'infiltration des eaux en profondeur. Le vallonnement du territoire, marqué par l'alternance de collines et de vallons, donne des vues paysagères principalement fermées, cette fermeture étant renforcée par les bois et les landes, concentrés sur les versants de vallées abandonnées par l'activité agricole, et le réseau bocager constitué de haies bocagères davantage plantées à plat. Ce maillage bocager voué initialement à l'élevage (orientation lait dominant sur des prairies permanentes) est remanié par des agrandissements de parcelle (remembrement pour le développement des cultures fourragères et céréalières). Le paysage s'ouvre parfois sur de grands îlots de parcelles non bocagères (bocage résiduel). Les ambiances paysagères du plateau de Guémené sont aussi marquées par une relative rareté des hommes, disséminés en fermes isolées et petits villages, ou regroupés dans des bourgs ou des villes modestes.

### Cadre géologique
Pour un article plus général, voir géologie de la France.

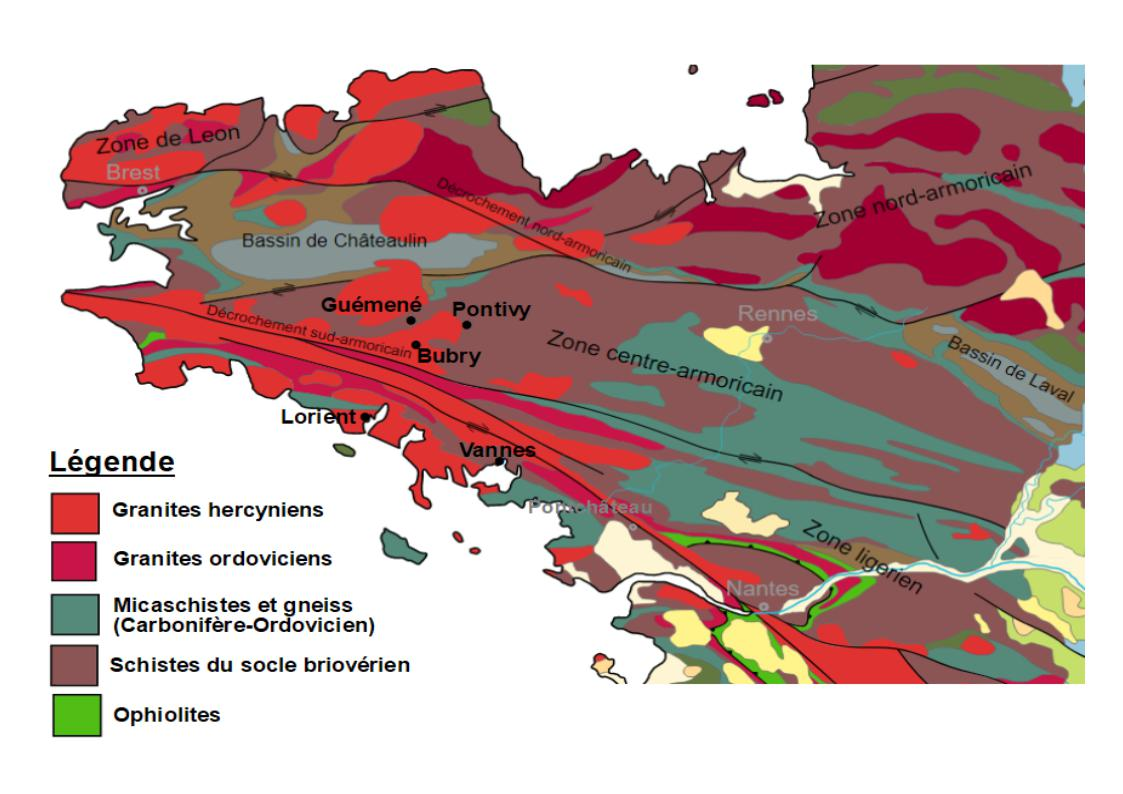
Carte géologique : le leucogranite de Bubry fait partie du « massif de Pontivy ».

Le territoire de Bubry est situé dans le domaine centre armoricain marqué par la phase orogénique bretonne de l'orogenèse varisque, au début du Carbonifère inférieur, ou Tournaisien, il y a environ 360 Ma. La collision continentale au cours de l'orogenèse varisque proprement dite se traduit dans le Massif armoricain par un métamorphisme général de basse-moyenne pression, formant les gneiss et micaschistes, par des phases de cisaillement et par une anatexie générant migmatites et granites. Elle se traduit enfin, par la mise en place de nombreux leucogranites à muscovite et biotite intrusifs à travers les schistes cristallins, concomitamment aux cisaillements et à ce métamorphisme.
La région est un témoin de la tectonique tangentielle hercynienne, avec le cisaillement sud-armoricain (décrochement dextre selon une orientation cadomienne dont le rejet horizontal atteindrait 500 km). Ce décrochement, appelé aussi « zone broyée sud-armoricaine », forme un couloir de failles hercyniennes courant de la pointe du Raz à la Loire d'orientation NW-SE (N120) et affecte l'anticlinal de Cornouaille. La géologie de la commune est caractérisée par les granitoïdes de collision, post-épaississement du complexe plutonique de Pontivy-Rostrenen et plus précisémnent du massif granitique de Pontivy à deux micas (biotite et muscovite) qui affleure au sud-ouest de l'ensellement micaschisteux de Guémené. Ce massif correspond à des venues leucogranitiques qui s'échappent à partir du Carbonifère de la branche nord du cisaillement sud-armoricain. Ce leucogranite daté de 344 +/- 8 Ma est produit par fusion de métasédiments avec des taux de fusion faibles, les racines de cet ensemble granitique étant allongées dans le secteur distensif lié au fonctionnement senestre de failles conjuguées (N60 W) associées à la direction principale du cisaillement sud-armoricain, postérieurement à l'épaississement crustal (phénomène de relaxation thermique plusieurs dizaines de millions d'années après l'épaississement). Différents gisements d'uranium sont localisées dans ce granite en raison de minéralisations uranifères ou plombo-uranifères associées à des filons liés à des failles transversales porteuses N20 W et N60 W. Dans le leucogranite, les cristaux de taille homogène donnent la texture équante de la roche gris blanc à grain fin moyen. La paragenèse comprend quartz, orthose-microcline, albite (5-8 % d'anorthose), muscovite, biotite (3-4 % de ce mica noir contenant du fer qui s'oxyde facilement en hydroxyde de fer, limonite prenant une teinte « rouille »), apatite et exceptionnellement cordiérite. Lorsque ce granite est altéré, il est caractérisé par des auréoles de couleur rouille entourant les cristaux de biotite. Lorsque l'altération est plus importante, il présente en surface une couleur marron ocre, les cristaux de biotite désagrégés n'étant plus reconnaissables. Ce leucogranite fournit par altération climatique un horizon oxydé caractérisé par une coloration qui va du jaune au roux.
Le massif granitique qui forme la zone centrale de la commune correspond au faciès type du « granite de Guern » à texture grenue, à grain moyen et moyen-fin, assez hétérogène, relativement riche en petites paillettes de biotite, la muscovite étant subordonnée.

### Hydrographie
Pour un article plus général, voir Réseau hydrographique du Morbihan.
La commune est située dans le bassin Loire-Bretagne. Elle est drainée par la Sarre, le Brûlé ou Brandifro, le Moulin de Tallené, le Moulin de Chauzel, le ruisseau de Goah mout, le ruisseau de Saint-vincent, le Nistoir, le ruisseau de Coëtano, le ruisseau de la Fontaine Saint-hervé, le ruisseau du Moulin de cabrec et le ruisseau du Moulin de Kerleshouarn,,.
La Sarre, d'une longueur de J5 524 000 km, prend sa source dans la commune de Lescouët-Gouarec et se jette  dans le Blavet à Pluméliau-Bieuzy, après avoir traversé neuf communes.
Le Brandifrout, d'une longueur de 18 km km, prend sa source dans la commune  et se jette  dans le Blavet à Quistinic.
Le Moulin de Tallené, d'une longueur de 13 km km, prend sa source dans la commune de Inguiniel et se jette  dans le Blavet à Lanvaudan, après avoir traversé quatre communes.

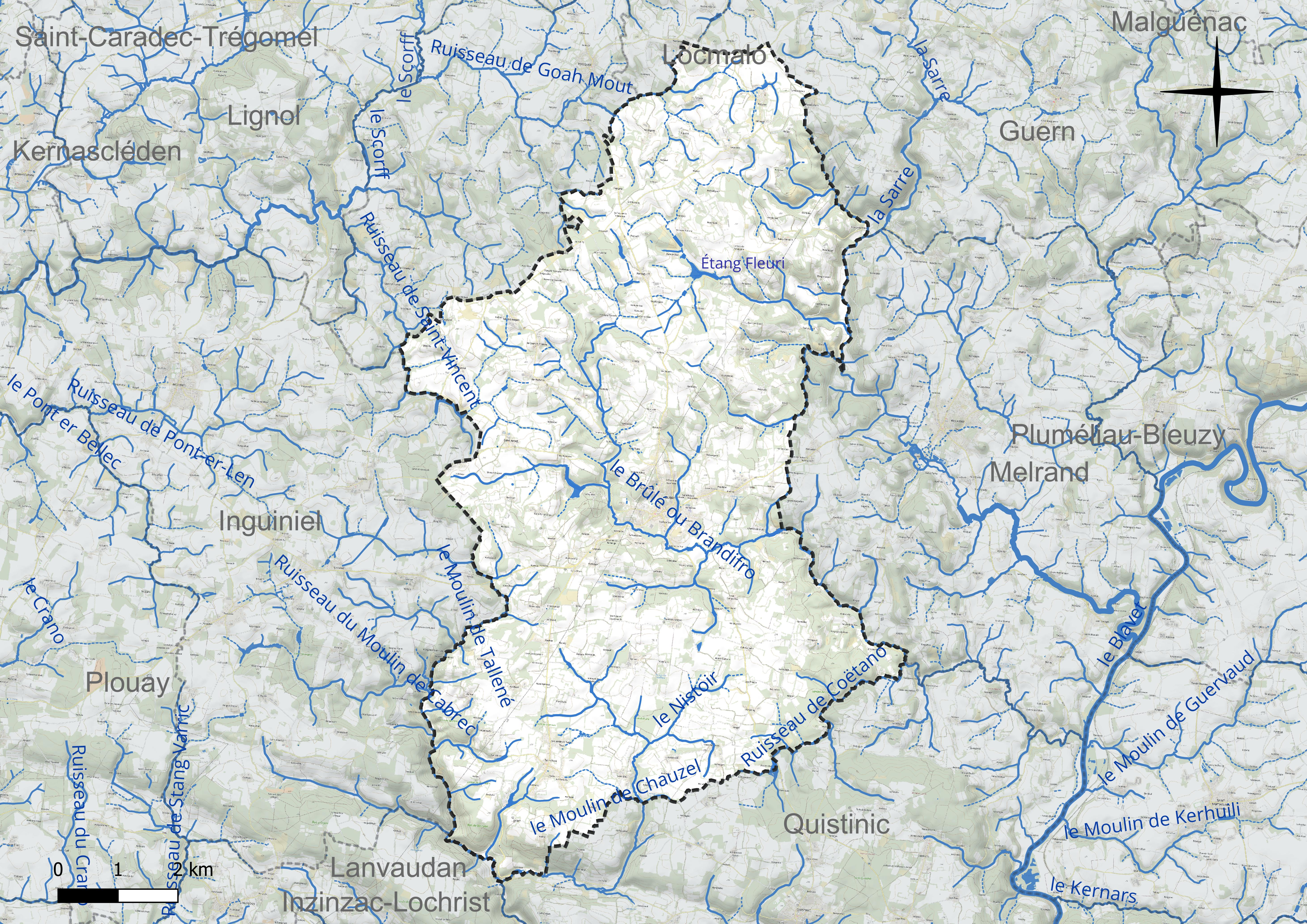
Réseau hydrographique de Bubry.

Un plan d'eau complète le réseau hydrographique : l'étang Fleuri (5,5 ha),.

### Climat
Pour des articles plus généraux, voir Climat de la Bretagne et Climat du Morbihan.
En 2010, le climat de la commune est de type climat océanique franc, selon une étude du CNRS s'appuyant sur une série de données couvrant la période 1971-2000. En 2020, Météo-France publie une typologie des climats de la France métropolitaine dans laquelle la commune est exposée à un climat océanique et est dans la région climatique Bretagne orientale et méridionale, Pays nantais, Vendée, caractérisée par une faible pluviométrie en été et une bonne insolation. Parallèlement l'observatoire de l'environnement en Bretagne publie en 2020 un zonage climatique de la région Bretagne, s'appuyant sur des données de Météo-France de 2009. La commune est, selon ce zonage, dans la zone « Intérieur », exposée à un climat médian, à dominante océanique.
Pour la période 1971-2000, la température annuelle moyenne est de 11,3 °C, avec une amplitude thermique annuelle de 11,7 °C. Le cumul annuel moyen de précipitations est de 1 028 mm, avec 14,9 jours de précipitations en janvier et 7,1 jours en juillet. Pour la période 1991-2020, la température moyenne annuelle observée sur la station météorologique la plus proche, située sur la commune de Plouay à 13 km à vol d'oiseau, est de 11,8 °C et le cumul annuel moyen de précipitations est de 1 149,0 mm,. Pour l'avenir, les paramètres climatiques de la commune estimés pour 2050 selon différents scénarios d'émission de gaz à effet de serre sont consultables sur un site dédié publié par Météo-France en novembre 2022.

## Urbanisme

### Typologie
Au 1er janvier 2024, Bubry est catégorisée commune rurale à habitat dispersé, selon la nouvelle grille communale de densité à sept niveaux définie par l'Insee en 2022.
Elle est située hors unité urbaine et hors attraction des villes,.

### Lieux-dits
La commune compte 229 lieux-dits administratifs répertoriés, et qui révèlent certains aspects particuliers de la toponymie bretonne.

### Occupation des sols

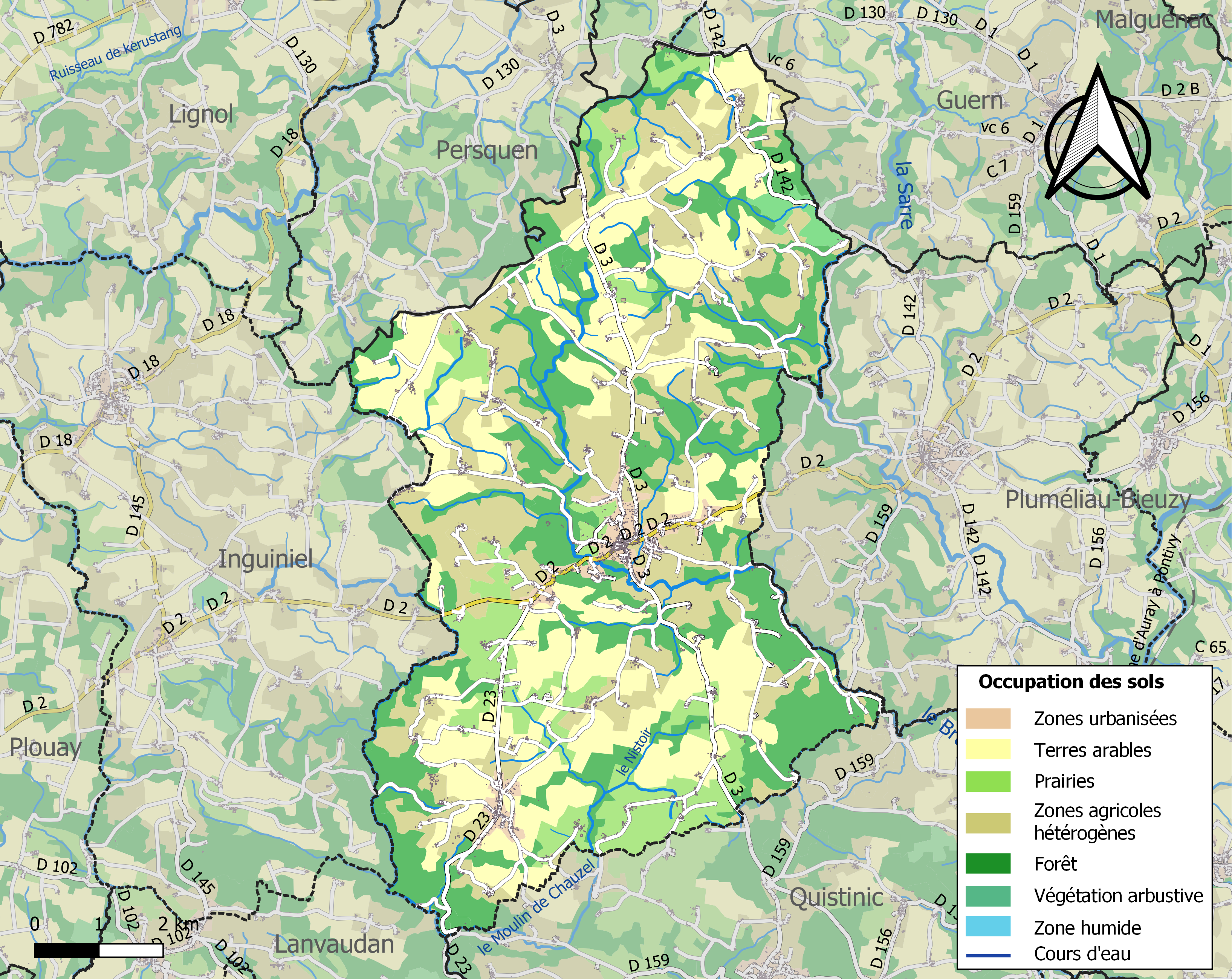
Carte des infrastructures et de l'occupation des sols de la commune en 2018 (CLC).

Le tableau ci-dessous présente l'occupation des sols détaillée de la commune en 2018, telle qu'elle ressort de la base de données européenne d’occupation biophysique des sols Corine Land Cover (CLC).
| Type d’occupation                                                                   | Pourcentage | Superficie (en hectares) |
| ----------------------------------------------------------------------------------- | ----------- | ------------------------ |
| Tissu urbain discontinu                                                             | 2,8 %       | 191                      |
| Terres arables hors périmètres d'irrigation                                         | 27,7 %      | 1919                     |
| Prairies et autres surfaces toujours en herbe                                       | 10,9 %      | 756                      |
| Systèmes culturaux et parcellaires complexes                                        | 24,4 %      | 1690                     |
| Surfaces essentiellement agricoles interrompues par des espaces naturels importants | 3,9 %       | 267                      |
| Forêts de feuillus                                                                  | 10,7 %      | 737                      |
| Forêts de conifères                                                                 | 9,8 %       | 676                      |
| Forêts mélangées                                                                    | 9,0 %       | 626                      |
| Forêt et végétation arbustive en mutation                                           | 0,8 %       | 56                       |
| Source : Corine Land Cover                                                          |             |                          |

### Risques naturels et technologiques
Le territoire de la commune est exposé à des risques majeurs classés selon la nature matérielle de l'aléa (risques naturels et technologiques) : inondation (par débordement de la Sarre à l’est et du ruisseau de Botconan au sud), tempête, mouvement de terrain (affaissements peu marqués de cavités minières liées à l'exploitation de l'uranium), séisme (sismicité faible). Il est également exposé à des risques technologiques (accueil d'ICPE, transport de matières dangereuses), et à un risque particulier, le risque radon (commune classée en catégorie 3 par l'IRSN),.
Le Document d'information communal sur les risques majeurs décrit les mesures de prévention prises par la commune de Bubry pour gérer ces risques (prise en compte dans le plan local d'urbanisme).

## Toponymie
Le nom de la localité est attesté sous les formes Beubri et Bubri en 1282, Boubry en 1284 et 1294, Beubry en 1332, Biubry en 134, Beaubry en 1354, Beubri en 1387, Buibri en 1453, Beubry en 1516, Bubric en 1630.
Beubri en breton, (prononcé [bøˈbɾi])[réf. nécessaire].
L'étymologie du toponyme Bubry est discutée (grammatici certant).
Albert Dauzat penche pour un composé des appellatifs busc, forme dialectale de bois, qu'il croit aussi reconnaître, entre autres, dans Bubertré (Orne) et Buc (Yvelines, de Busco 1159), suivi du breton bri « flanc de montagne », hypothèse également suggérée par Hervé Abalain qui reprend [busco], « bois » et [bri/ bre], mais en lui donnant le sens de « colline », autrement dit « bois sur une éminence ». Ce dernier évoque cependant la possibilité d’un anthroponyme pris absolument dans lequel on reconnaît le thème [bri], « élevé ».

## Histoire

### Protohistoire et Antiquité

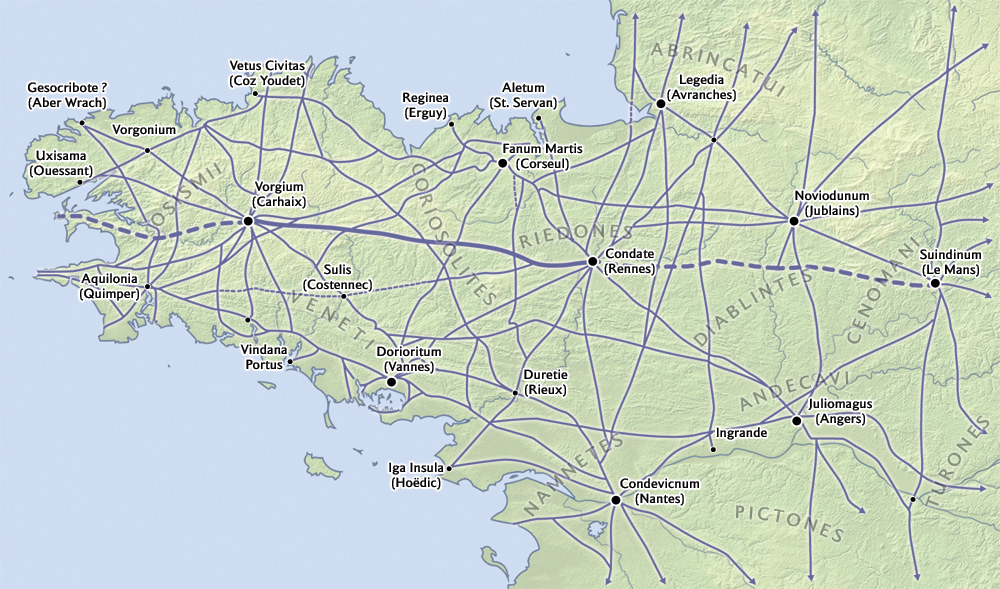
Carte des principales voies romaines en Armorique.

L'existence de populations dans la région est attestée dès le Néolithique et l'âge du fer, comme le suggère le lec'h christianisé sur la place de l'église.
La commune se trouve sur le tracé de la voie romaine qui relie Rennes à Quimper,, et celui d'une voie encore plus ancienne (de) qui relie Carhaix à Locmariaquer.
Lors du défrichement d'une lande de Botcalper en 1974, un lingot de cuivre estampillé de l'époque romaine est découvert. Son origine semble être le pays de Galles, ce qui témoigne de l'exportation de ce métal vers les régions armoricaines pauvres en cuivre.
La ferme fortifiée de Kerorguen, située à Kerourio sur le bord de la voie antique Baud-Carhaix, est datée de l'époque gallo-romaine d'après les artéfacts trouvés à proximité (poids de tisserand, meule tournante et stèle). Les traces au sol ont révélé une enceinte avec douves profondes et fossés élevés.
La situation géographique stratégique du bourg de Bubry, au carrefour des voies reliant Pontivy à Quimperlé et Guémené-sur-Scorff à Hennebont, explique que ce site est occupé par les Bretons dès le VIe siècle.

### Du Moyen Âge à l'époque moderne

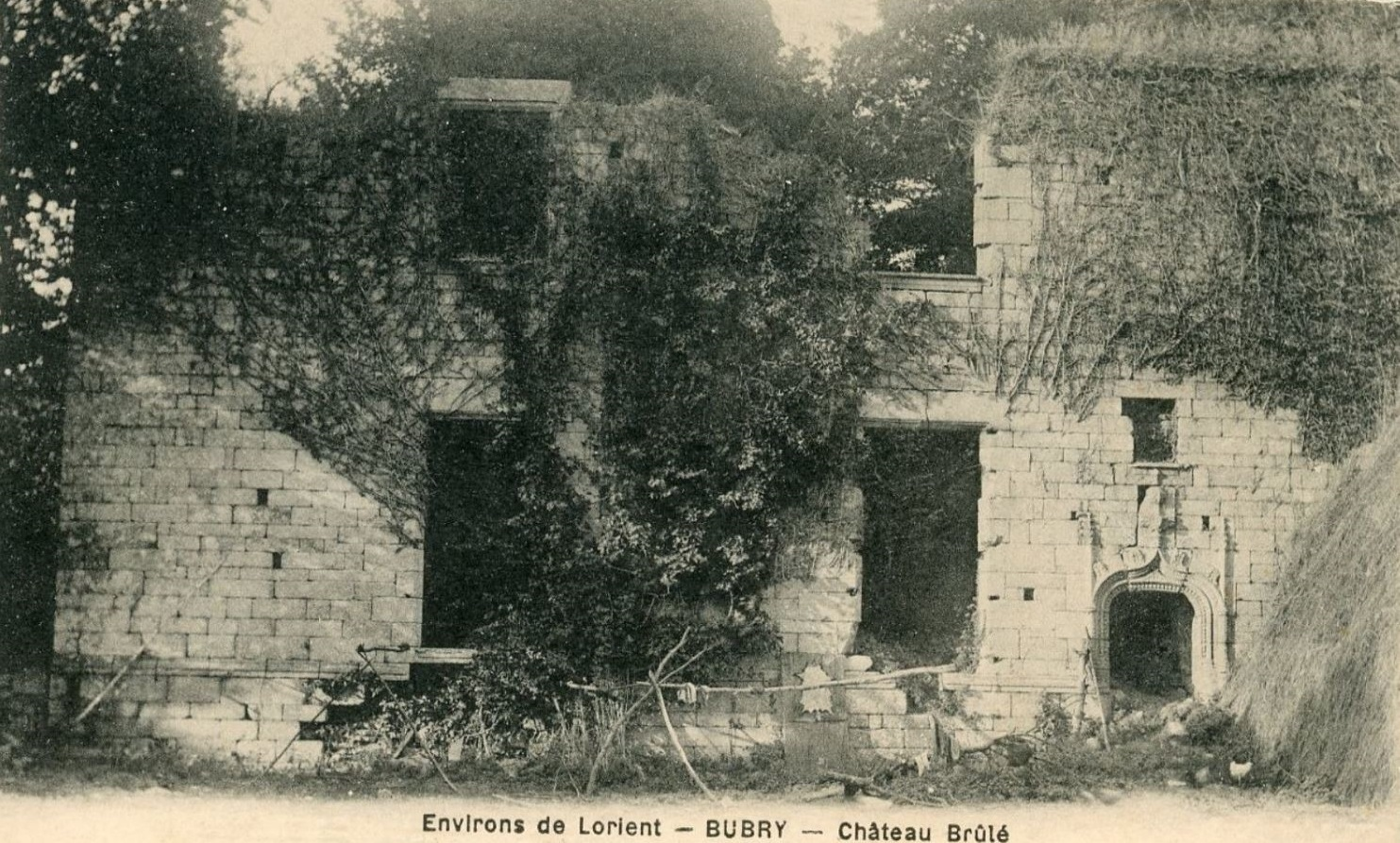
Les ruines du château de Brûlé au début du XXe siècle (carte postale ancienne).

Faute de sources écrites, il est difficile de retracer l'histoire de la commune durant le Moyen Âge.

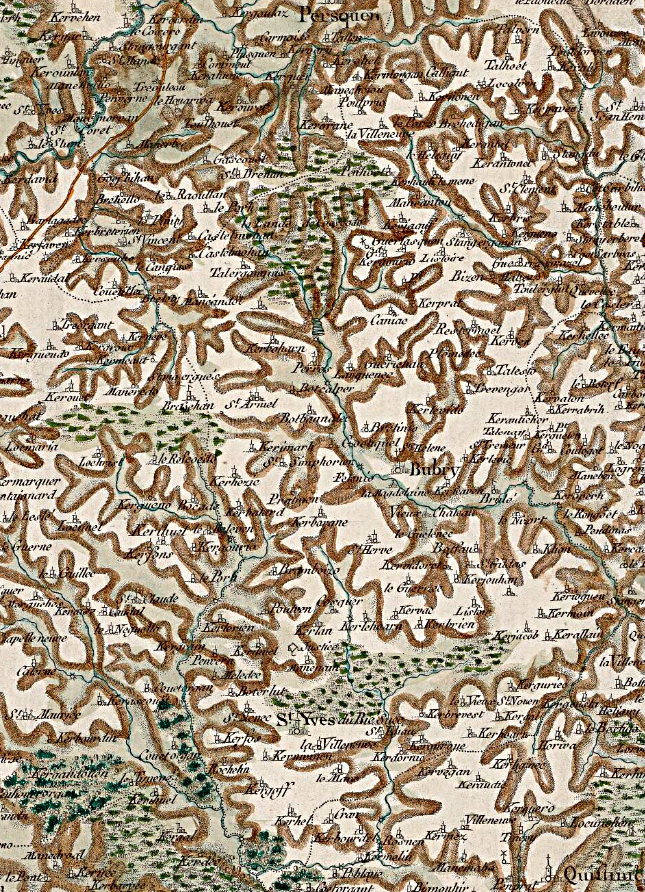
Carte de Cassini de la paroisse de Bubry (1789).

Selon Jean-Baptiste Ogée « en 1400, le manoir de Keringuinen appartenait à Henri de Saint-Nouay ; on l'appelle aujourd'hui le château de Kernivinen ; il appartient [en 1778] à M. de la Pierre, Grand-Maître des eaux et forêts de Bretagne : les manoirs de Bruslé, de Guerlesquin , et de Coetcastel, au seigneur de Bruslé, aujourd'hui [en 1778] à M. de Bois-de-Rue. En 1420, la seigneurie de Keraly, à Guillaume , Sieur de Keraly : dans le courant de janvier 1536, Charles de Keraly épousa Marie Budes ; en 1678 vivait Gilles de Keraly, qui possédait encore les terres de Talhouet, de Saint-Sauveur et du Faux ; celle de Keraly appartient aujourd'hui [en 1778] à M. des Hôtes, procureur du Roi à Quimperlé. En 1420, le manoir de Penros, à Guillaume, chevalier, seigneur de Penros ; il est aujourd'hui [en 1778] à M. de Quillio : le manoir de Kerleriou , dans le même temps, à Charles le Quellec ; la Villeneuve, à Jeanne le Port ; le manoir de Coëtëycael, en 1430, à Olivier Bignan ; on l'appelle aujourd'hui [en 1778] Couydiquelle, et il appartient aux héritiers de M. Métayer de Couydiquelle. Le vieux château de Kerlefshouarne, maintenant à M. de Kerdroux, demeurant à Hennebont ».
À l'époque féodale, Bubry dépend de la seigneurie de Pontcallec constituée par les ducs de Bretagne pour contrebalancer le pouvoir des Rohan de Guémené-sur-Scorff. Les seigneurs de Bubry ne sont alors que les vassaux du marquis de Pontcallec. Le hameau de Saint-Yves est une trève de Bubry et, selon la tradition locale, passe pour avoir été fondé par les seigneurs de Saint-Nouay propriétaire d'un manoir voisin nommé Kernivinen. Ses fondateurs prétendent même appartenir à la même famille que le bienheureux Yves Hélory de Kermartin. Ils érigent la motte féodale du Vieux Saint-Yves (entourée de douves de seize mètres de longueur et six mètres de profondeur), ancien siège de la seigneurie de Kernivinen, et participent au financement de la chapelle Saint-Yves au XVIe siècle.
La seigneurie de Brûlé s'étendait à l'est de la paroisse. Elle a appartenu aux Bruslé, puis aux Chefdubois et enfin aux Botderu. Le château de Brûlé fut édifié au XVe siècle par Jean de Bruslé, puis remanié en 1747 et en 1882. En ruine en 1950, il est démantelé et vendu en partie. Seuls subsistent les piliers du portail, les linteaux des portes et fenêtres ainsi que la corniche qui orne toute la longueur de l'édifice. Le propriétaire du château de Brulé à la veille de la Révolution française était le comte Victor du Botdéru, qui émigra en Pologne en raison des évènements.
Jean-Baptiste Ogée décrit ainsi Bubry en 1778 :

« Bubri ; à 9 lieues et demie au Nord-Ouest de Vannes, son évêché ; à 23 lieues et demie de Rennes ; et à 4 lieues de Hennebon, sa subdélégation et son ressort : on y compte 4 200 communiants. La cure est à l'Ordinaire ; M. le Marquis de Pontcalec en est le seigneur. Ce territoire couvert de bois  est  plein de landes, forme un pays plat. Les terres y sont mal cultivées ou de mauvaise qualité, puisque les récoltes y sont très-rarement abondantes. »

### Révolution française
La paroisse de Bubry est érigée en commune en 1790 et rattachée au district d'Hennebont (lois des 14 décembre 1789 et 8 janvier 1790). Elle devient même chef-lieu du canton de Bubry. En 1800 Bubry intègre l'arrondissement de Lorient et est rattachée en 1801 au canton de Plouay.

#### La lutte entre les partisans et les opposants à la Révolution
L'application de la Constitution civile du clergé pendant la Révolution française entraîne à Bubry une guérilla menée par un prêtre réactionnaire et des épisodes de Chouannerie. Les prêtres en poste à Bubry, notamment le recteur Benjamin Videlo (nommé en 1786), refusèrent tous de prêter le serment de fidélité et furent remplacés par un prêtre constitutionnel Louis Le Stunff, mais la plupart des fidèles continuèrent à suivre les offices célébrés clandestinement par les prêtres réfractaires, principament dans la chapelle Saint-Yves, devenue leur refuge. 
La municipalité de Bubry annonça le 8 mars 1793 avoir fait saisir les biens de deux des prêtres réfractaires désormais fugitifs : Benjamin Videlo et Toussaint Bertrand ; le 12 mars elle fut transférer au district d'Hennebont une partie de l'argenterie de la chapelle Saint-Yves.
Dans la nuit du 22 au 23 octobre 1794 Julien Le Priol et Yves Rivalain furent assassinés par des chouans qui s'attaquaient aux personnes dévouées au nouveau régime et une quinzaine de chouans tentèrent aussi le lendemain d'assassiner le meunier de Kerdec, Jacques Le Héritte, officier municipal (qui avait notamment fait arrêter Pierre Le Dilly, prêtre réfractaire, à Kerfosse le 24 frimaire an II (14 décembre 1793), mais le meunier parvint à s'enfuir.
En 1800 Bubry est signalée comme étant le quartier général des bandes chouannes de Petit-Corps, Jean Morvan et Talmont de Plumiliau.
Le 9 pluviôse an VIII (29 janvier 1800) le général de brigade Houdelot écrit qu'après avoir rassemblé 500 hommes à Hennebont, il vint attaquer les brigands [chouans] qui étaient environ 2 000 à Quistinic ; « ils ont été attaqués, battus ; leur quartier général de Bubry a été pris ; ils ont perdu environ 300 hommes tués, jeté beaucoup de fusils qui ont été cassés.

#### La chapelle Saint-Yves, lieu de refuge pour les prêtres réfractaires et leurs fidèles
La chapelle Saint-Yves, « située en pleine campagne, desservie par des chemins quasi-impraticables et connus des seuls usagers (...) devint le rendez-vous des prêtres [ réfractaires ] de Bubry, de Quistinic, de Lanvaudan, d'Inguiniel. On continuera d'y célébrer la messe les dimanches et jours de fête et, à l'occasion des grandes solennités, des foules nombreuses venaient accomplir leurs devoirs religieux ». Dès le 15 mars 1793 les autorités municipales de Quistinic (« lesdits Jaffray et Flambeau ») supplient le directoire du district d'Hennebont d'envoyer une force armée « pour se saisir de ces fanatiques » qui viennent faire leurs Pâques à la chapelle Saint-Yves et le 18 mai 1793 un détachement d'une trentaine d'hommes, mis à la disposition de Jaffray, nommé commissaire pour la circonstance, se rendit à la chapelle Saint-Yves, mais ne parvint à arrêter personne, même si Jean Le Goff, prêtre de Bubry, y avait officié clandestinement le matin même. Le 24 mai 1793, jour de foire à Saint-Yves, les Bubriates qui soutenaient les Chouans, menacèrent et houspillèrent les « patriotes » de Quistinic.
Dans la nuit du 9 décembre 1793 l'un des chapelains de Saint-Yves, Olivier le Fellic, ainsi que Benjamin Videlo (lequel parvint peu après à s'enfuir), sont arrêtés par une troupe de 50 hommes venue d'Hennebont ; condamné à mort par le tribunal criminel de Lorient, Olivier Le Fellic est conduit le jour même à l'échafaud le 11 décembre 1793 ; Jean Le Goff, l'autre chapelain, dénoncé par des « patriotes », fut arrêté à son tour le 22 octobre 1794, conduit à son tour devant le tribunal criminel de Lorient et guillotiné le 28 octobre 1794. L'administration du district se félicita, dans une lettre envoyée au Comité de salut public : « Nous sommes parvenus à arrêter un prêtre réfractaire, nommé Le Goff qui, depuis 1789, ne cesse d'avoir desintellifences avec les chefs des brigands [ chouans ] et de prêcher la contre-révolution dans les campagnes. Le gaive de la loi en a fait justice ».

### LeXIXesiècle
La nouvelle église paroissiale Saint-Pierre et Saint-Paul est construite en 1804, remplaçant deux belles églises de style flamboyant jointes par un clocher commun datant de la fin du XVIe siècle, détruites pendant la Révolution française. Le nouvel édifice est dépourvu de clocher. Les cloches sont logées provisoirement dans une baraque près de la sacristie. Il faudra attendre l'année 1895 pour que la tour servant à loger les cloches soit construite. Un ossuaire, qui contenait 6 000 crânes fut aussi détruit.

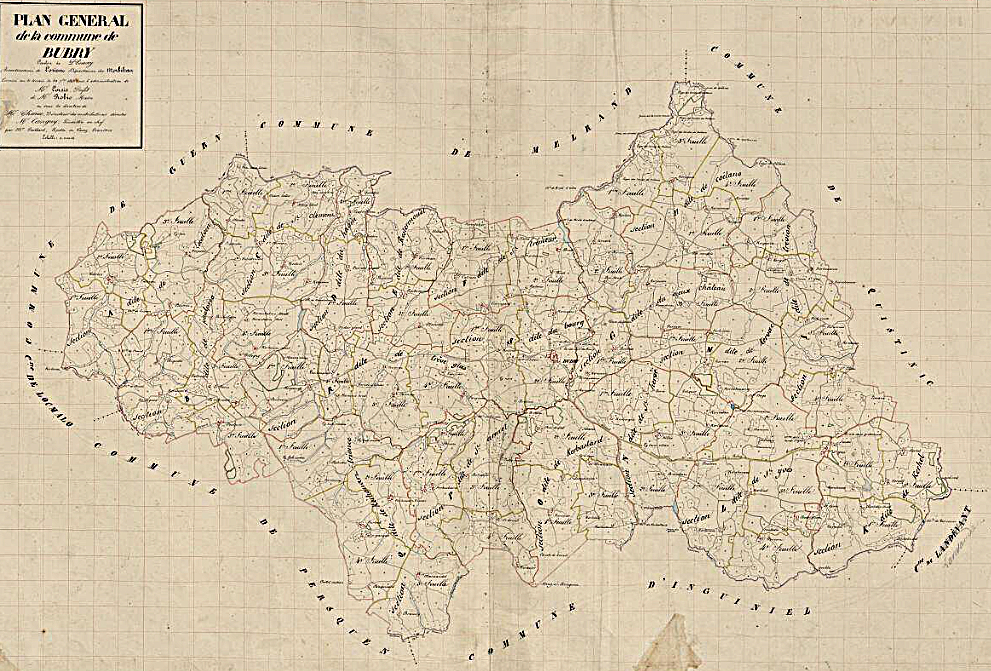
Bubry ː plan cadastral de 1843 (tableau d'assemblage).

A. Marteville et P. Varin, continuateurs d'Ogée, décrivent ainsi Bubry en 1843 :

« Bubry (sous l'invocation de saint Pierre) : commune formée de l'ancienne paroisse de ce nom ; aujourd'hui succursale; chef-lieu de perception. Il y a foires les deuxièmes mercredis de janvier, de mars, de mai, de juillet, de septembre, de novembre ; le lendemain quand un de ces jours est férié. (..) On voit près du village du Vieux-Saint-Yves un barrow d'environ 10 mètres d'élévation totale ; il est surmonté d'un chêne. Géologie : terrain granitique. On parle le breton. »

La commune connaît une certaine prospérité au XIXe siècle grâce aux nombreuses scieries et minoteries. Bubry compte seize moulins à la fin du siècle, se posant alors en rival de Guémené-sur-Scorff.
La célèbre empoisonneuse Hélène Jégado, orpheline dans son enfance, fut recueillie par le curé de Bubry ; elle y revint au service du curé vers 1834 et trois morts suspectes survinrent alors : une tante d'Hélène, la sœur et la nièce du curé, les trois morts  survenant après des vomissements.
En 1867 une épidémie de rougeole provoqua 51 décès à Bubry. Une épidémie de variole sévit à Bubry en 1869, qui fit 150 malades, dont 120 moururent. Une autre épidémie de variole qui frappa la région entre 1887 et 1889 fit, pour la seule année 1888, 125 malades (dont 69 morts) à Bubry.
En 1868 un Frère de la Doctrine chrétienne, instituteur à Bubry depuis 2 ans, fut écroué à la maison d'arrêt de Lorient pour attentats à la pudeur sur de jeunes pâtres âgés de moins de treize ans.
Le journal catholique La Croix du Sud écrit en 1894, en parlant de l'école des filles, que « depuis dix ans l'école privée existe à Bubry, l'école publique laïque n'a eu que deux élèves pendant trois mois. Aussi le conseil municipal a-t-il demandé à plusieurs reprises la suppression de l'école publique. On le lui a toujours refusé en disant que la loi ne le permet pas ». Le journal La Croix de l'Aveyron écrit cette même année 1894 sur l'institutrice laïque n'a qu'une seule élève contre 121 élèves à l'école privée.
Une école mixte est créée en 1895 par décision ministérielle dans le village de Kerantalme ; elle s'ajoute à celles déjà existantes dans le bourg et dans le village de Saint-Yves ; le comte Amédée de Boisbaudry, conseiller général, fit voter par le Conseil général un rapport désapprouvant cette création, jugée par le comte Auguste de Pluvié, conseiller général  et maire de Plouay, « absolument inutile  » et grevant les finances de la commune « qui vient de bâtir un clocher » à son église.

### LeXXesiècle

#### La Belle Époque
Le traitement de l'abbé Costevec, curé de Bubry, fut suspendu pendant cinq mois en 1900 car celui-ci avait pris l'habitude de diffamer en chaire tous ceux qui lui déplaisaient, notamment des fonctionnaires comme le percepteur et les républicains de manière plus générale. Le prêtre fut aussi sanctionné par l'évêque de Vannes, Mgr Latieule, qui le nomma å Theix.
Des incendies se produisaient fréquemment : par exemple en novembre 1904 dans le village de Talvern, en février 1905 dans le village de Bodeslin, en septembre 1906 dans celui de Resternoël, en août 190 dans le village de Kerenteher, etc.. En 1908 un procès-verbal fut dressé à l'encontre d'un propriétaire de Bubry qui refaisait une toiture en chaume dans une commune voisine, malgré l'interdiction de celles-ci qui offrent « une proie facile au feu ».

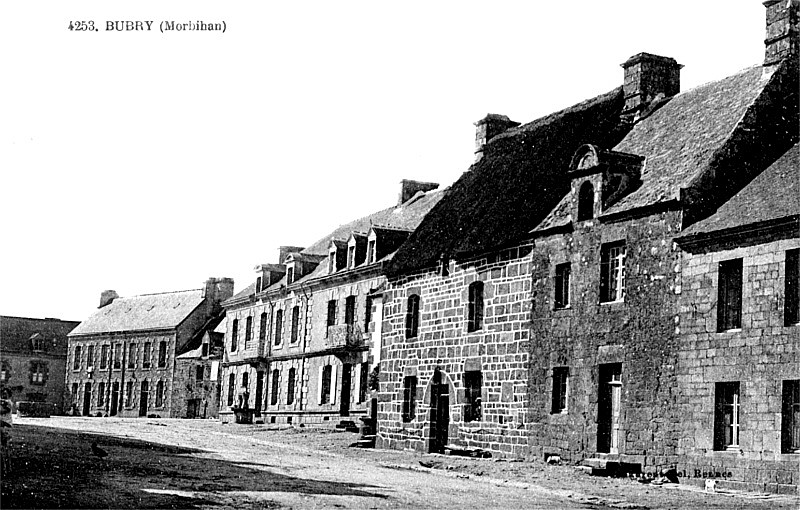
Bubry ː maisons du bourg au début du XXe siècle.
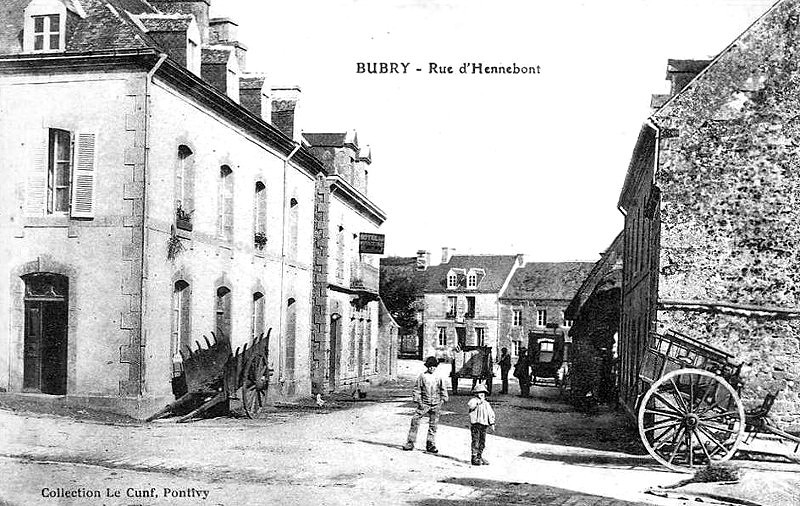
Bubry : la rue d'Hennebont au début du XXe siècle.

#### La Première Guerre mondiale
Le monument aux morts de Bubry porte les noms de 244 soldats morts pour la France pendant la Première Guerre mondiale ; parmi eux 10 sont morts en Belgique dès le 21 août 1914 ou le 22 août 1914, notamment dans les combats de Maissin et de Rossignol ; Joseph Jan (né le 1er avril 1883), marsouin, est mort de maladie en 1915 sur l'île grecque de Lemnos ; Joachim Le Danff, lui aussi marsouin, est mort de ses blessures en 1915 à bord du navire-hôpital Tchad ; les autres sont morts sur le sol français.

#### L'Entre-deux-guerres
Le monument aux morts de Bubry est inauguré le 11 novembre 1923 par Alphonse Rio, sous-secrétaire d'État à la Marine marchande.
L'Association sportive de Bubry est fondée en 1925 ; elle pratiquait notamment l'athlétisme et le football.

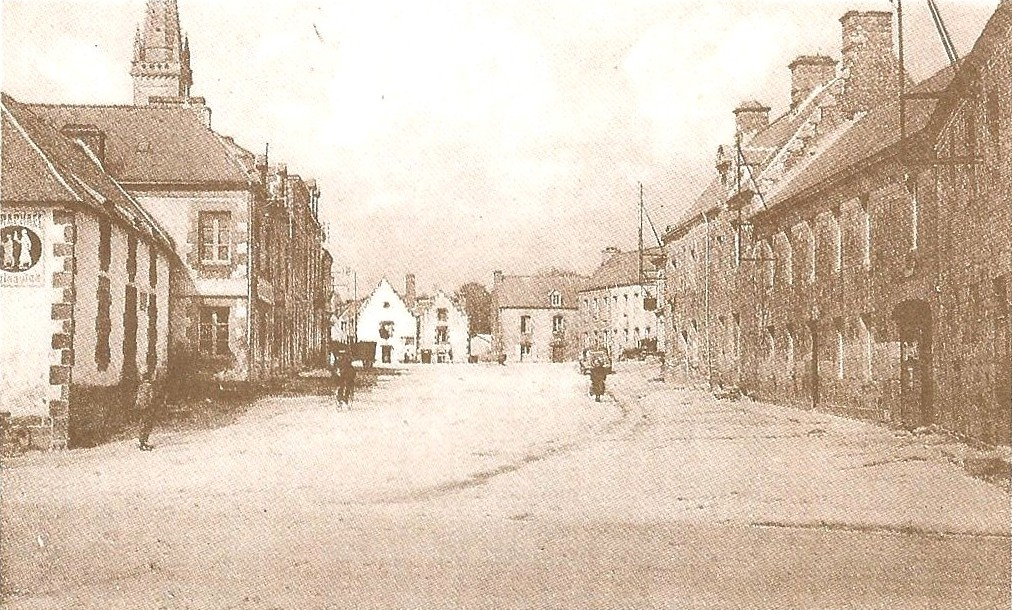
Bubry : la Place du marché dans le Bourg vers 1925 (carte postale).
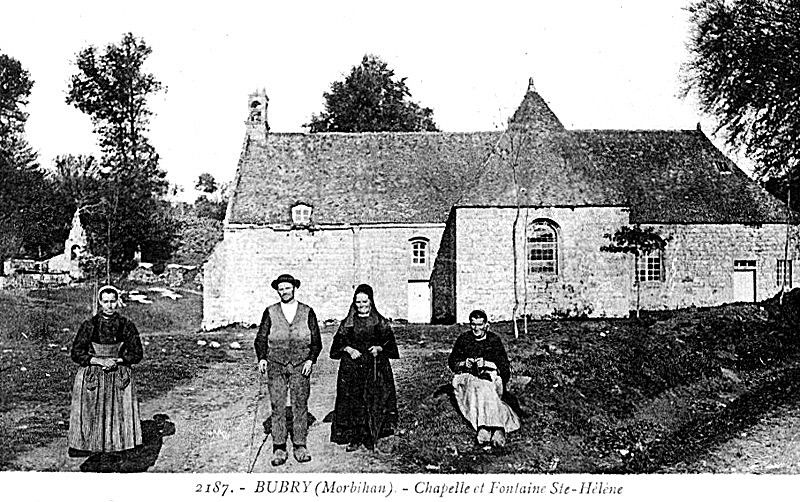
Bubry : la chapelle Sainte-Hélène vers 1930.
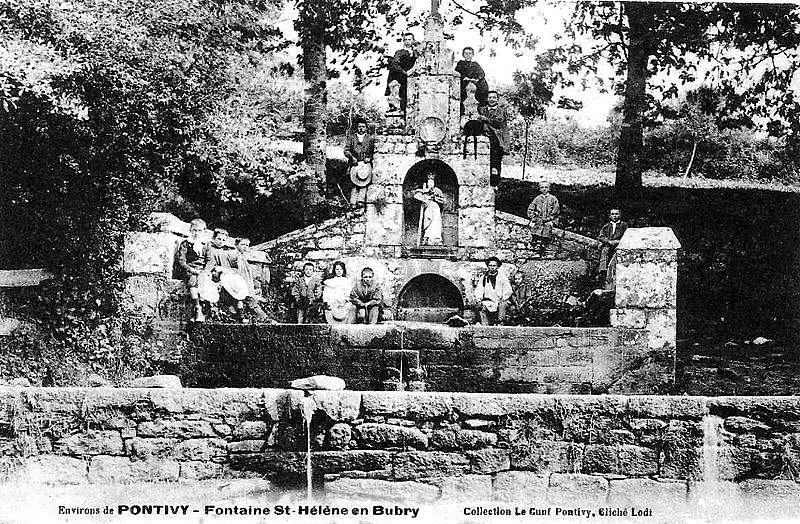
Bubry : la fontaine Sainte-Hélène vers 1930.
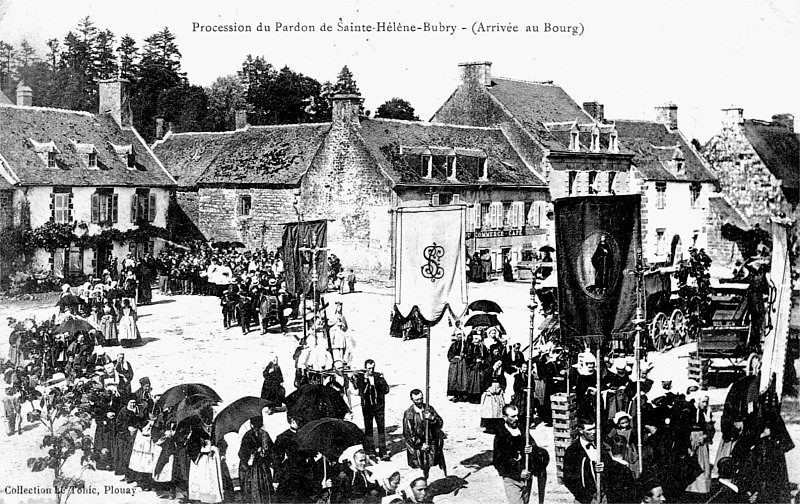
Bubry : le pardon de Sainte-Hélène vers 1930, l'arrivée au bourg.
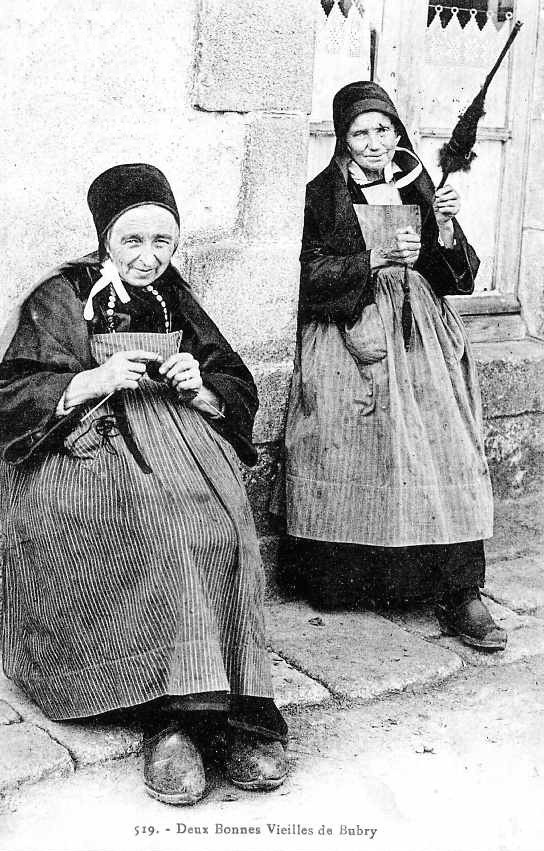
Bubry : deux femmes âgées vers 1930.

#### La Seconde Guerre mondiale
En février 1941 les Conseils municipaux de Bubry et de plusieurs autres communes adressent « au maréchal Pétain l'hommage de leur admiration, de leur loyalisme et de leur gratitude pour l'œuvre de redressement qu'il a entreprise ».
Le 12 mai 1941 un grave incendie détruisit 8 fermes dans le village de Kerioguen.
L'abbé Le Brazidec, titulaire de la paroisse de Saint-Yves au cours de l'occupation allemande, a relaté ces événements dans son ouvrage « Saint-Yves-la-Vérité, village breton ».
Le monument aux morts de Bubry porte les noms de 41 personnes mortes pour la France pendant la Seconde Guerre mondiale
.
La région de Bubry - Quistinic fait partie des premiers maquis dans l'ouest du département. Vers la fin de l'année 1942 et au début de l'année 1943, deux groupes de résistants FTP se constituent dans la région de Bubry : le groupe Vaillant-Couturier, animé par trois militants communistes Émile Le Carrer, dit "Max", Marcel Le Du (dit "Mario") et René Jehanno (dit "Jean") et le groupe Corentin Cariou. Parmi leurs actions, l'attaque de la gendarmerie de Guémené le 30 novembre 1943 afin de se procurer des armes et plusieurs sabotages de voies ferrées. Le 10 décembre 1943, huit résistants communistes du groupe Vaillant-Couturier cachés dans une ferme abandonnée à Malguénac sont arrêtés par des gendarmes de la brigade de Pontivy : l'un d'entre eux, André Le Mouel, parvient à s'échapper le lendemain, les sept autres sont condamnés à mort ; cinq (Ferdinand Malardé, Jean Mahé, Jean Robic, Joseph Le Mouël et Raymond Guillemot) sont fusillés le 25 février 1944 à Vannes, deux voyant leur condamnation à mort commuée, André Le Garrec et André Cojan. Ferdinand Malardé a laissé une lettre poignante avant son exécution.
Émile Le Gal, lui aussi résistant communiste originaire de Bubry, fut tué à Bubry le 13 juin 1944 ; un inconnu, blessé lors d'un combat à Saint-Yves en Bubry, fut tué par les Allemands à l'église-hôpital du bataillon, en Quistinic.
Le 7 février 1944, des feldgendarmes, épaulés de membres du Bezen Perrot (dont Ange Péresse, originaire de Bubry) et du groupe de Guy Vissault de Coëtlogon (dont Joseph Le Ruyet, originaire de Bubry) arrêtent 17 résistants à Baud, Bubry, Camors et Quistinic ; parmi eux Robert Pourchasse qui travaillait au secrétariat de la mairie de Bubry.
Le 15 juin 1944 , après un accrochage en plain bourg entre des Allemands et des maquisards, les occupants incendièrent l'hôtel de Joseph Masson et emmenèrent celui-ci, accusé d'avoir hébergé des « terroristes », à Guémené-sur-Scorff où il fut torturé avant d'être abattu le 18 juin 1944 ; ce n'est qu'en juillet 1947 qu'un milicien révéla l'endroit où il avait été enterré ; ses obsèques en présence de plus de 600 personnes furent célébrées le 31 juillet 1947 à Bubry.
Deux membres de la gendarmerie, le gendarme Pierre Mourisset et le lieutenant Jean Jamet, originaire de Lanvénégen, et Mathieu Donnart, sont arrêtés par des feldgendarmes (gendarmerie allemande) à Bubry le 27 juin 1944. Ils sont ensuite détenus et torturés dans une annexe du lycée de Pontivy. 14 personnes sont fusillés à Bieuzy le 18 juillet 1944 (4 jeunes FFI des Côtes-du-Nord, 5 parachutistes SAS, 3 résistants dont Pierre Mourisset et deux personnes non identifiées) ; Jean Jamet et Mathieu Donnart sont fusillés à Pluméliau le 29 juillet 1944 en compagnie de 4 autres résistants et de trois parachutistes SAS pour leur participation à la Résistance.
Pendant la nuit du 25 au 26 juillet 1944, la Gestapo, aidée de collaborateurs locaux (des miliciens), surprend, grâce à une dénonciation, une réunion du Comité militaire régional des FTP du Morbihan au village de Maneguy Coscodo en Bubry : six résistants sont arrêtés et exécutés immédiatement (deux hommes : Désiré Le Douairon, dit "Alphonse", capitaine FTP, Georges Le Borgne, dit "Serge" et quatre femmes agentes de liaison : Marie-Anne Gourlay, dite "Dédée", Anne-Marie Mathel, dite "Jeanne", Anne-Marie Robic, dite "Nénette", Marie-Joséphine Kervinio, dite "Martine"). Une stèle de granit est érigée à Keryacunff. en leur mémoire.
Jacques Grout de Beaufort, qui avait organisé un maquis (il commanda la 2e compagnie du 7e bataillon FFI du Morbihan) et un dépôt d'armes dans sa propriété de Kerascouet en Inguiniel, fut arrêté et massacré par les Allemands le 4 août 1944. Une cérémonie religieuse fut organisée à la chapelle Saint-Yves de Bubry et un monument à sa mémoire a été inauguré en mai 1945.
Plusieurs personnes originaires de Bubry ont été gravement compromises dans la collaboration avec l'Allemagne pendant la Seconde Guerre mondiale, notamment Ange Péresse, Joseph Le Ruyet, Hélène Le Ruyet et Joseph Le Padellec (ces deux derniers furent tués par des maquisards, qualifiés de "terroristes" par le journal collaborationniste "Les Nouveaux Temps".).
Jean Guillemoto fut le premier prisonnier de guerre à revenir à Bubry en avril 1945 (prisonnier en Prusse orientale, il avait été libéré par l'Armée rouge). Le retour de déportation de Marcelline Le Carrer, qui avait été arrêtée à Vannes, fut célébré Bubry fin mai 1945.

#### L'après Seconde Guerre mondiale
Le monument aux morts de Bubry porte les noms d'un soldat (Louis Fouillen) mort pour la France pendant la Guerre de Corée , de 5 soldats morts pour la France pendant la Guerre d'Indochine (Raymond Gicquel, Joseph Le Gouzellec, Louis Le Rouzo, Jean Le Tortolec, Michel Macé de Gastines) et de 3 soldats (Albert Emery, François Le Gouriérec et Pierre Padellec) morts pour la France pendant la Guerre d'Algérie.
Un monument aux morts à la mémoire des victimes de la Seconde Guerre mondiale, ainsi qu'un nouvel Hôtel des Postes, furent inaugurés le 30 décembre 1951.

## Blasonnement
|  | Les armoiries de Bubry se blasonnent ainsi : Parti : au un, de sinople à la croix engrêlée d’or ; au deux, de gueules à la clef d’or posée en pal, le panneton à senestre ; au chef d’hermine. Le blason est conçu par Bertrand Frélaut en 1989. Les hermines sont l'emblème de la Bretagne. La croix engrêlée est l'armoirie d'Yves Hélory de Kermartin (patron du lieu-dit Saint-Yves) et la clé de Saint-Pierre rappelle qu'il est le patron de Bubry. |

## Politique et administration
| Période                                  | Période                | Identité                 | Étiquette   | Qualité |
| ---------------------------------------- | ---------------------- | ------------------------ | ----------- | --- |
| Les données manquantes sont à compléter. |                        |                          |             | |
| 1793                                     | 1813                   | Jean Le Puil             |             | |
| 1813                                     | 1821                   | Jean Eon                 |             | Notaire impérial. |
| 1821                                     | 1825                   | Joseph Le Floch          |             | |
| 1826                                     | 1832                   | Louis Marie Herviant     |             | |
| 1832                                     | 1840                   | Joseph Louis Robic       |             | Seulement premier adjoint délégué entre 1832 et 1838 (pas de maire indiqué entre ces dates). Laboureur.                                              |
| 1840                                     | 1847                   | Louis Robic              |             | Cultivateur. Laboureur. |
| 1847                                     | 1852                   | Louis Le Pen             |             | Cultivateur. |
| 1852                                     | 1871                   | Louis Marie Le Sceillour |             | Propriétaire. Laboureur. |
| 1871                                     | 1872                   | Mathurin Robic           |             | Laboureur. Cultivateur. Marchand beurrier. |
| 1872                                     | 1888                   | François Duault          |             | |
| 1888                                     | 1896                   | Jean Royant              |             | Meunier. |
| 1896                                     | 1919                   | Victor Guyomard          |             | Clerc de notaire. Réélu en 1904 en battant une liste radicale.                                                                                       |
| 1919                                     | 1941                   | Joseph Le Padellec.      | Républicain | Cultivateur. Propriétaire. |
| 1941                                     | ?                      | Joseph André             |             | Médecin. Nommé maire par décision préfectorale. |
| 1945                                     | octobre 1947           | Joseph Le Padellec       |             | Réélu maire en juin 1945. Déjà maire entre 1919 et 1941.                                                                                             |
| octobre 1947                             | mars 1959              | Jean Le Stunff           | DVD         | |
| mars 1959                                | mars 1971              | Joseph Le Bris           | SE (UDVe)   | Notaire |
| mars 1971                                | mars 1989              | Louis Onorati            | SE          | Pharmacien |
| mars 1989                                | septembre 1997 (décès) | Roger Bing.              | SE          | Retraité de la Gendarmerie Vice-président du SIVOM de la région de Plouay Président du CDGFPT du Morbihan (? → 1997)                                 |
| octobre 1997                             | mars 2014              | Jean-Yves Nicolas        | DVG         | Retraité de l'Éducation nationale, maire honoraire Président de la CC de la Région de Plouay (2008 → 2013).                                          |
| mars 2014 Réélu en mai 2020              | En cours               | Roger Thomazo            | SE          | Professeur de zootechnie en lycée Vice-président de la CC de la Région de Plouay (2008 → 2014) Vice-président de Lorient Agglomération (2014 → 2020) |

## Transports en commun
La commune de Bubry est desservie par le réseau CTRL :
| Ligne | 103 |  | Bubry - Centre ↔ Plouay - Gare routière         |
| Ligne | 104 |  | Bubry - Centre ↔ Inzinzac-Lochrist - Les forges |

## Population et société

### Démographie

#### Évolution démographique
L'évolution du nombre d'habitants est connue à travers les recensements de la population effectués dans la commune depuis 1793. Pour les communes de moins de 10 000 habitants, une enquête de recensement portant sur toute la population est réalisée tous les cinq ans, les populations de référence des années intermédiaires étant quant à elles estimées par interpolation ou extrapolation. Pour la commune, le premier recensement exhaustif entrant dans le cadre du nouveau dispositif a été réalisé en 2005.

En 2022, la commune comptait 2 262 habitants, en évolution de −5,04 % par rapport à 2016 (Morbihan : +3,82 %, France hors Mayotte : +2,11 %).
| 1793  | 1800  | 1806  | 1821  | 1831  | 1836  | 1841  | 1846  | 1851  |
| ----- | ----- | ----- | ----- | ----- | ----- | ----- | ----- | ----- |
| 3 472 | 3 156 | 3 446 | 3 602 | 3 611 | 3 834 | 3 796 | 4 122 | 3 849 |

| 1856  | 1861  | 1866  | 1872  | 1876  | 1881  | 1886  | 1891  | 1896  |
| ----- | ----- | ----- | ----- | ----- | ----- | ----- | ----- | ----- |
| 3 830 | 3 710 | 3 886 | 3 493 | 3 680 | 3 799 | 3 783 | 3 859 | 3 966 |

| 1901  | 1906  | 1911  | 1921  | 1926  | 1931  | 1936  | 1946  | 1954  |
| ----- | ----- | ----- | ----- | ----- | ----- | ----- | ----- | ----- |
| 3 985 | 4 080 | 4 268 | 4 542 | 4 736 | 4 906 | 4 559 | 4 592 | 3 785 |

| 1962  | 1968  | 1975  | 1982  | 1990  | 1999  | 2005  | 2006  | 2010  |
| ----- | ----- | ----- | ----- | ----- | ----- | ----- | ----- | ----- |
| 3 442 | 3 040 | 2 865 | 2 563 | 2 445 | 2 358 | 2 325 | 2 329 | 2 388 |

| 2015  | 2020  | 2022  | - | - | - | - | - | - |
| ----- | ----- | ----- | - | - | - | - | - | - |
| 2 379 | 2 289 | 2 262 | - | - | - | - | - | - |

#### Pyramide des âges
La population de la commune est relativement âgée.
En 2018, le taux de personnes d'un âge inférieur à 30 ans s'élève à 23,9 %, soit en dessous de la moyenne départementale (31,2 %). À l'inverse, le taux de personnes d'âge supérieur à 60 ans est de 40,0 % la même année, alors qu'il est de 31,3 % au niveau départemental.
En 2018, la commune comptait 1 178 hommes pour 1 168 femmes, soit un taux de 50,21 % d'hommes, légèrement supérieur au taux départemental (48,49 %).
Les pyramides des âges de la commune et du département s'établissent comme suit.
| Hommes | Classe d’âge | Femmes |
| ------ | ------------ | ------ |
| 1,4    | 90 ou +      | 4,7    |
| 11,6   | 75-89 ans    | 14,2   |
| 25,0   | 60-74 ans    | 23,0   |
| 21,8   | 45-59 ans    | 20,2   |
| 16,7   | 30-44 ans    | 13,5   |
| 10,2   | 15-29 ans    | 10,2   |
| 13,4   | 0-14 ans     | 14,1   |

| Hommes | Classe d’âge | Femmes |
| ------ | ------------ | ------ |
| 0,8    | 90 ou +      | 2,2    |
| 8,5    | 75-89 ans    | 11,6   |
| 20,5   | 60-74 ans    | 21,6   |
| 20,6   | 45-59 ans    | 20     |
| 17     | 30-44 ans    | 16,3   |
| 15,5   | 15-29 ans    | 13     |
| 17,1   | 0-14 ans     | 15,2   |

## Économie

### Revenus de la population et fiscalité
Les indicateurs de revenus et de fiscalité à Bubry et dans l'ensemble du Morbihan en 2016 sont présentés ci-dessous.
|                                                                   | Bubry  | Morbihan |
| ----------------------------------------------------------------- | ------ | -------- |
| Nombre de ménages fiscaux                                         | 1 076  | 332 909  |
| Nombre de personnes dans les ménages fiscaux                      | 2 245  | 740 023  |
| Médiane du revenu disponible par unité de consommation (en euros) | 18 370 | 20 607   |
| Part des ménages fiscaux imposés                                  | 38,0 % | 49,1 %   |

### Secteur primaire
Le tableau ci-dessous présente les principales caractéristiques des exploitations agricoles de Bubry, observées entre 1988 et 2010, soit sur une période de 22 ans.
|                                                           | 1988   | 2000   | 2010    |
| --------------------------------------------------------- | ------ | ------ | ------- |
| Nombre d’exploitations                                    | 168    | 98     | 73      |
| Équivalent Unité de travail annuel (UTA)                  | 228    | 144    | 127     |
| Surface agricole utile (SAU) (ha)                         | 3 485  | 3 681  | 3 747   |
| Superficie en terres labourables (ha)                     | 2 895  | 2 904  | 3 251   |
| Superficie toujours en herbe (ha)                         | 578    | 774    | 483     |
| Nombre d’exploitations ayant des vaches laitières         | 105    | 69     | 48      |
| Vaches laitières (nombre de têtes)                        | 2 640  | 2 308  | 2 351   |
| Nombre d’exploitations ayant des poulets de chair et coqs | 20     | 13     | 5       |
| Poulets de chair et coqs (nombre de têtes)                | 47 946 | 57 113 | 157 600 |

## Culture

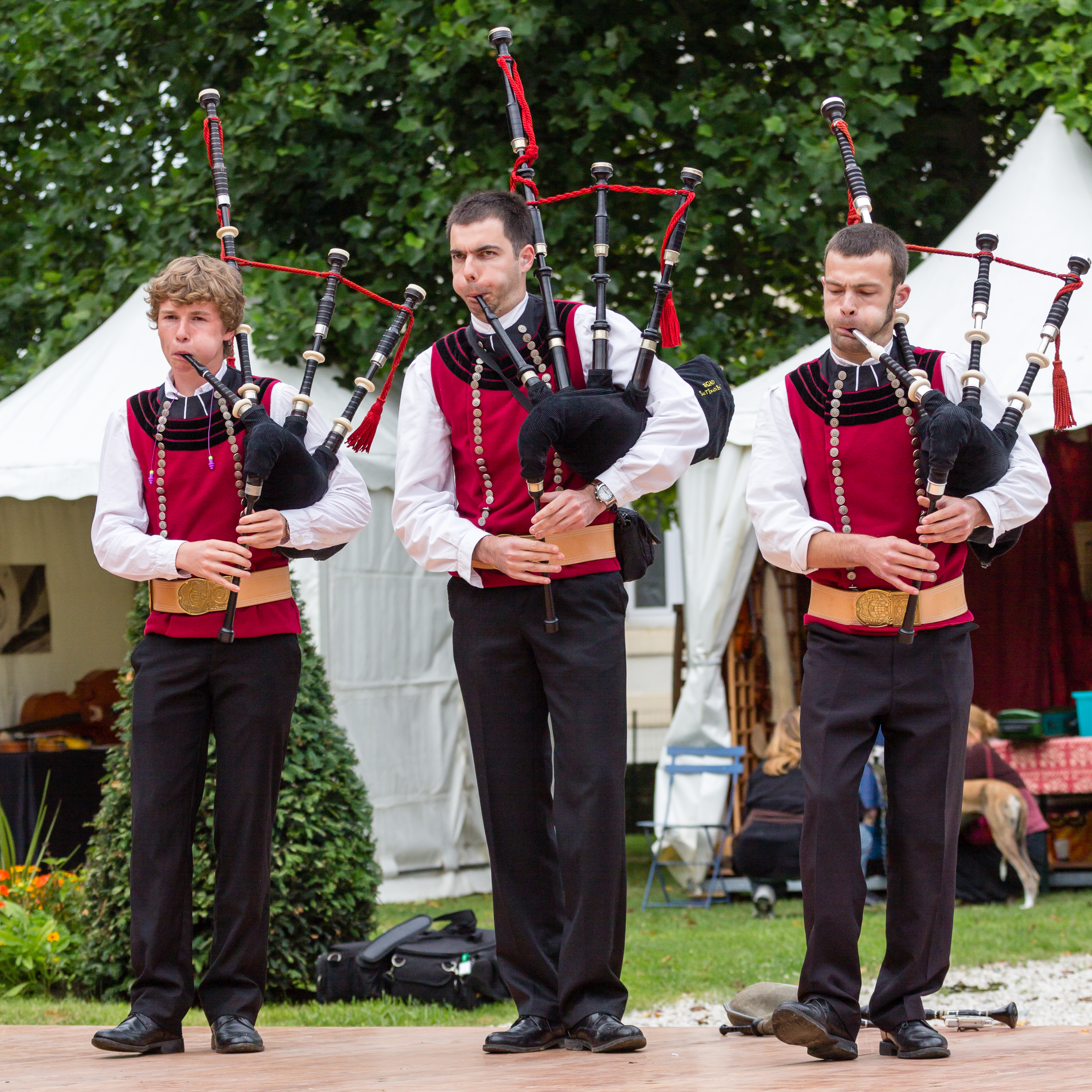
Le bagad lors d'une épreuve de championnat au festival interceltique de Lorient, les hommes portant le traditionnel « mil bouton » (profusion de boutons argentés et dorés sur la veste).

Pour les ethnologues, la commune de Bubry tient au Pays Pourlet qui a pour capitale Guémené-sur-Scorff : même costume traditionnel, même parler et une rivalité du fait que Guémené était « un fief de la branche cadette des Rohan tandis que Bubry après avoir dépendu de la seigneurie du Kemenet-Héboé a été comprise dans la châtellenie puis le marquisat de Pontcallec ».
La ville dispose d'un bagad, créé en 1964 par l'abbé Grouhel, et évoluant en 2e catégorie du championnat national des bagadoù.
La ville s'enorgueillit d'accueillir, le deuxième et quatrième mercredi de chaque mois, un marché depuis 400 ans, comme l’indique une pancarte à l’entrée du bourg. La fin des marchés aux bestiaux, le développement des chéquiers et des grandes surfaces ayant accéléré la mort de cette forme de commerce, elle perdure à Bubry mais souffre comme de nombreuses places morbihannaises d'une baisse de fréquentation par les jeunes générations.

## Lieux et monuments

### Monument aux morts
Le monument aux morts, œuvre en bronze sculptée par Gaston-Auguste Schweitzer, est inauguré le 11 novembre 1923.
Un monument dédié au maréchal Louis Franchet d'Espérey et à sa famille se trouve près de l'église paroissiale de Bubry. Celui-ci n'a jamais vécu à Bubry, mais plusieurs membres de sa famille y sont inhumés, notamment son épouse Alice Joséphine Dumaine de la Josserie, son fils Louis François mort pendant la Première Guerre mondiale, sa fille Jacqueline et son gendre, le lieutenant colonel Antoine Macé de Gastines.

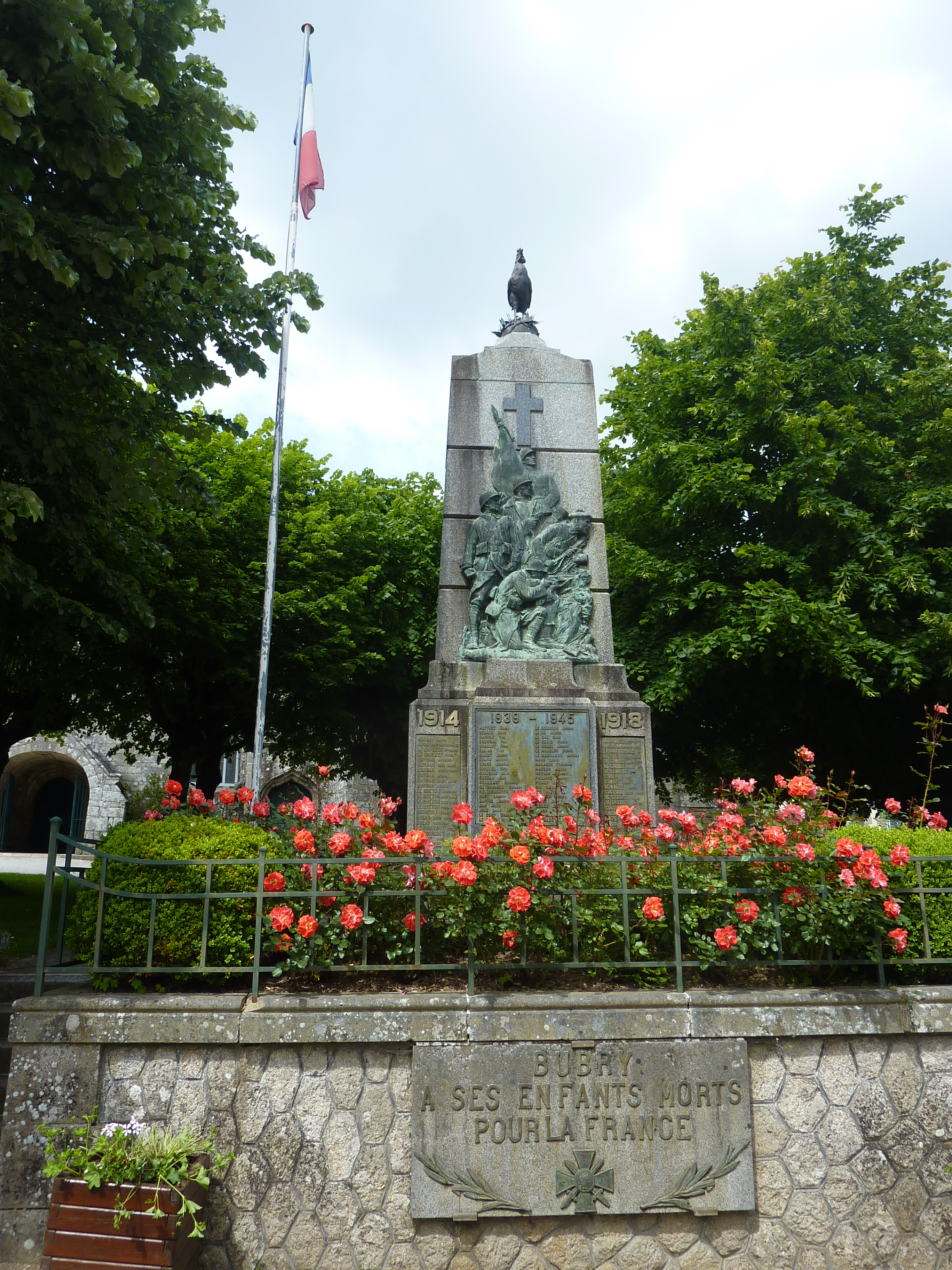
Le monument aux morts de Bubry.
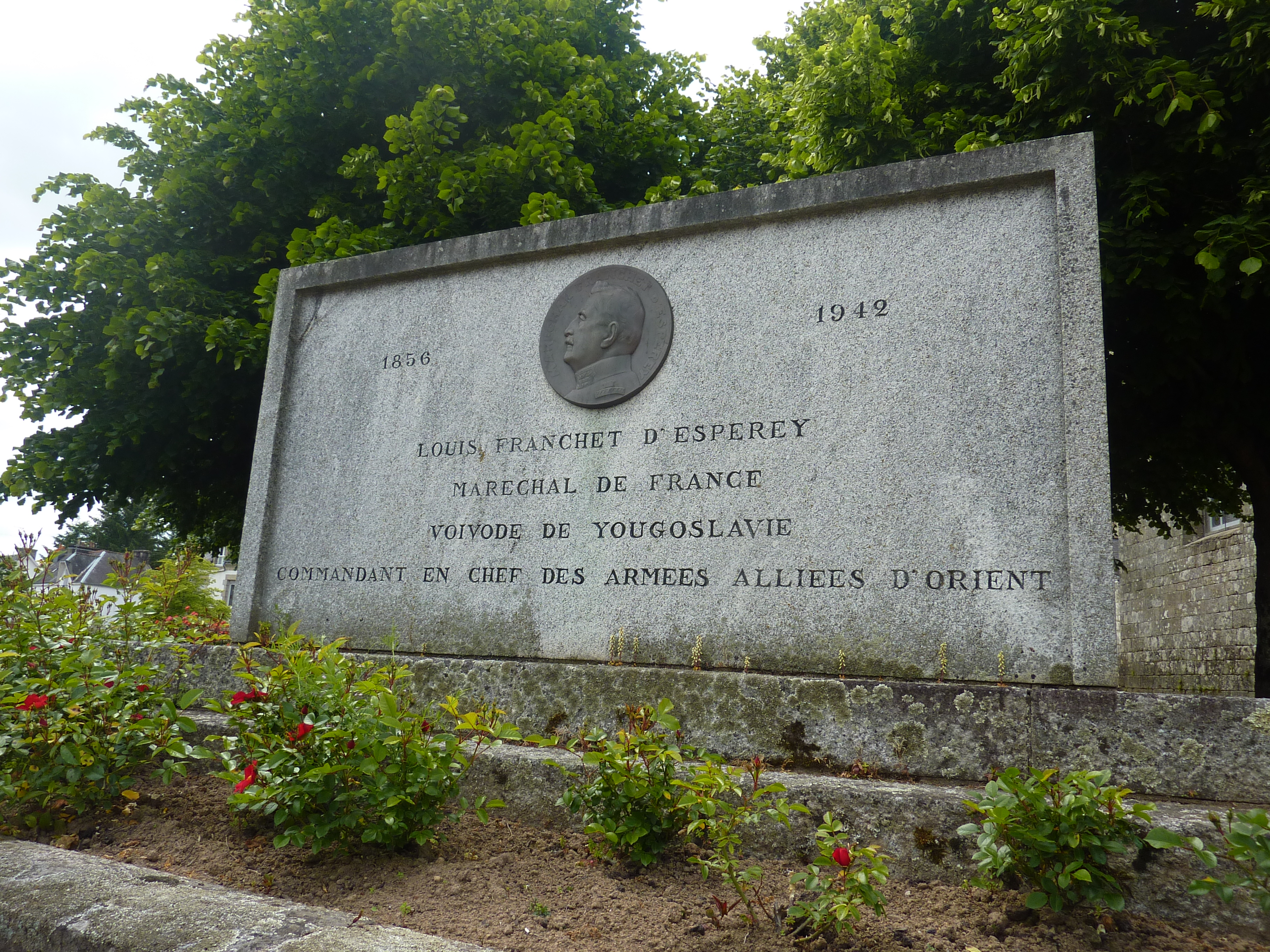
Bubry : stèle à la mémoire de Louis Franchet d'Espérey.

### Châteaux et manoirs
- Château de Kernivinen, date du XIXe siècle, il est inscrit à l'inventaire général du patrimoine culturel[124] ;
- Château de Brûlé  date du XVIe siècle détruit, il est inscrit à l'inventaire général du patrimoine culturel[125] ;

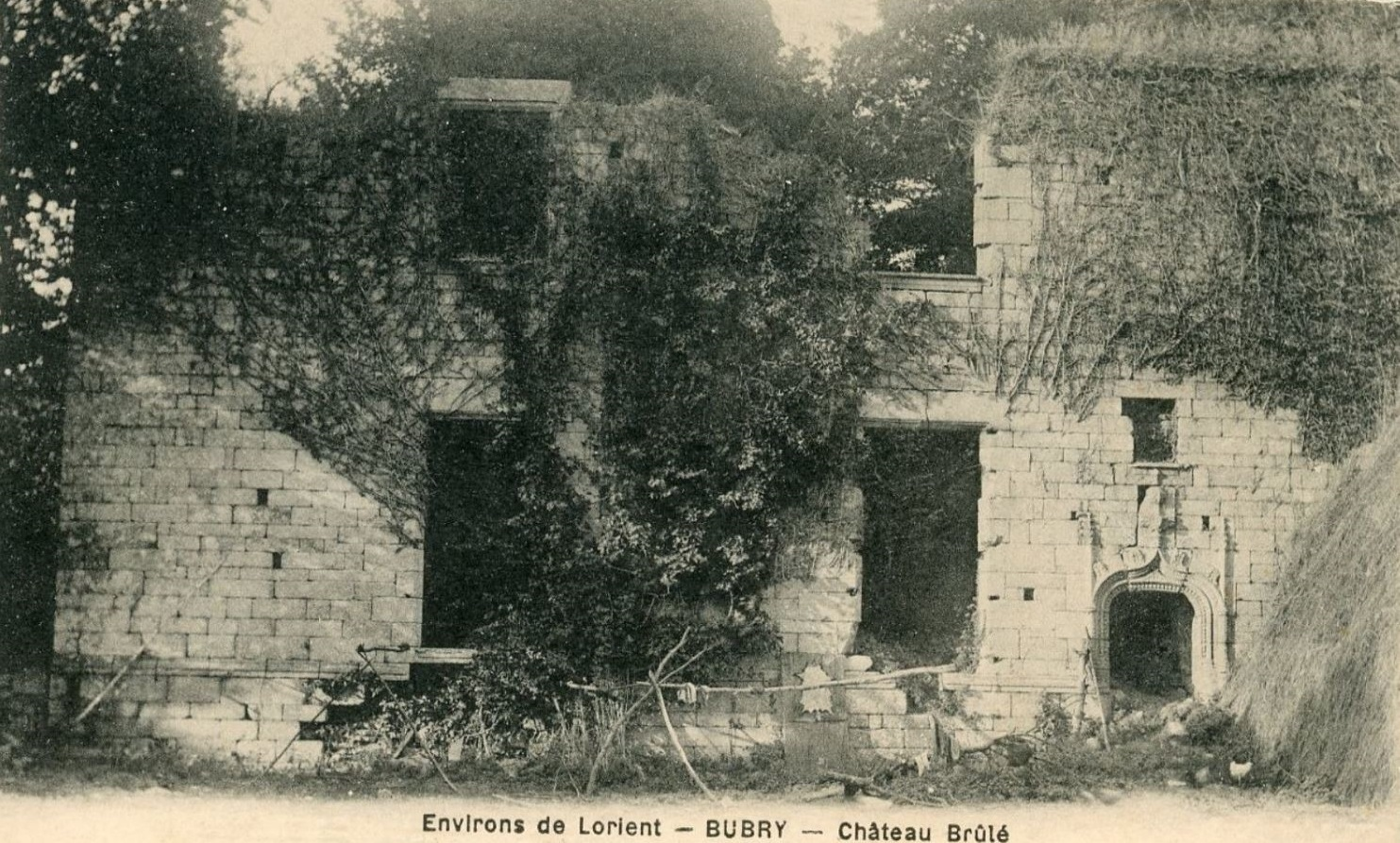
Les ruines du château de Brûlé au début du XXe siècle (carte postale ancienne).

- Manoir de Coëtdiquel[Note 41], XVIIe siècle ; colombier construit en 1739, puits et chapelle privée dédiée à sainte Anne[126]. Il est inscrit à l'inventaire général du patrimoine culturel[127] ;
- Manoir de Perros, date du XVIIe siècle, il est inscrit à l'inventaire général du patrimoine culturel[128] ;

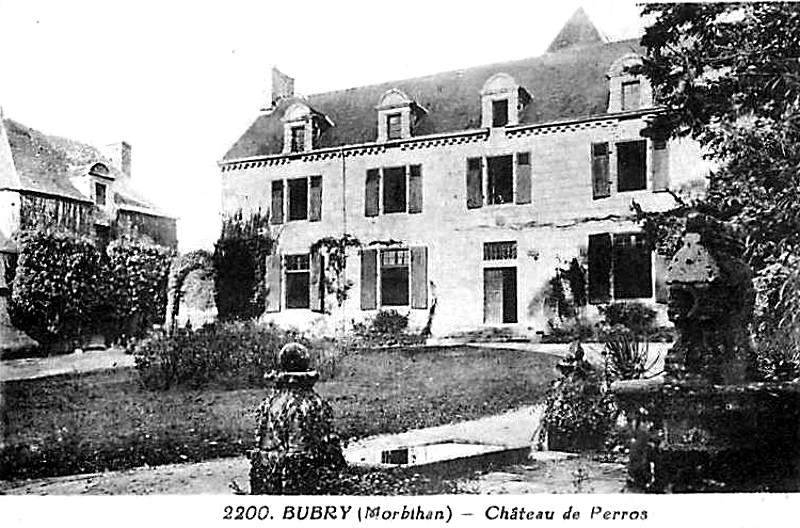
Le manoir de Perros vers 1930 (carte postale).

- Manoir de Kéraly date des XVIIIe siècle, il est inscrit à l'inventaire général du patrimoine culturel[129],[Note 42], 1702[130].

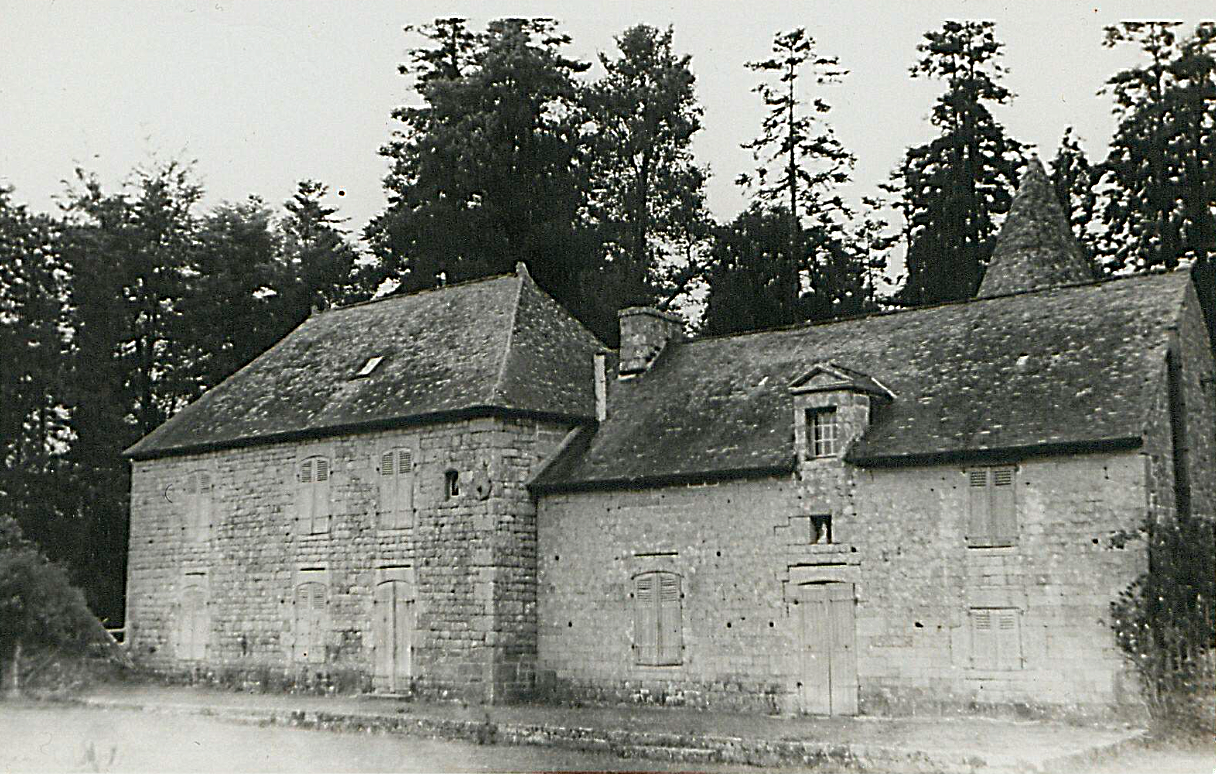
Le manoir de Keraly (vers 1945).
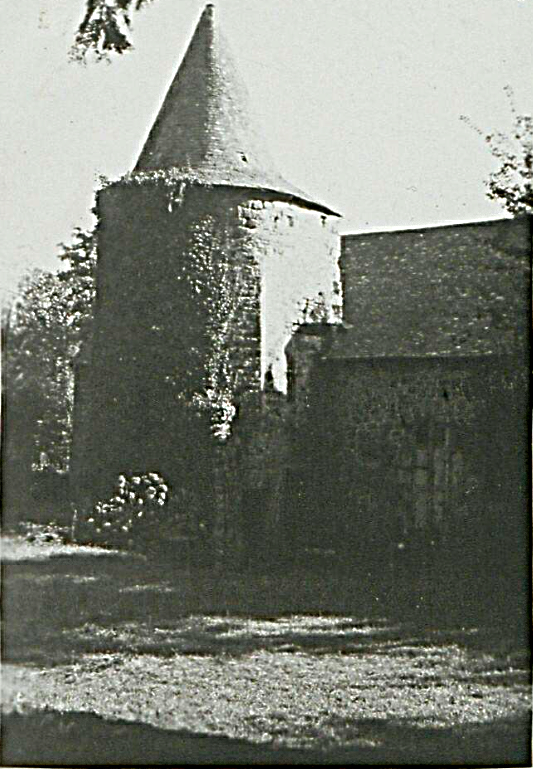
Le manoir de Keraly (vers 1945).
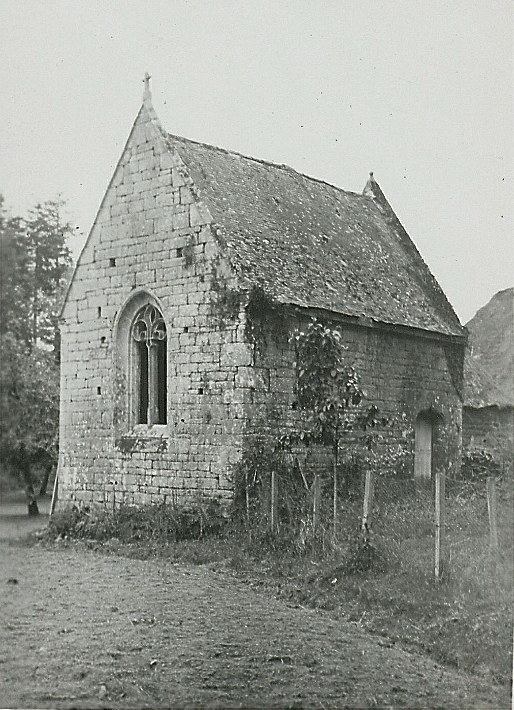
Manoir de Keraly : la chapelle.

### Vestiges préhistoriques et antiques
- Le lec'h sur la place de l'église, stèle gauloise de l'âge du fer. Dressée à l'origine sans doute dans une forêt ou une lande des environs, cette pierre de forme circulaire et qui porte neuf petites cupules sommitales, est déplacée à plusieurs reprises. La stèle en granit est rehaussée de deux croix pattées au haut Moyen Âge à la suite de l'entreprise de christianisation menée par Charlemagne : dans son Admonitio generalis de 789 renouvelé dans l'article 41 du capitulaire des missi dominici mis au point vers l'an 800, l'empereur ordonne la destruction des pierres païennes que vénèrent les populations. Pour ne pas trop les mécontenter, il est accepté que de nombreux menhirs, milliaires et stèles gallo-romaines soient christianisés par l'adjonction d'une croix ou de divers motifs illustrant la nouvelle religion[131] ;

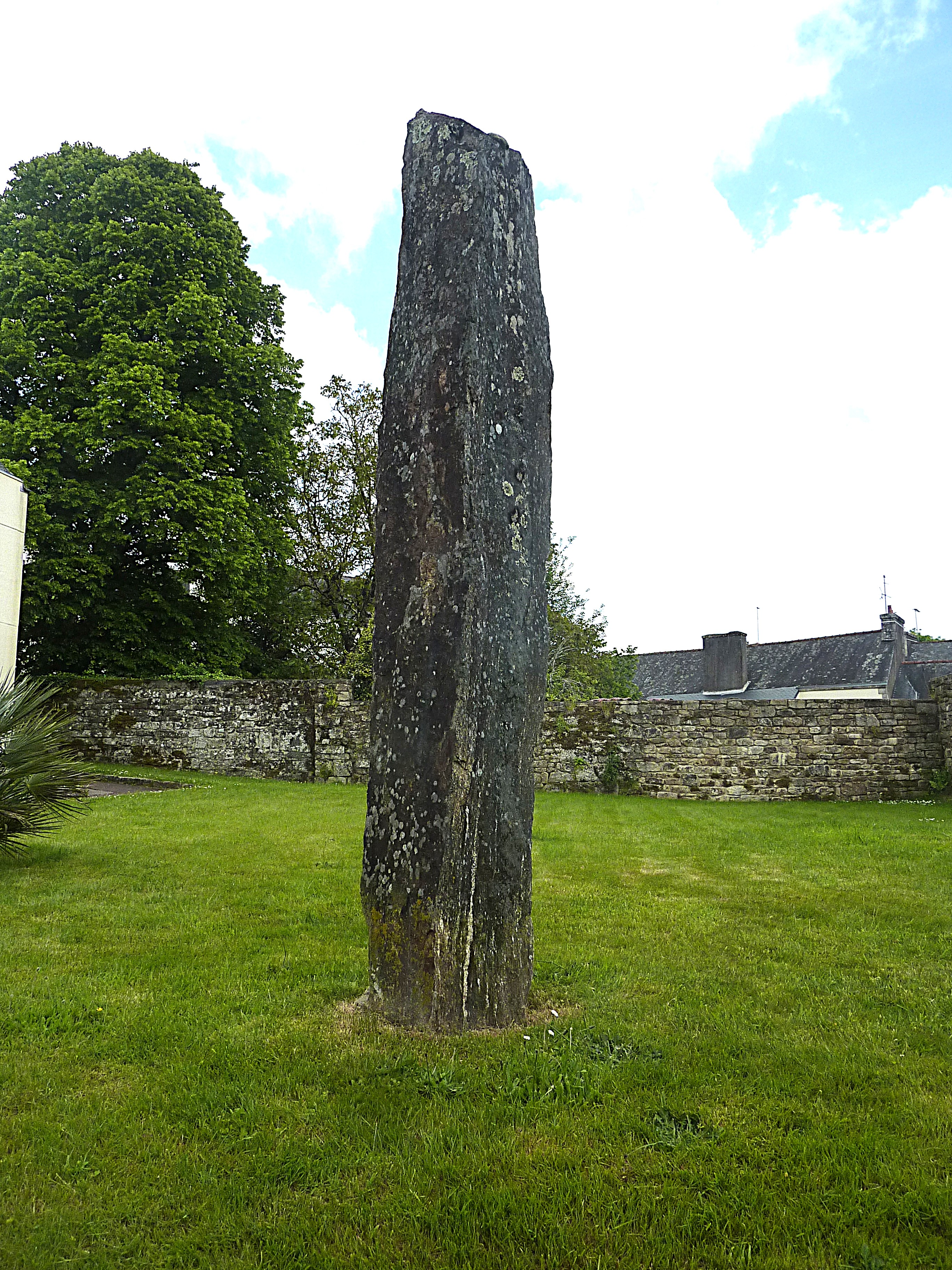
Le lec'h situé dans le bourg.
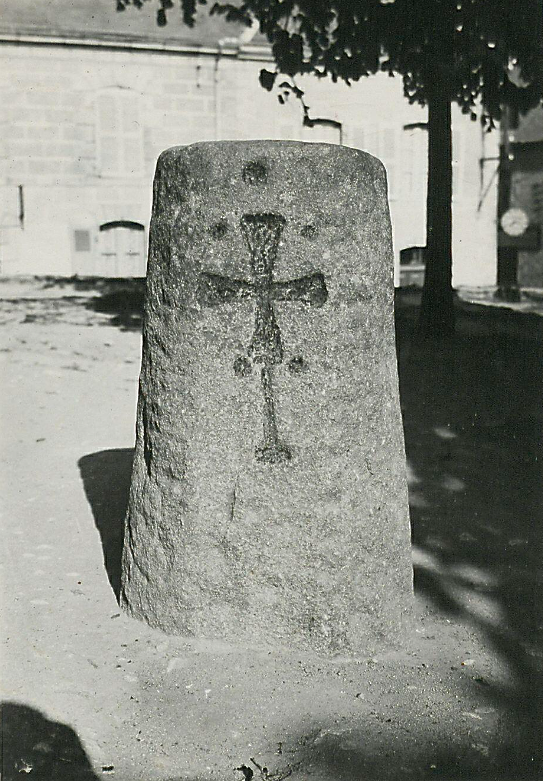
Stèle christianisée située près de l'église paroissiale.

- Menhir de Plomedec.

### Église et chapelles
- Église paroissiale Saint-Pierre-Saint-Paul, construite de 1804 à 1806[Note 43] ; son porche sud date de 1814 et son clocher de 1895[132].

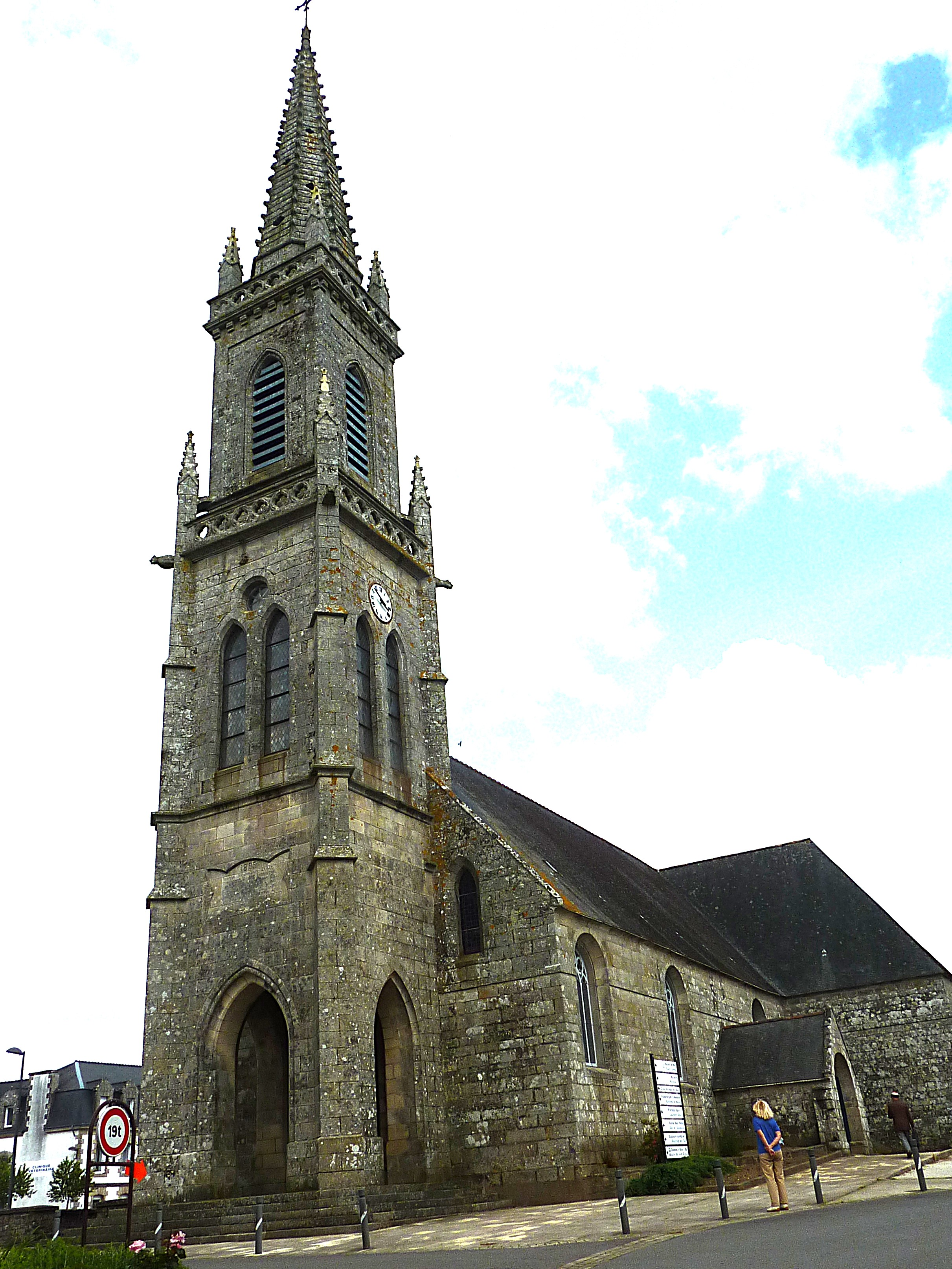
Bubry ː l'église paroissiale Saint-PIerre et Saint-Paul, vue extérieure d'ensemble.
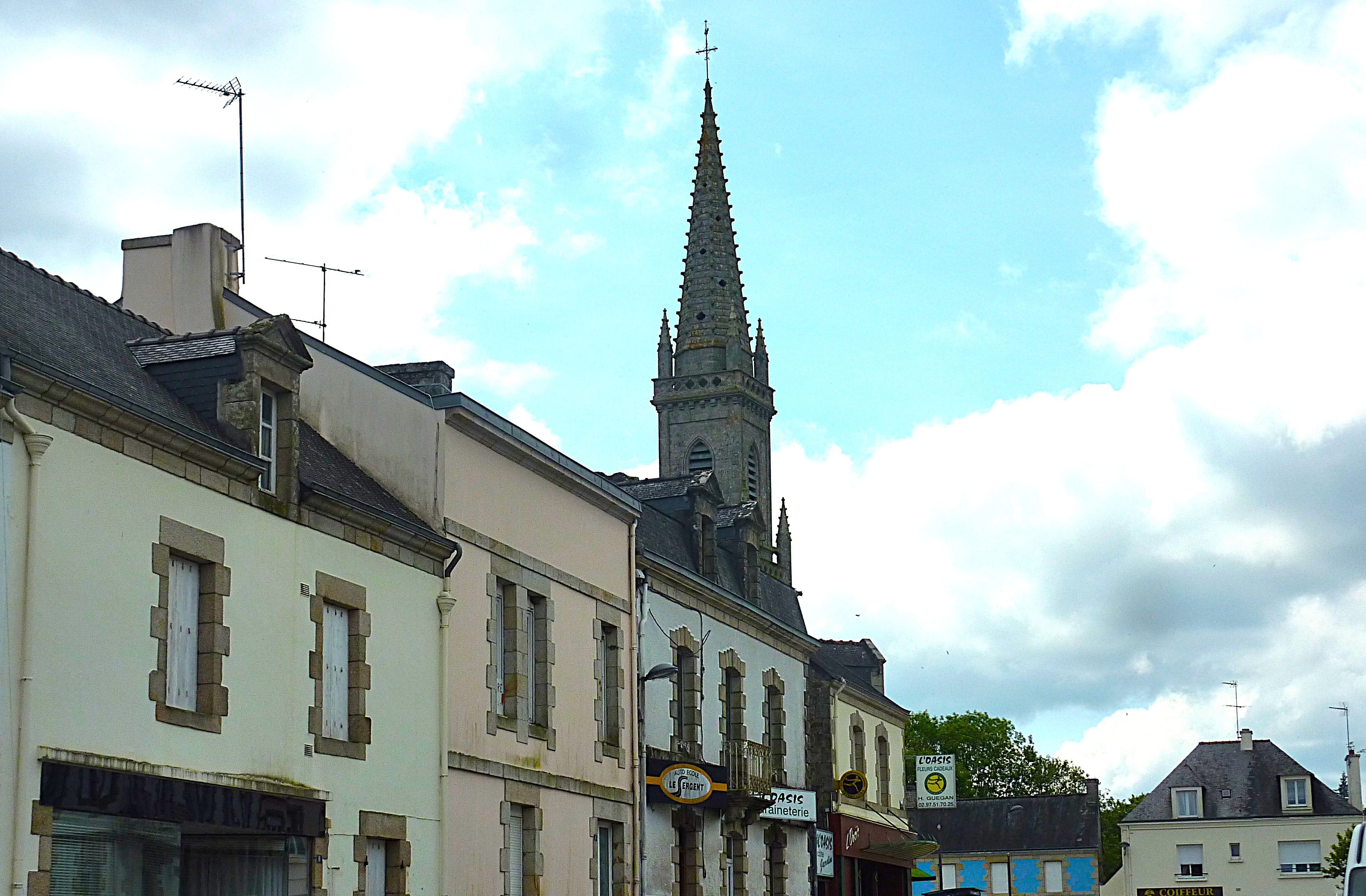
Bubryː maisons du bourg et clocher de l'église paroissiale Saint-Pierre et Saint-Paul.

- Chapelle Saint-Yves, construite en 1589[133] ; la chapelle est érigée en église paroissiale en 1923[134].

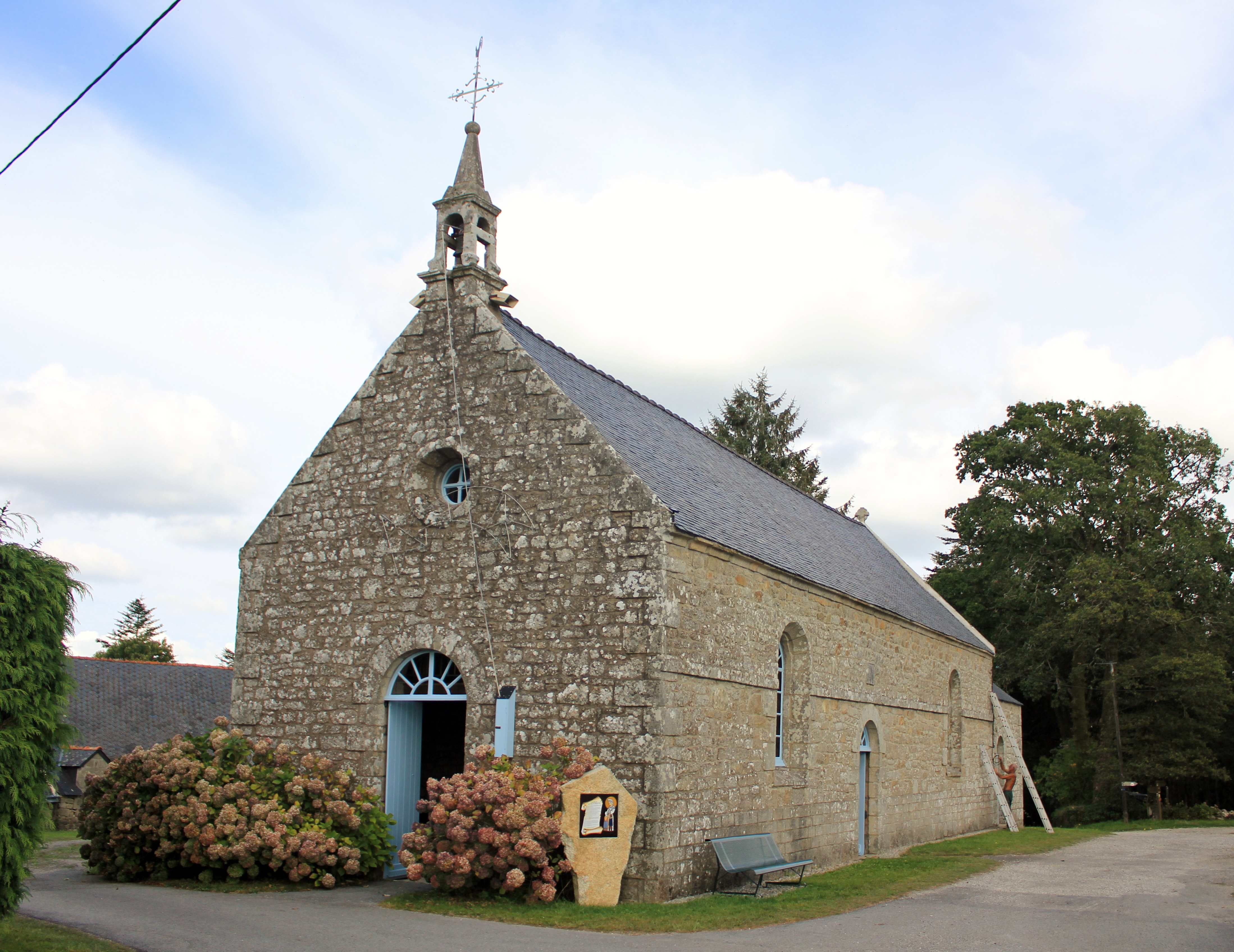
Vue extérieure d'ensemble.
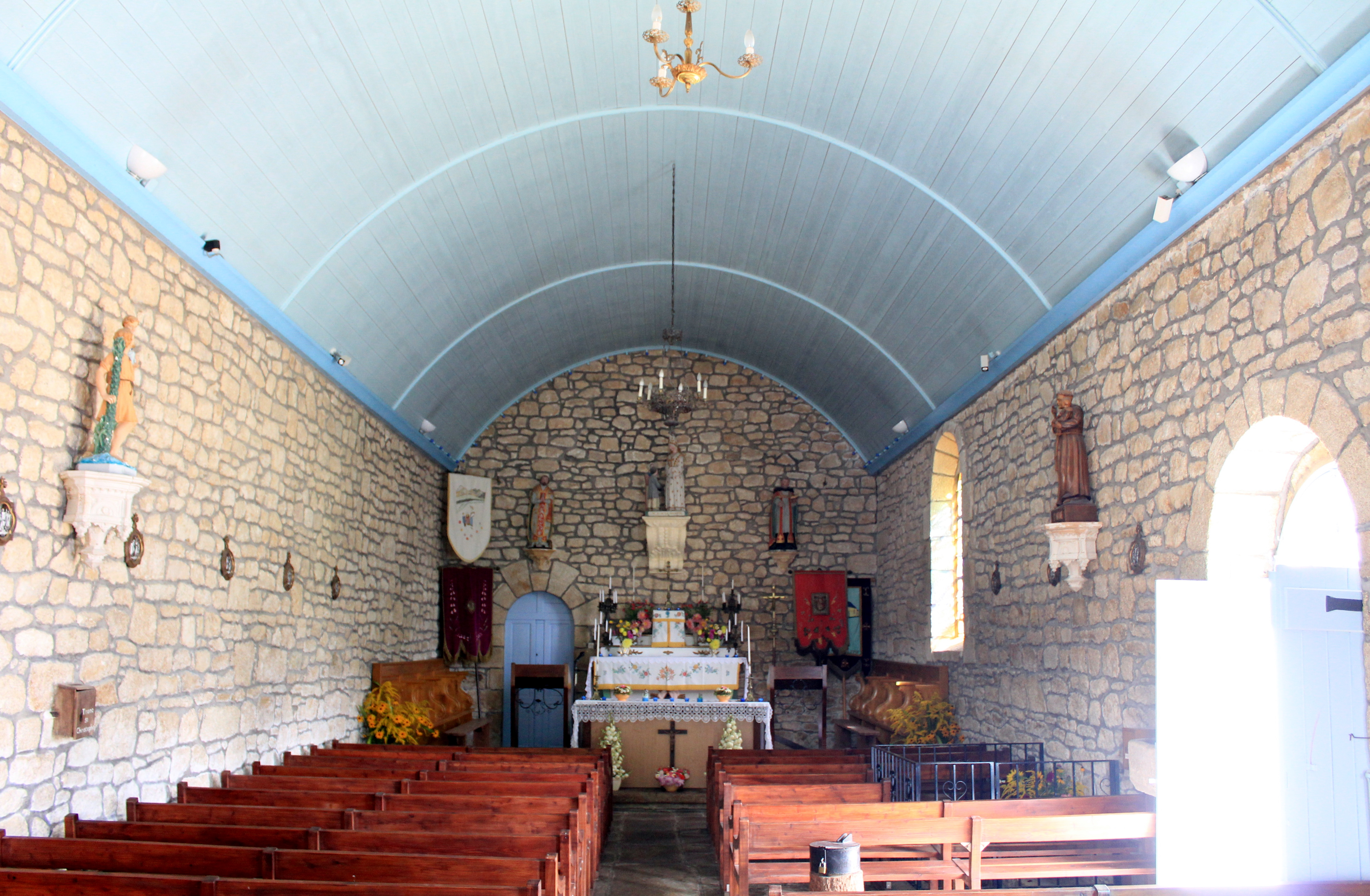
Vue intérieure d'ensemble.
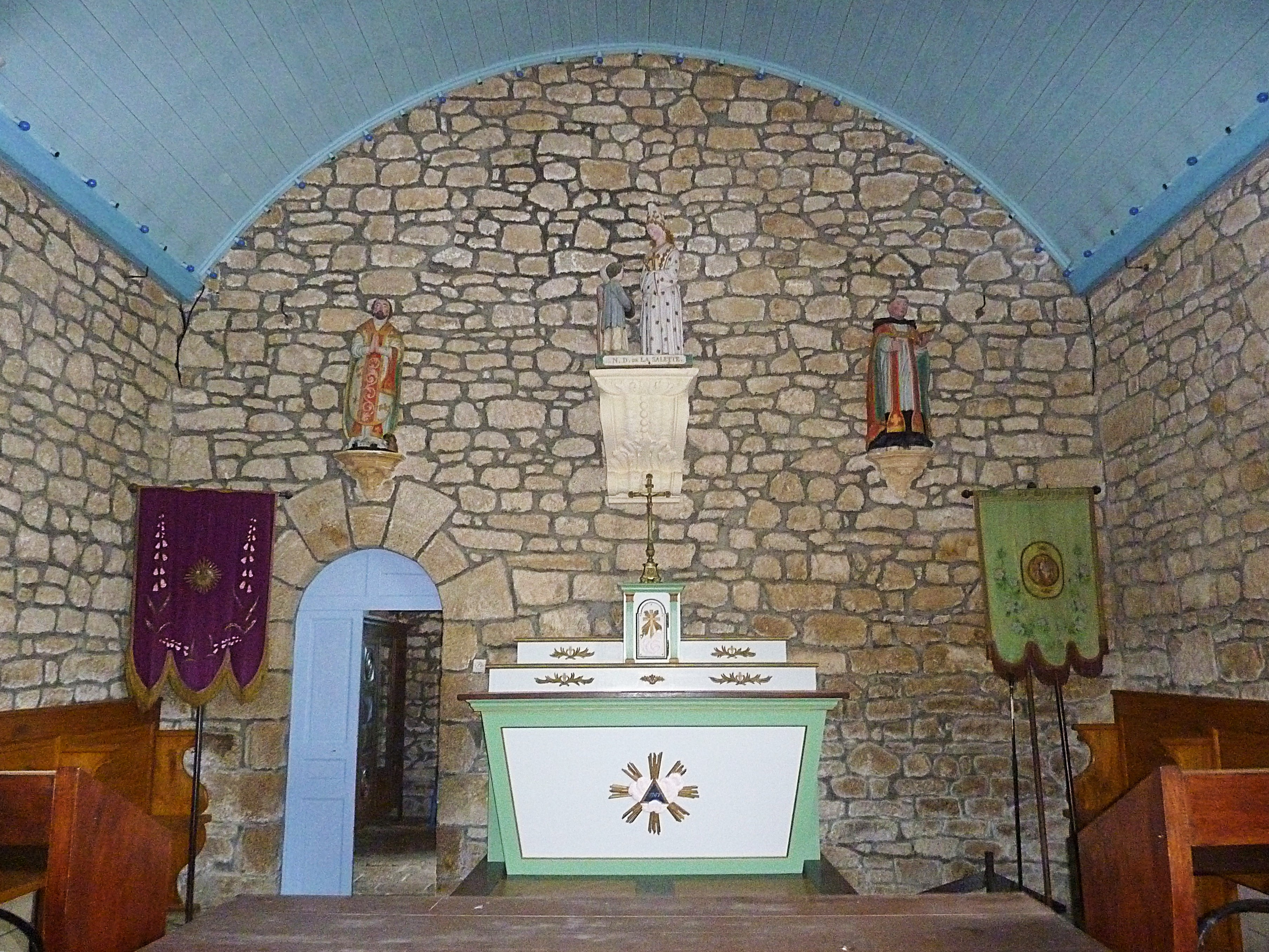
Maître-autel, statues et bannières de procession.
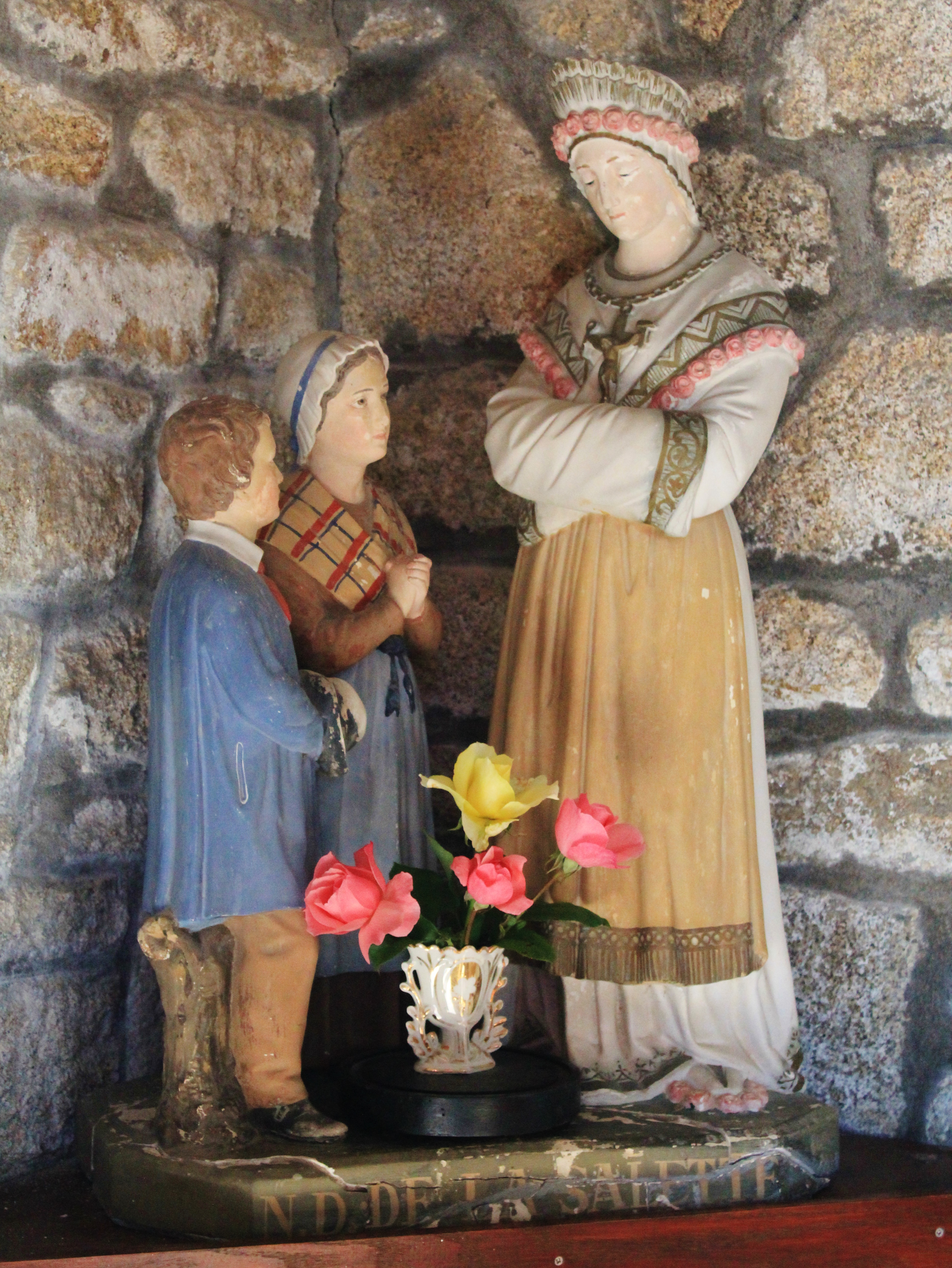
Le groupe statuaire de Notre-Dame, Mélanie et Maximin.

- La façade et le clocher.
- Porte de la costale sud de la nef.
- Clocher-porche, croisillon sud et chevet.
- Le chœur.
- Statue de saint Yves.
- Bannière de procession de saint Yves (en breton Erwan est assimilé à saint Yves).
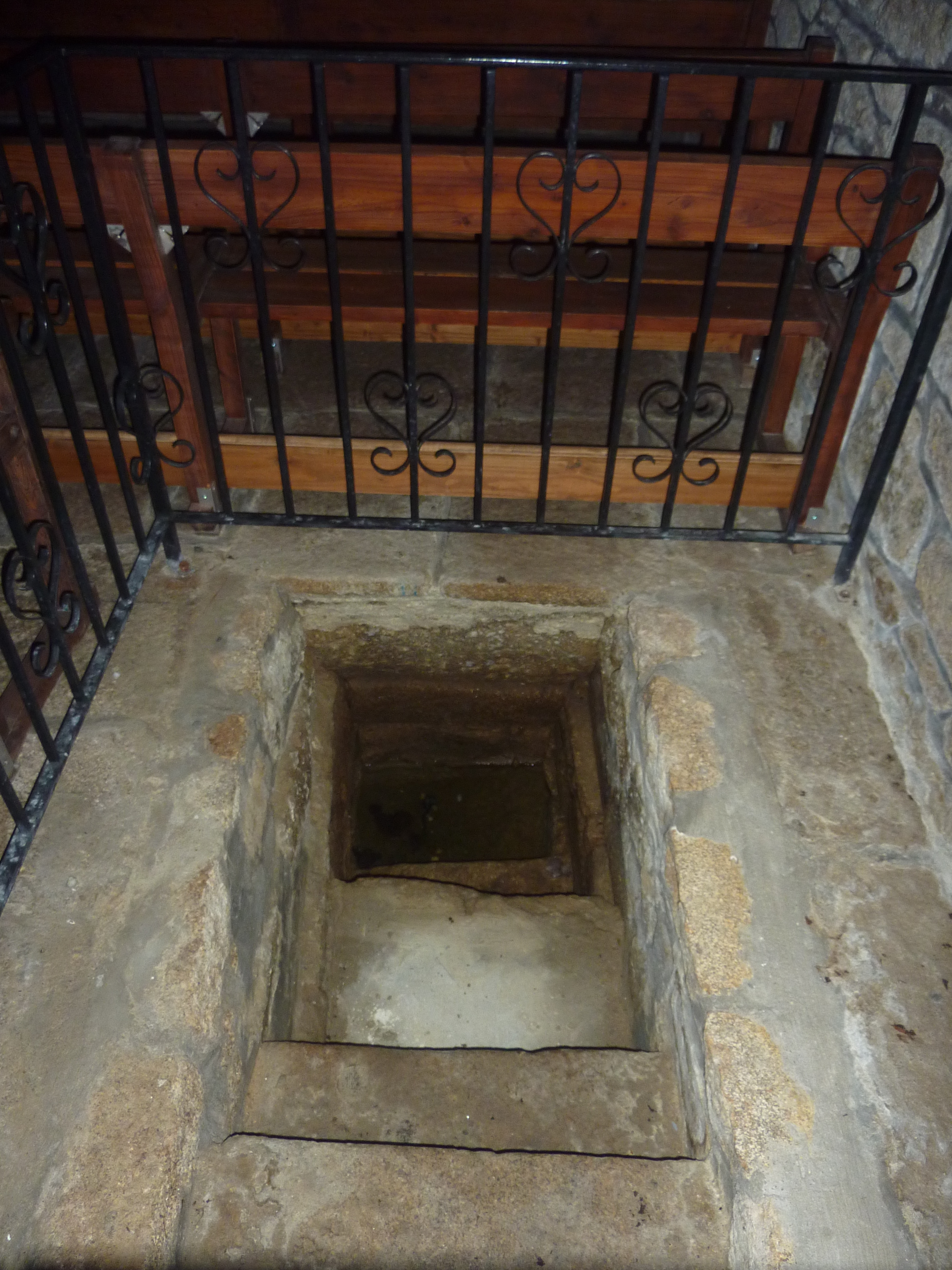
La fontaine de dévotion proche de la chapelle.
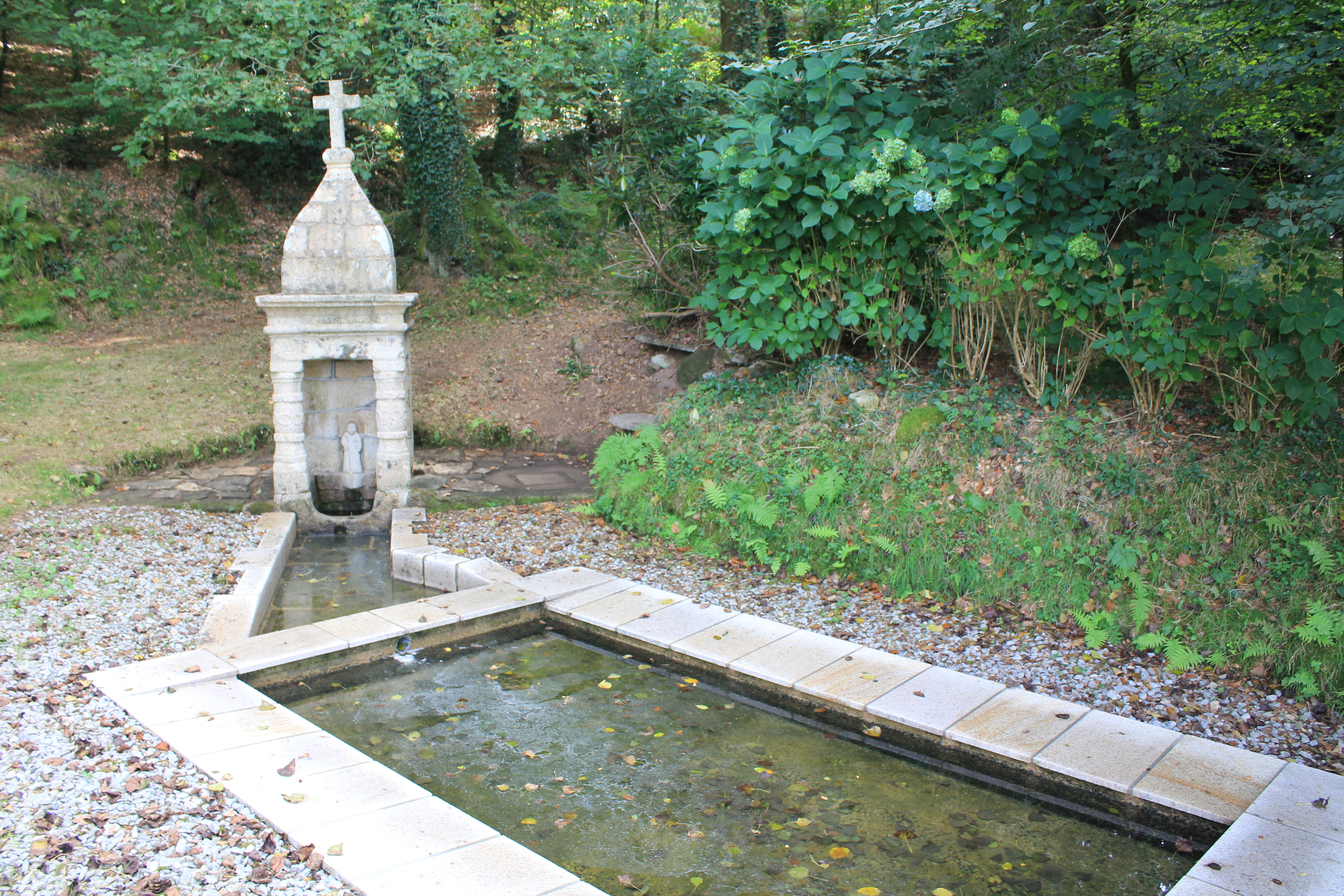
Le lavoir proche de la fontaine de dévotion.

- Chapelle Notre-Dame-de-la-Salette (à Locqueltas) : datant de 1855, elle a été construite à l'emplacement d'une ancienne chapelle Saint-Gildas qui tombait en ruines, à l'initiative du recteur Guillaume ; une statue de saint Gildas est présente au-dessus de l'autel, ainsi qu'une statue de saint Bieuzy et un groupe statuaire représentant Notre-Dame et les deux enfants, Mélanie et Maximin, auxquels elle serait apparue en 1846 dans le village de La Salette. Une fontaine de dévotion se trouve dans la chapelle et une autre à proximité. Un pardon y est célébré le troisième dimanche de septembre[135].

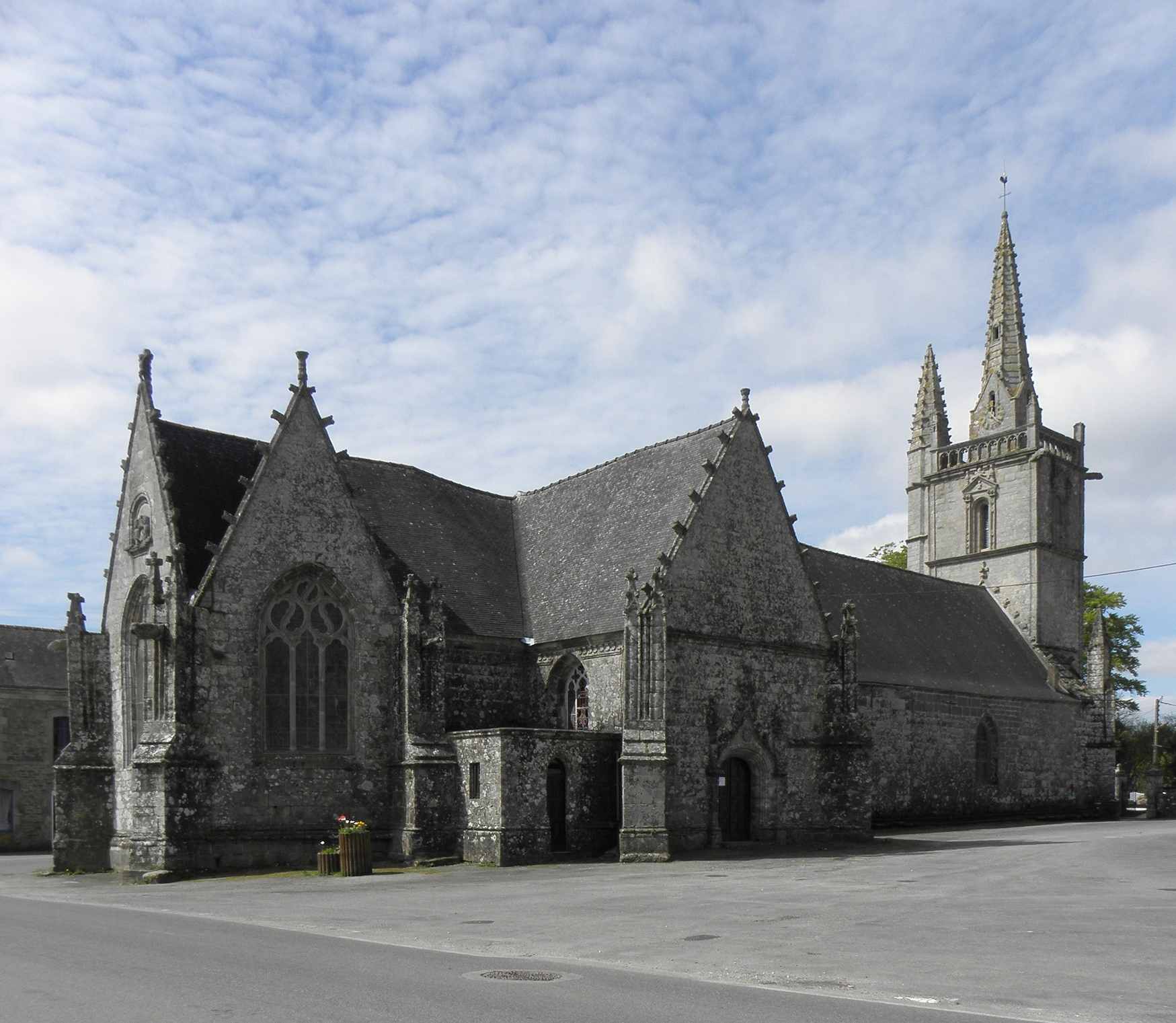
Vue extérieure d'ensemble.
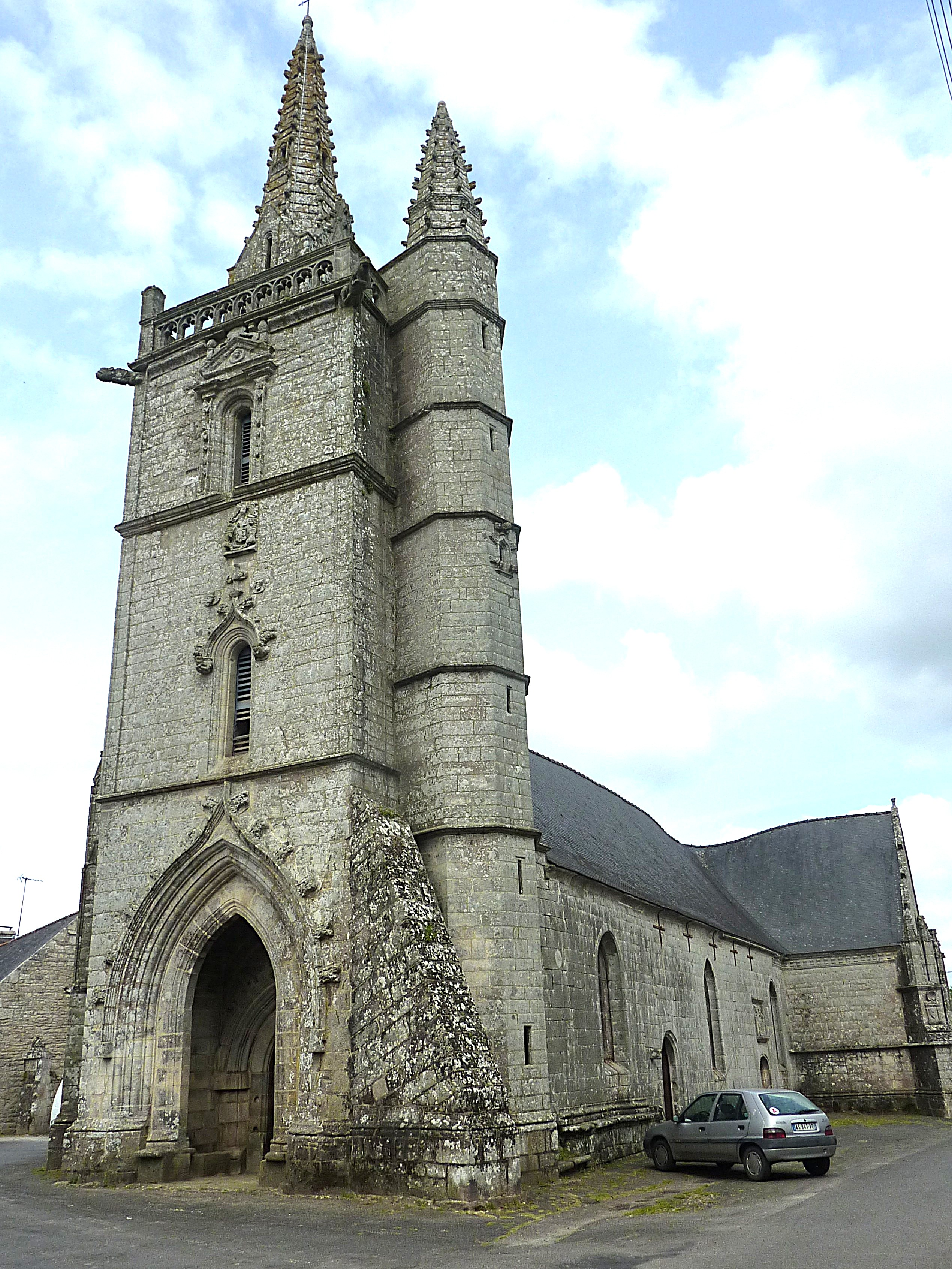
La façade et le clocher.

- Vue intérieure d'ensemble.
- Maître-autel, statues et bannières de procession.
- Le groupe statuaire de Notre-Dame, Mélanie et Maximin.
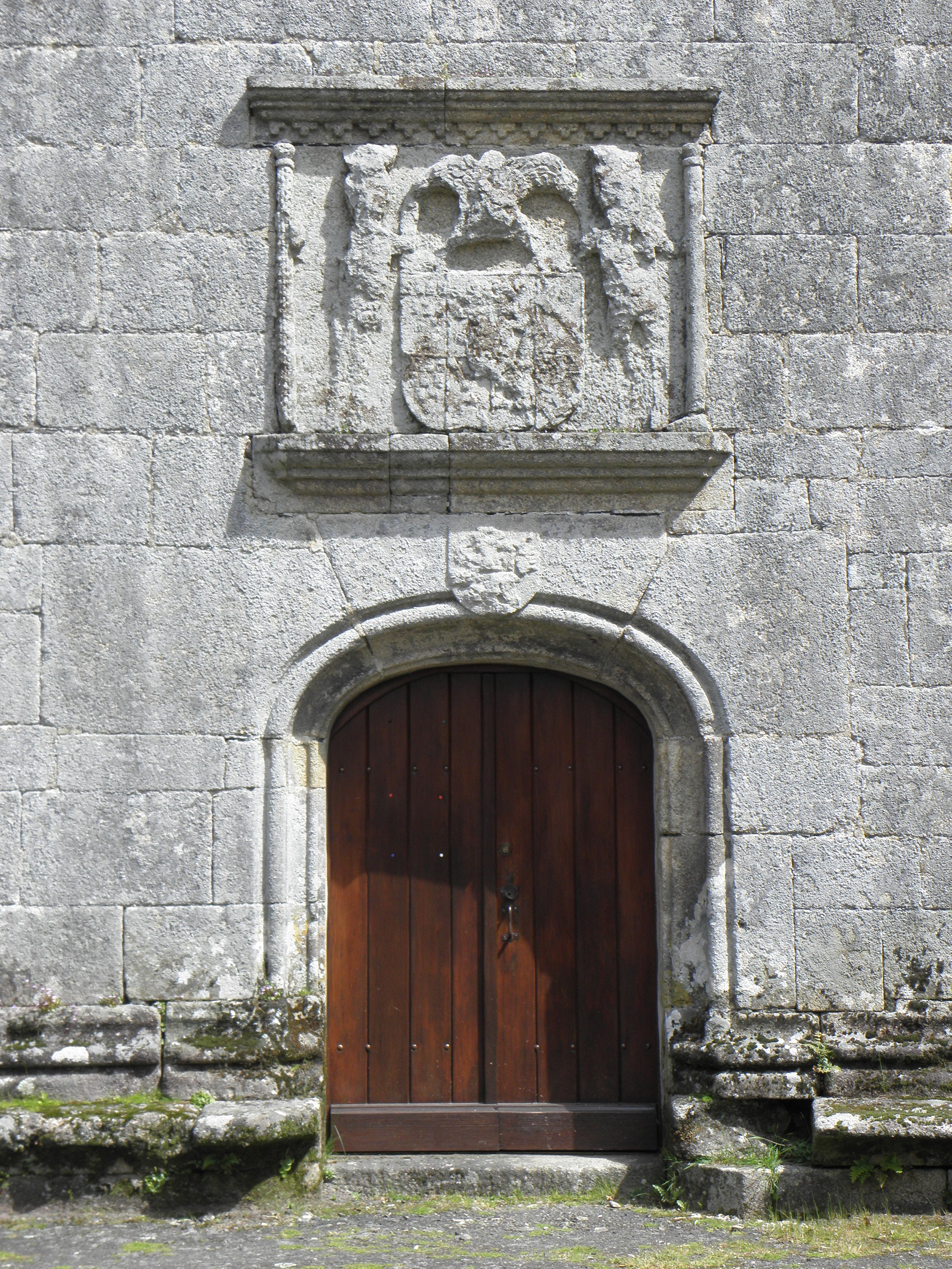
Fontaine de dévotion située à l'intérieur de la chapelle.
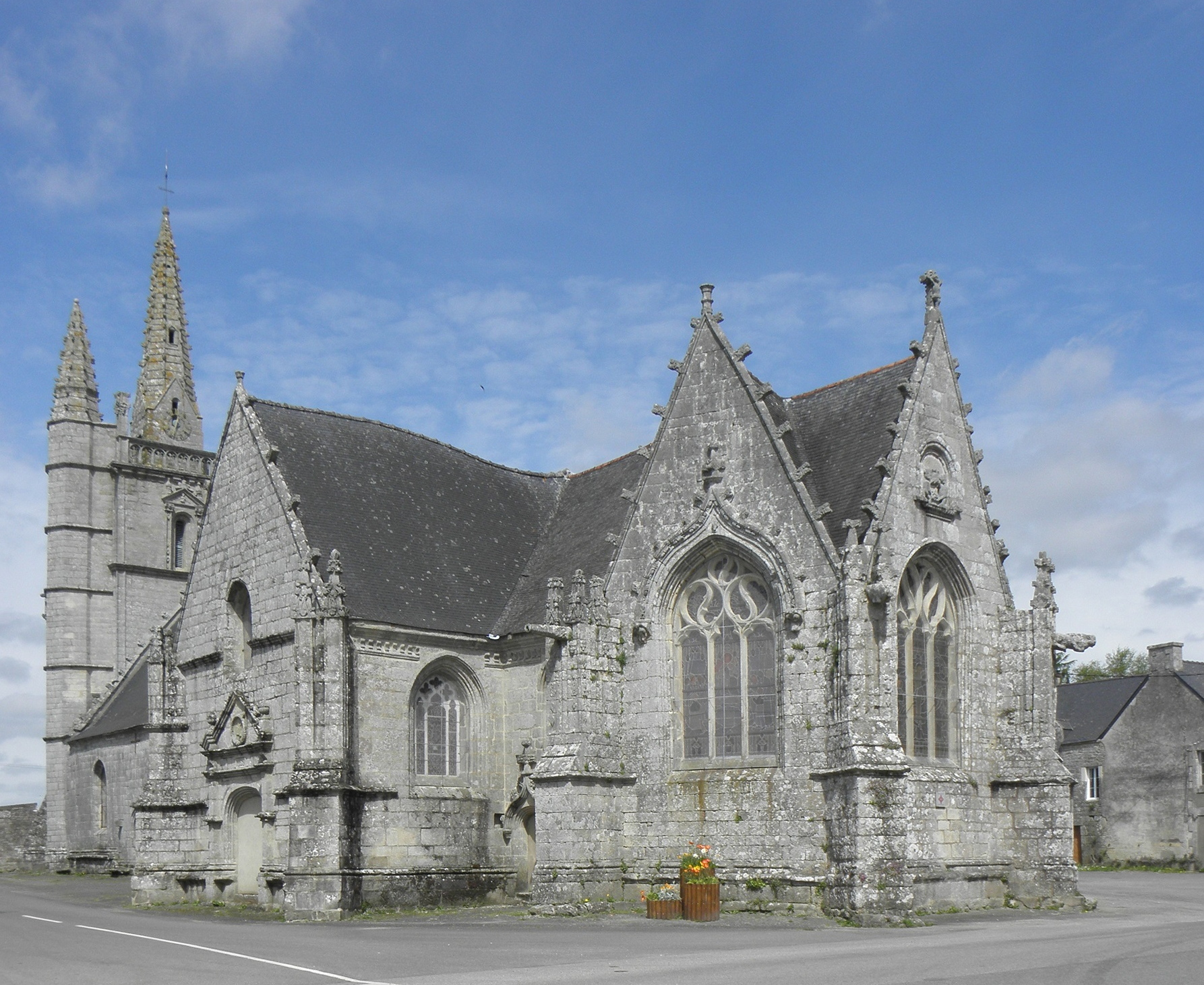
Clocher-porche, croisillon sud et chevet.
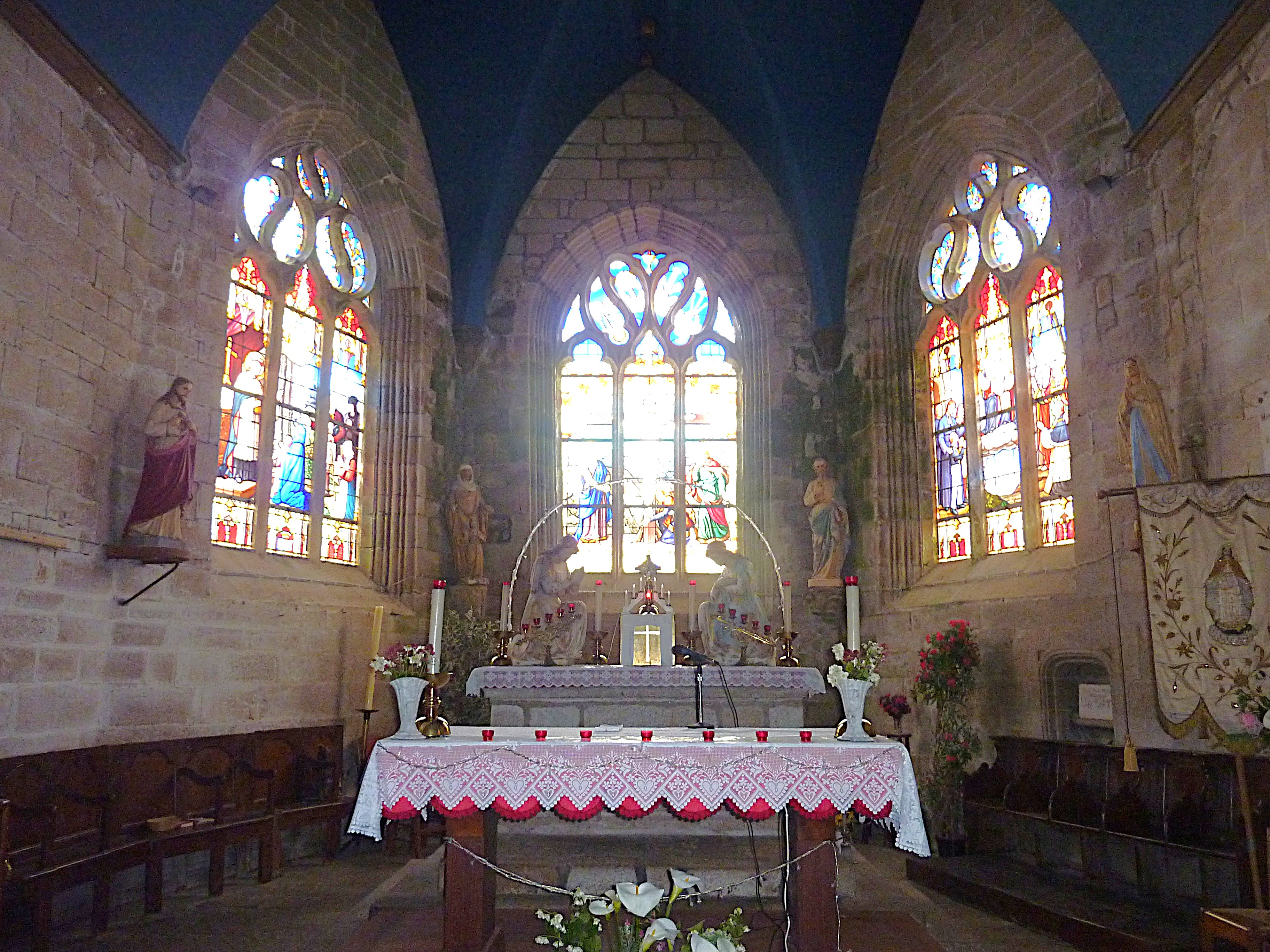
Le chœur.
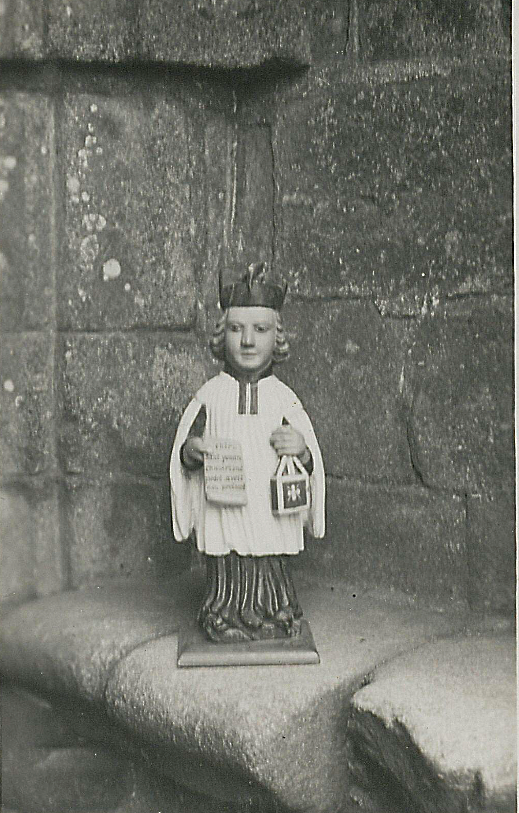
Statue de saint Yves.
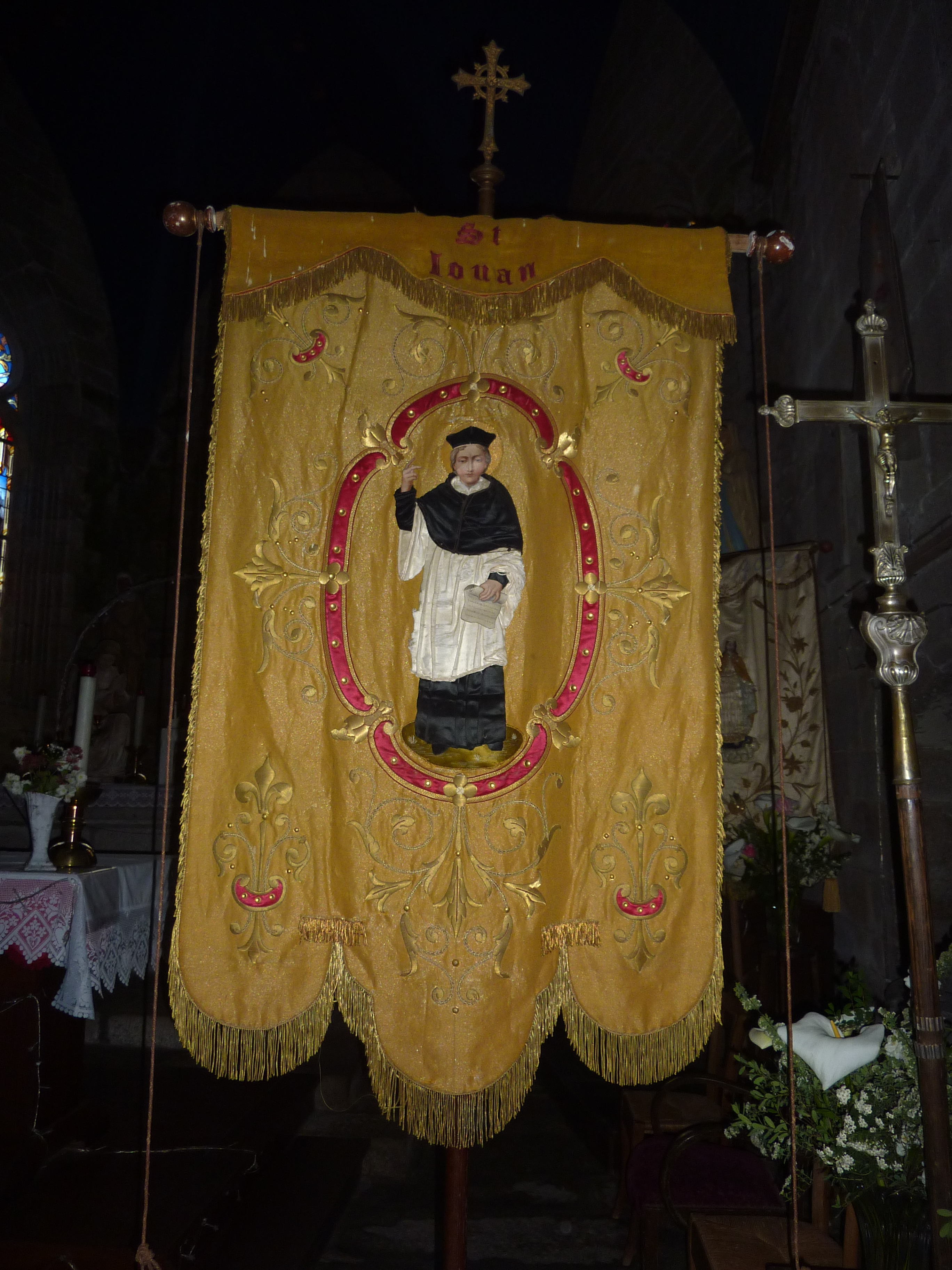
Bannière de procession de saint Yves (en breton Erwan est assimilé à saint Yves).
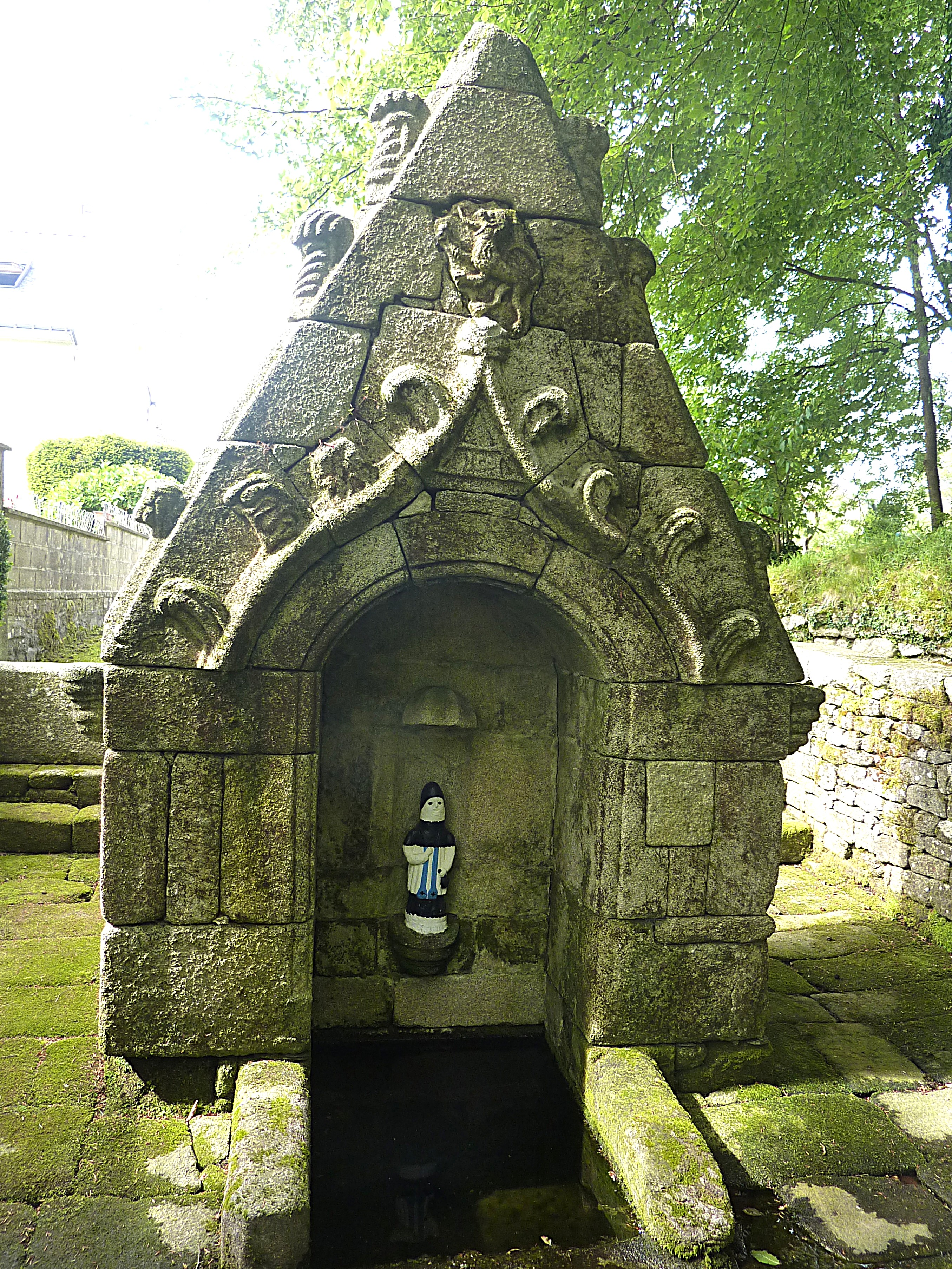
Autre fontaine de dévotion située en bas du village.
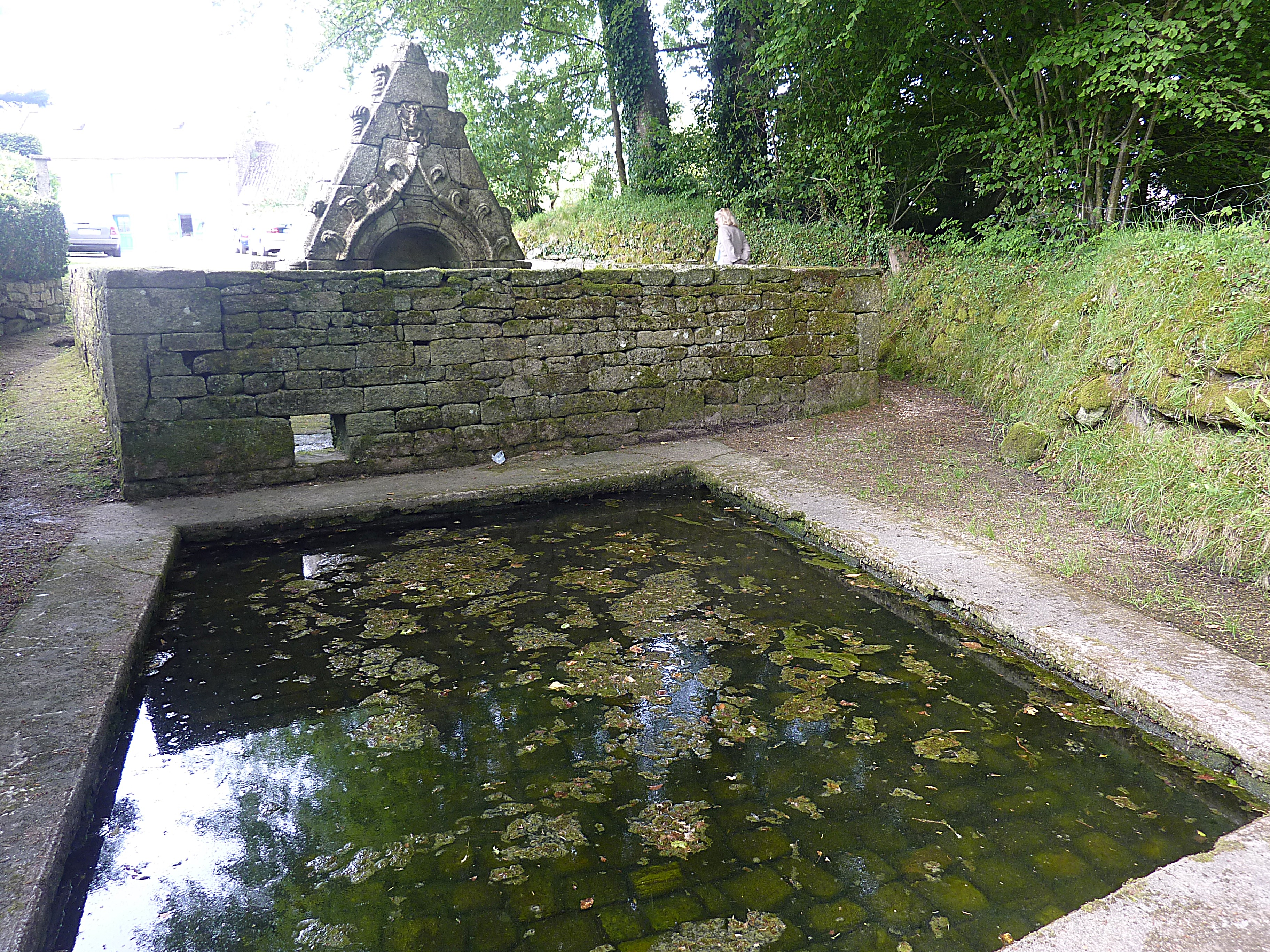
Le lavoir proche de la fontaine de dévotion.

- Chapelle Saint-Armel 1879[136] ;
- Chapelle Saint-Hervé 1877[137] ;
- Chapelle Saint-Tremeur XVIIIe siècle[138] ;

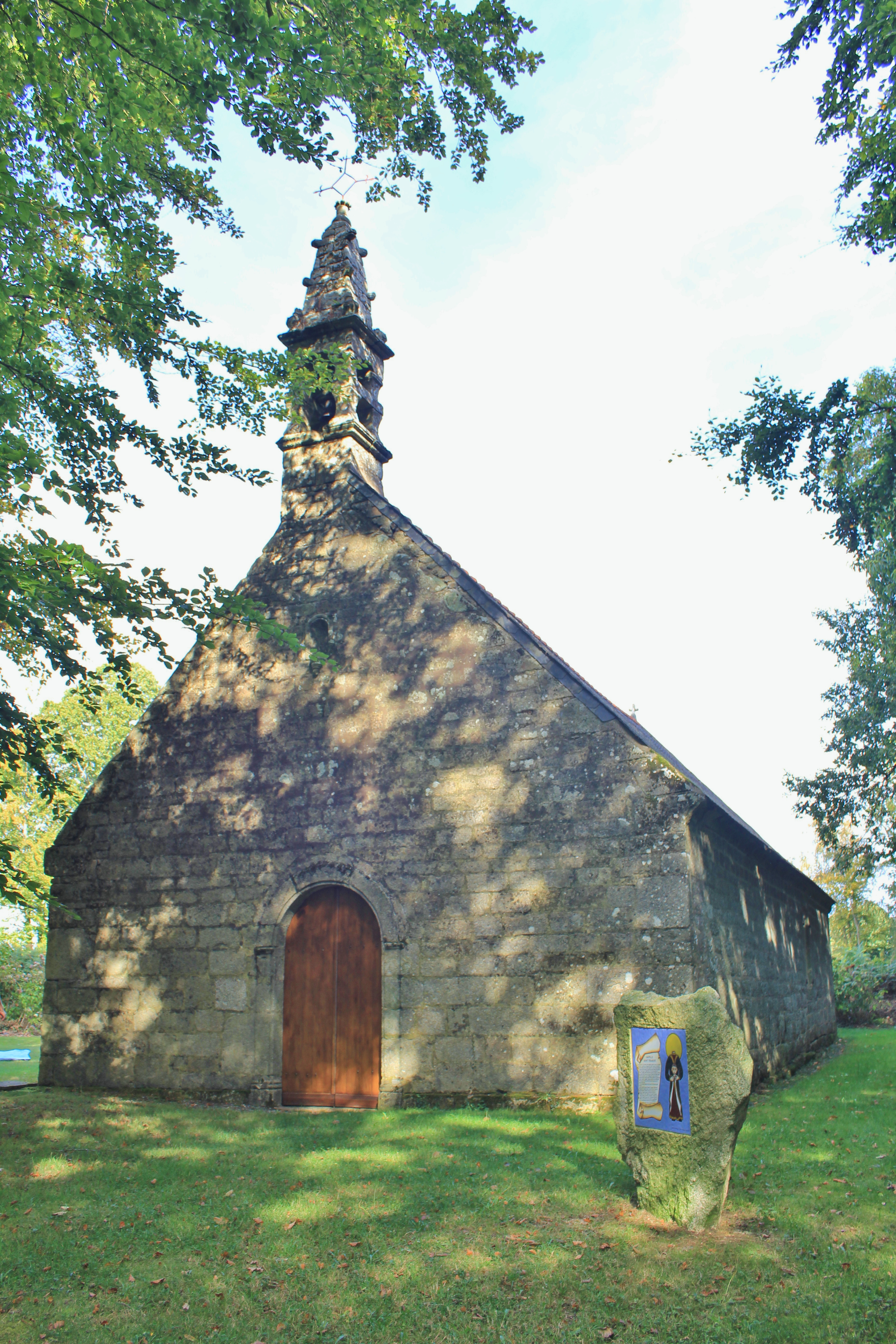
Vue extérieure.
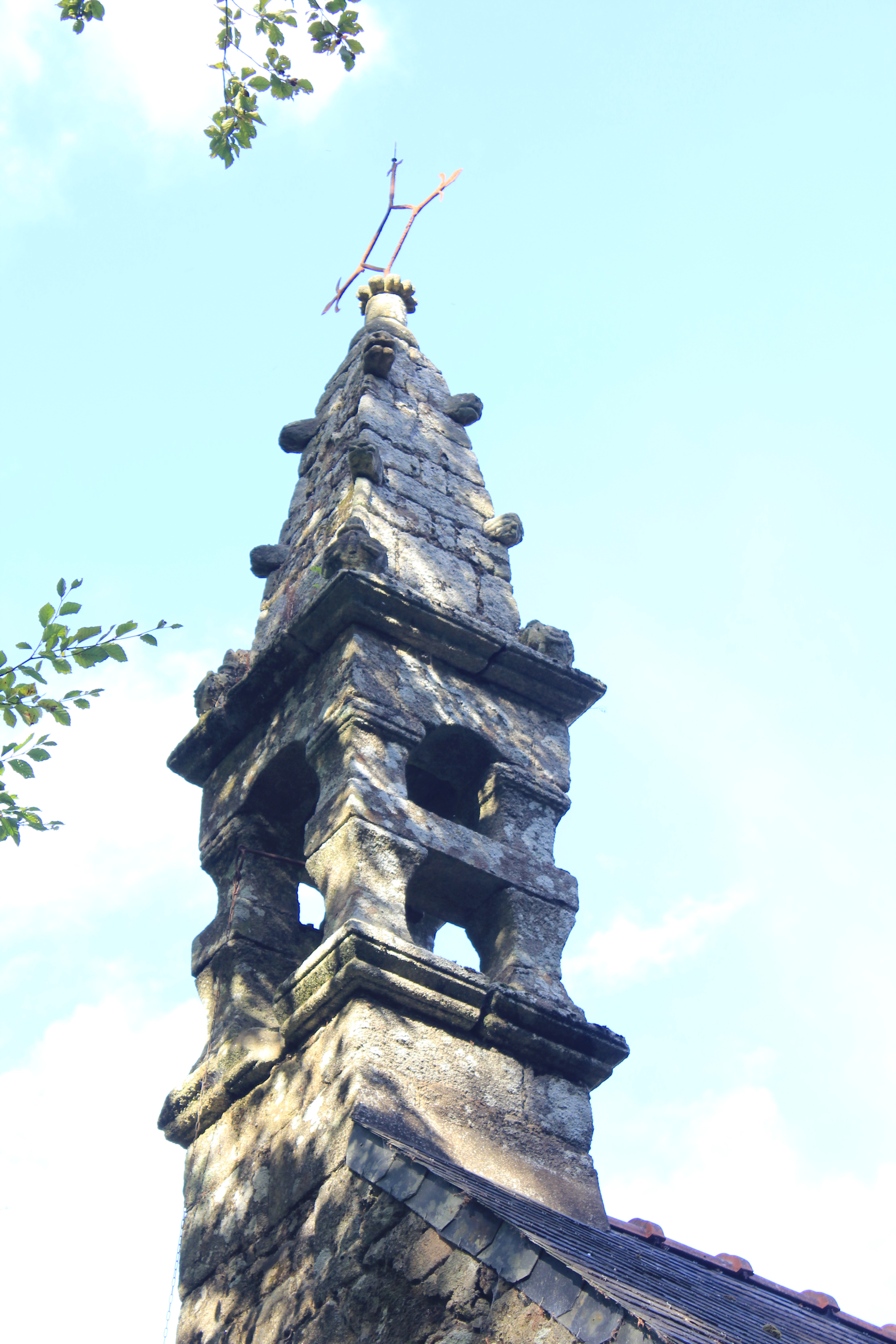
Le clocher.
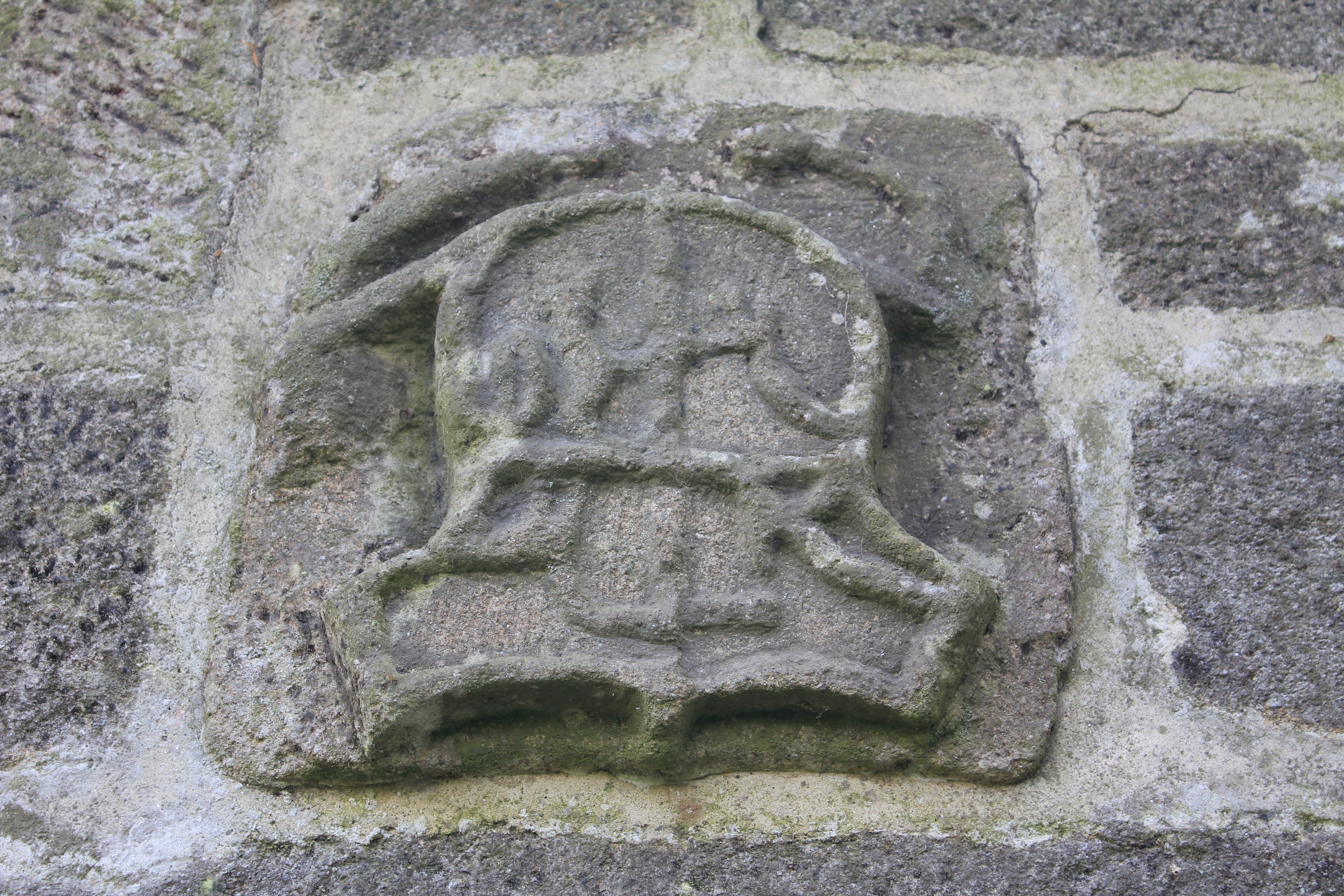
Blason.

- Chapelle Saint-Clément, chapelle XVIIIe ou XIXe siècle : elle porte la date 1844[139] ;

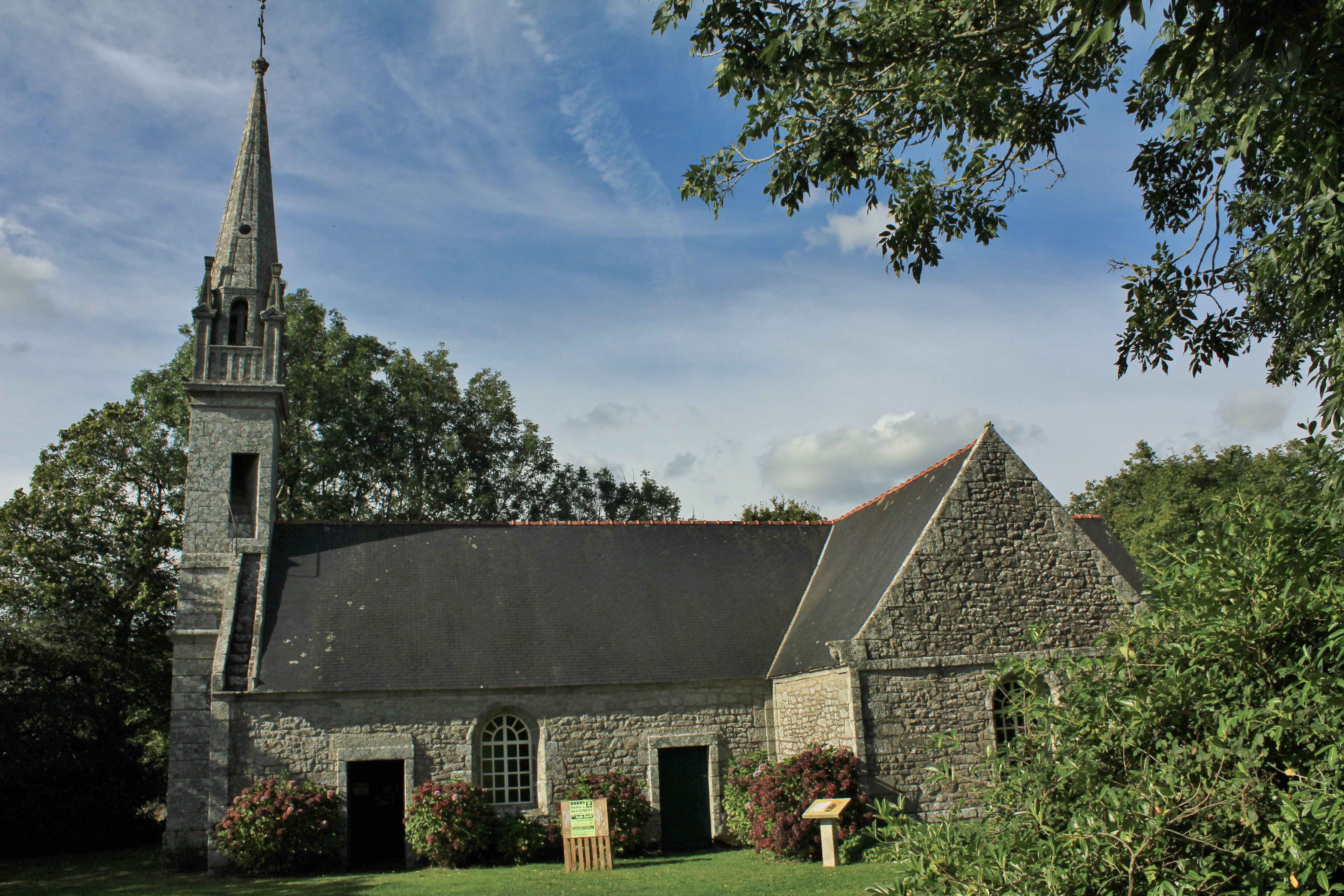
Vue extérieure d'ensemble.
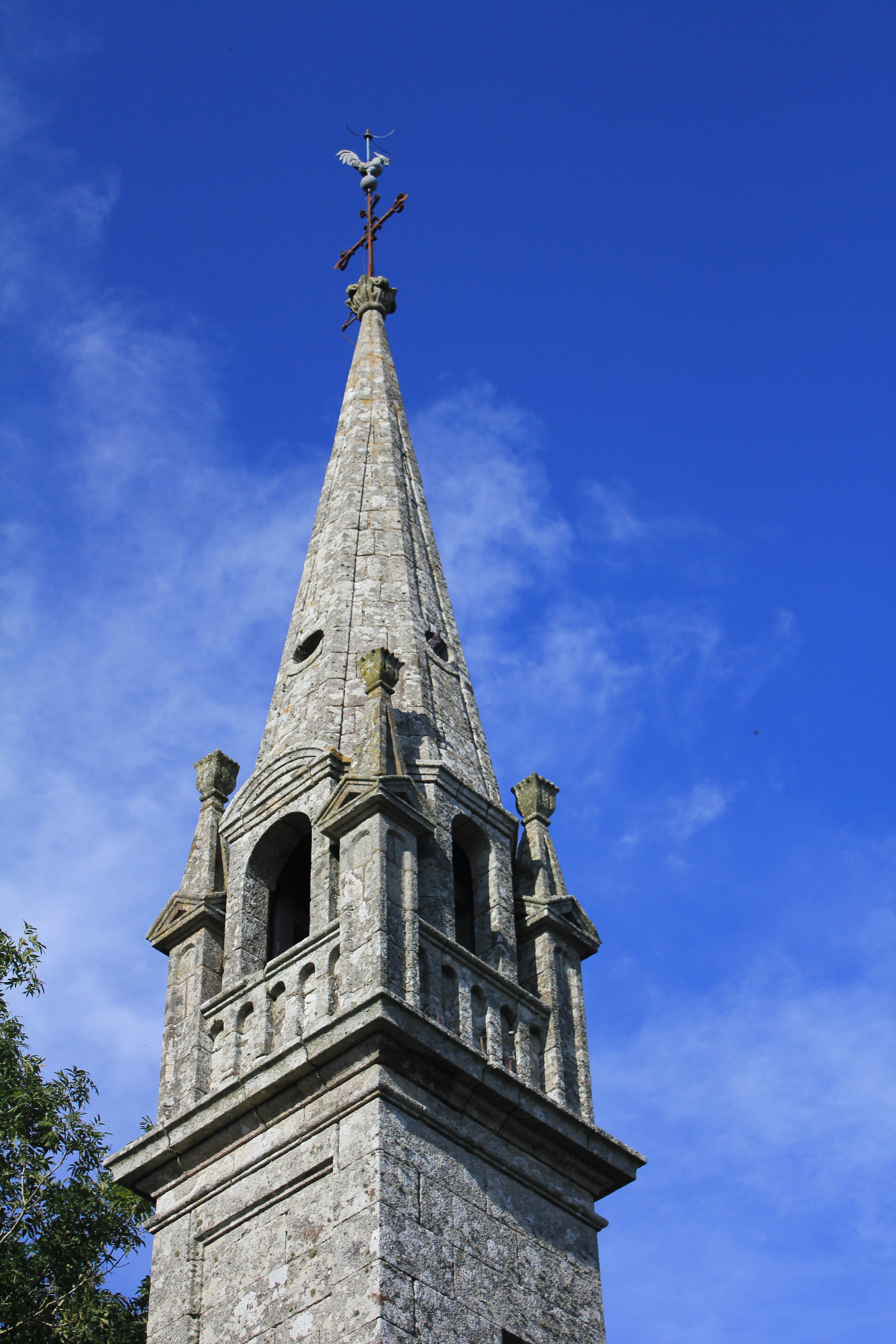
Le clocher.
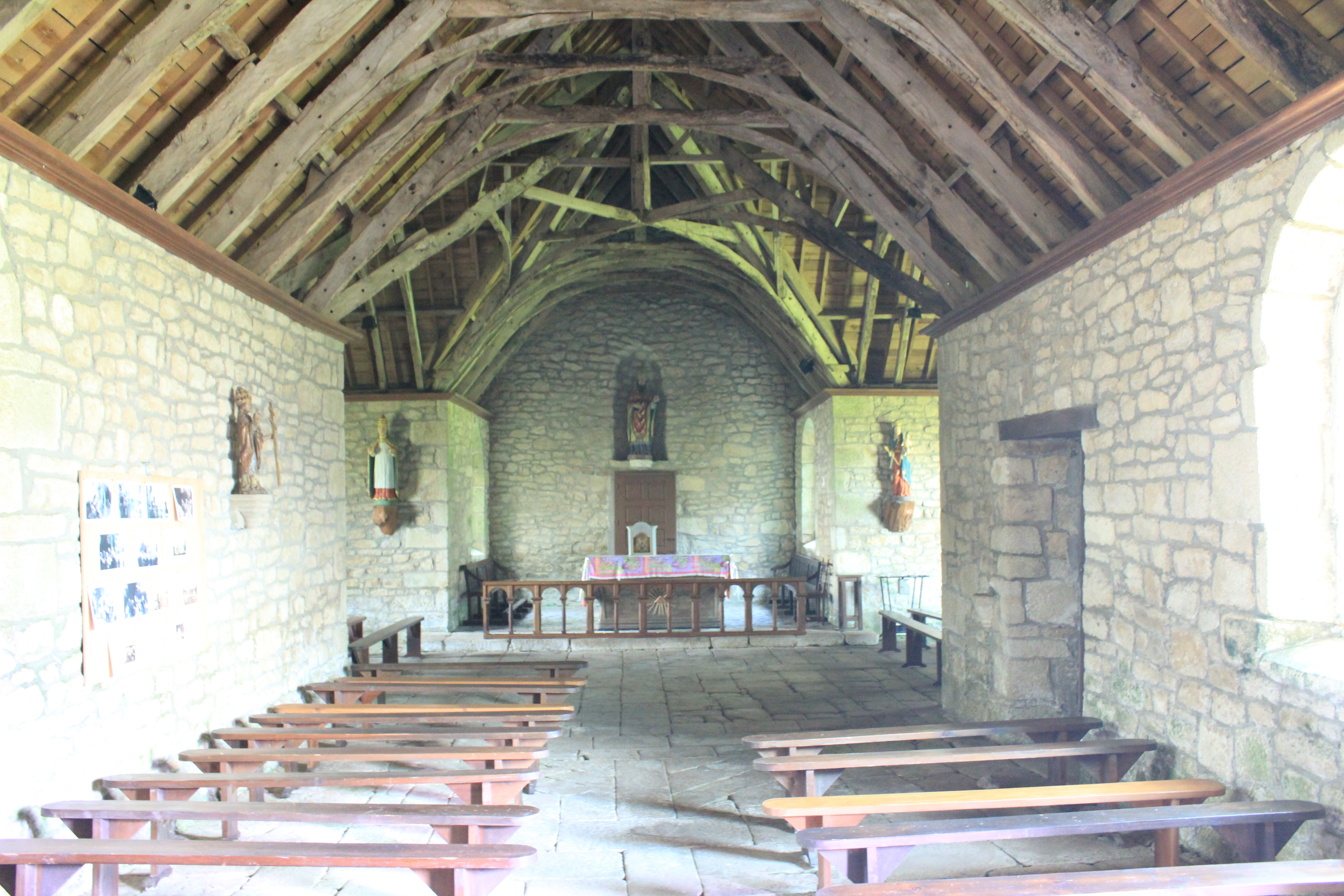
Vue intérieure d'ensemble.
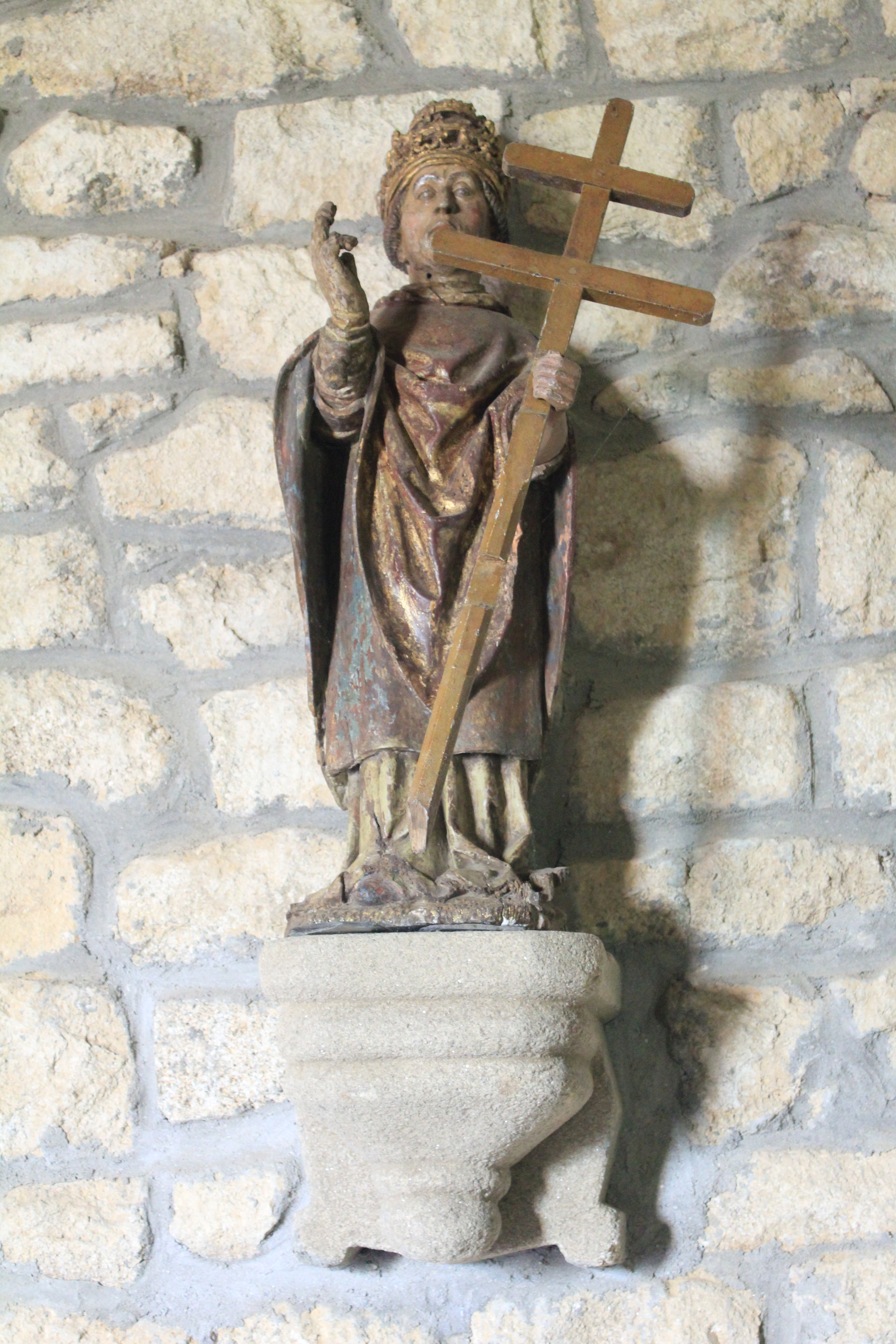
Statue de saint Clément.
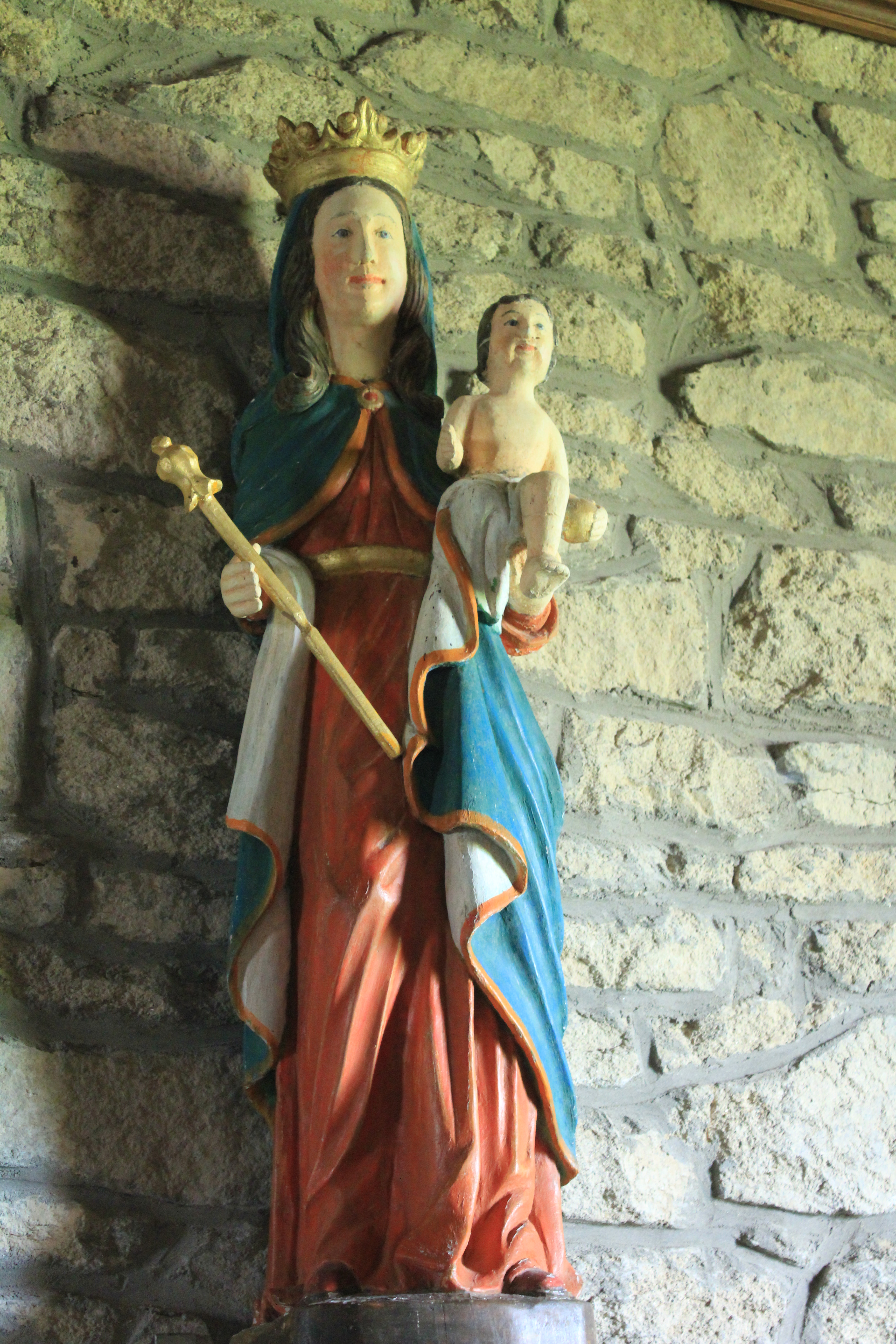
Vierge à l'Enfant.

- Chapelle Saint-Guénaël (XVIIIe siècle) à Locolven[Note 44]. Le pardon de Saint-Guénaël y a lieu le quatrième dimanche d'août[140] ; ;

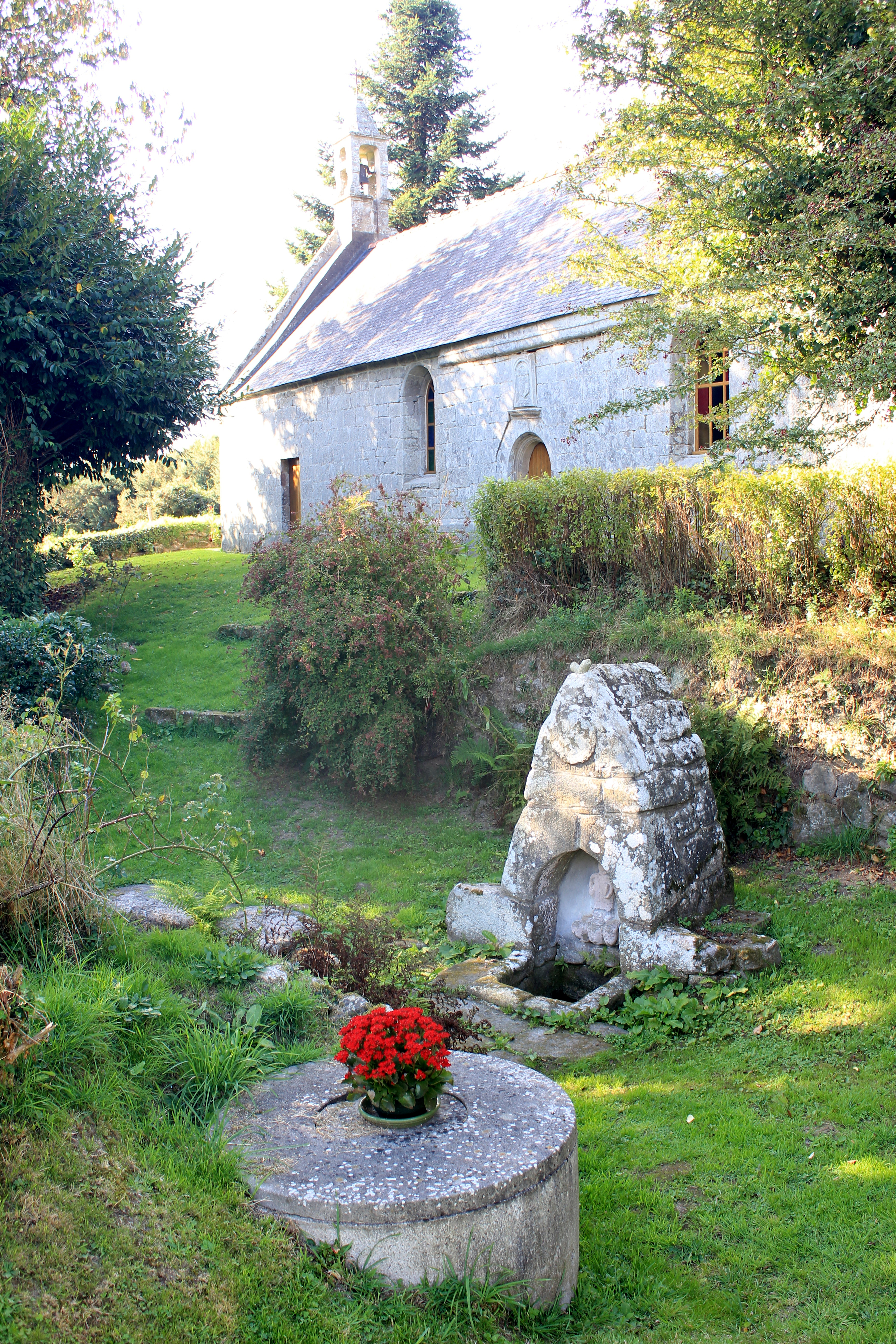
La chapelle et sa fontaine de dévotion: vue extérieure d'ensemble.
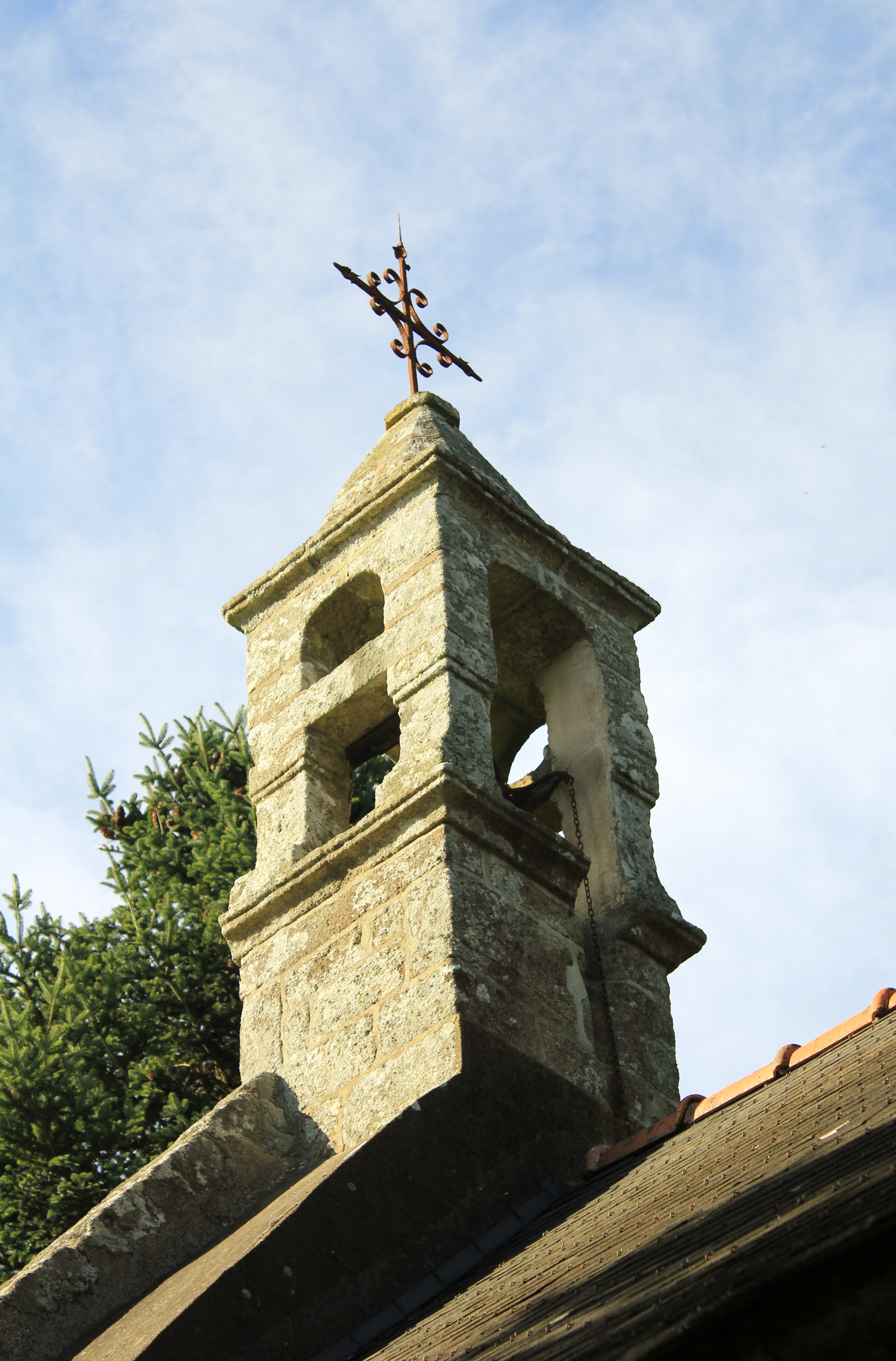
Le clocher.
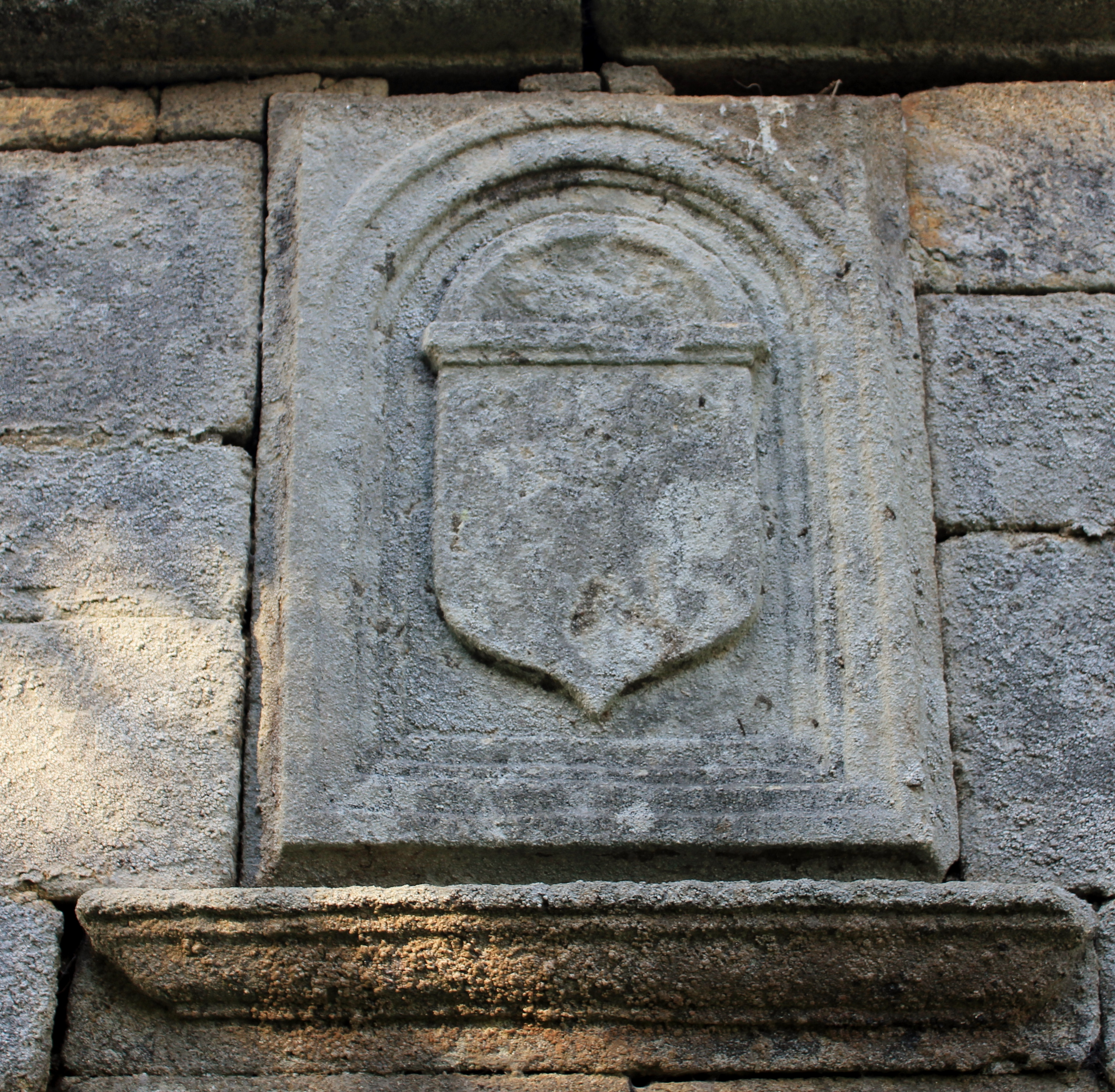
Blason.

- Chapelle Sainte-Hélène, chapelle construite en 1737[141] ;

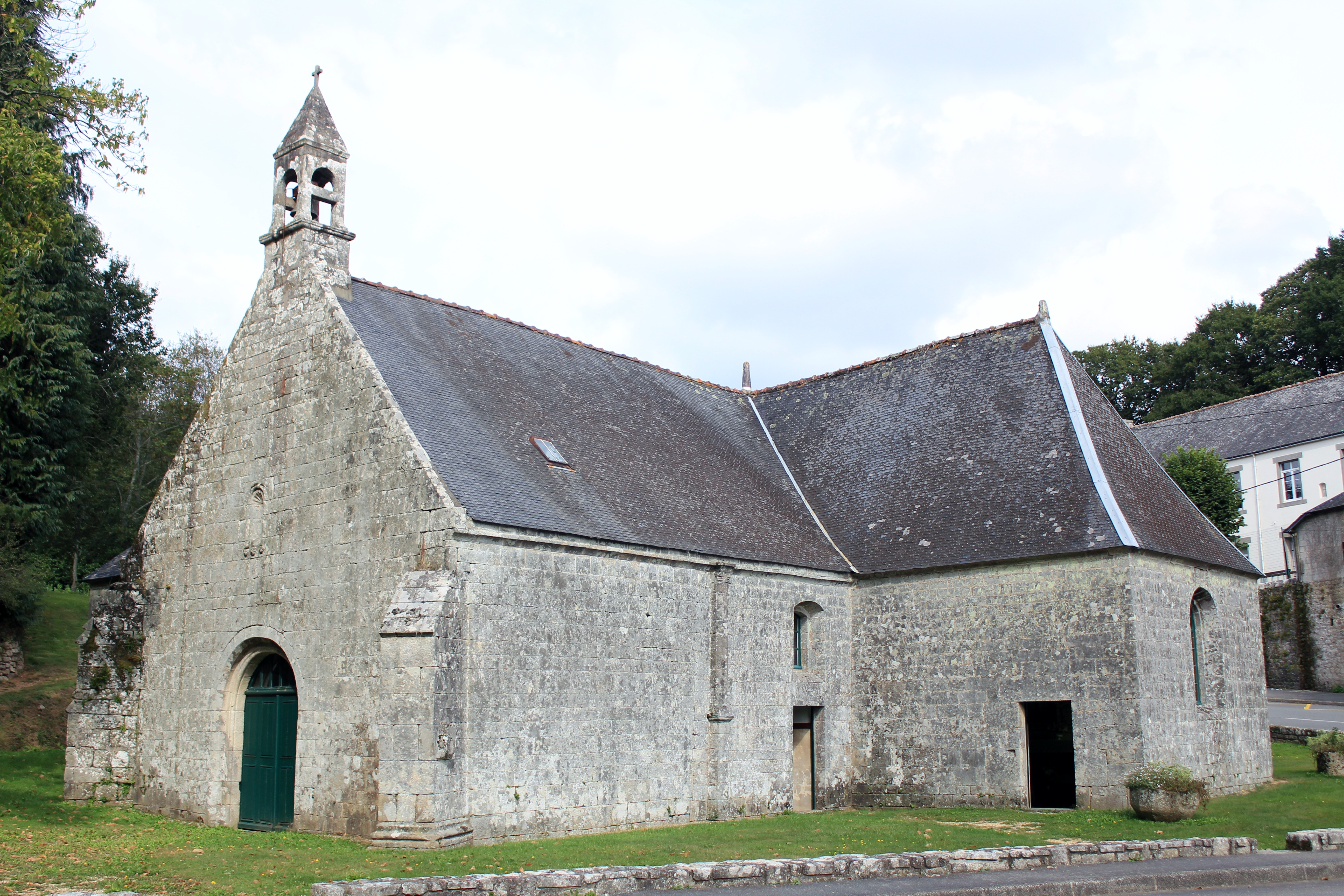
Vue extérieure d'ensemble.
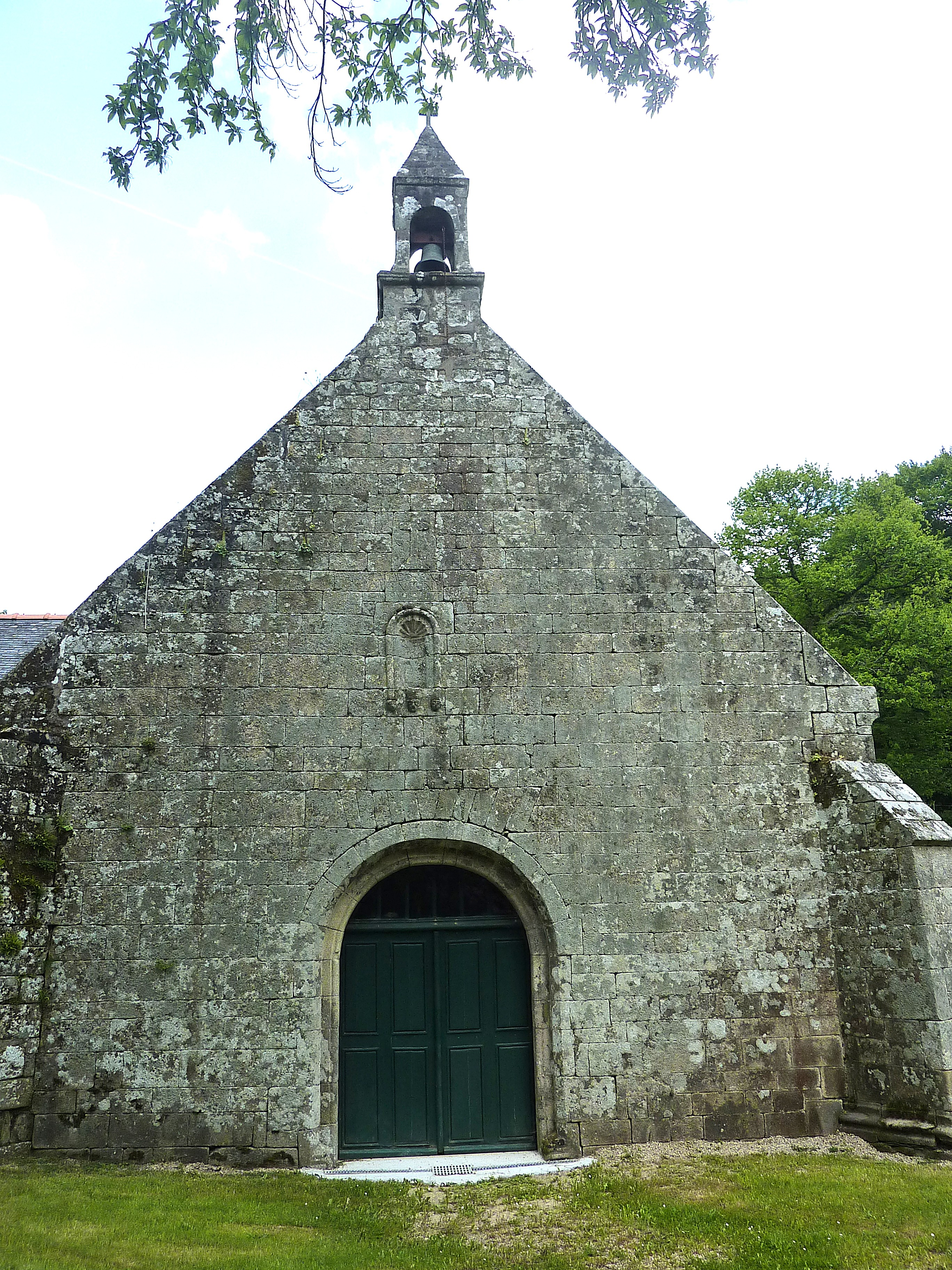
La façade.
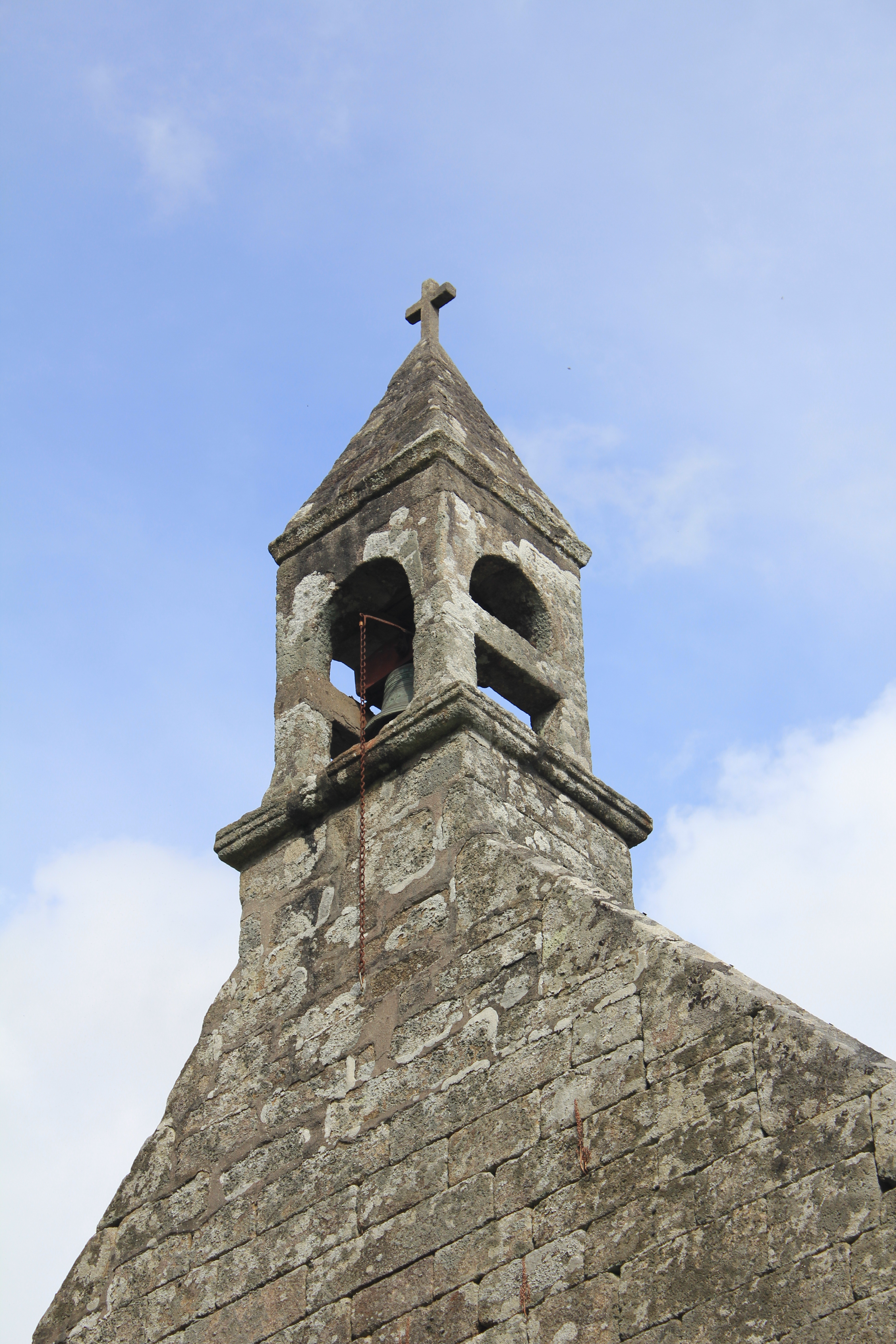
Le clocher.
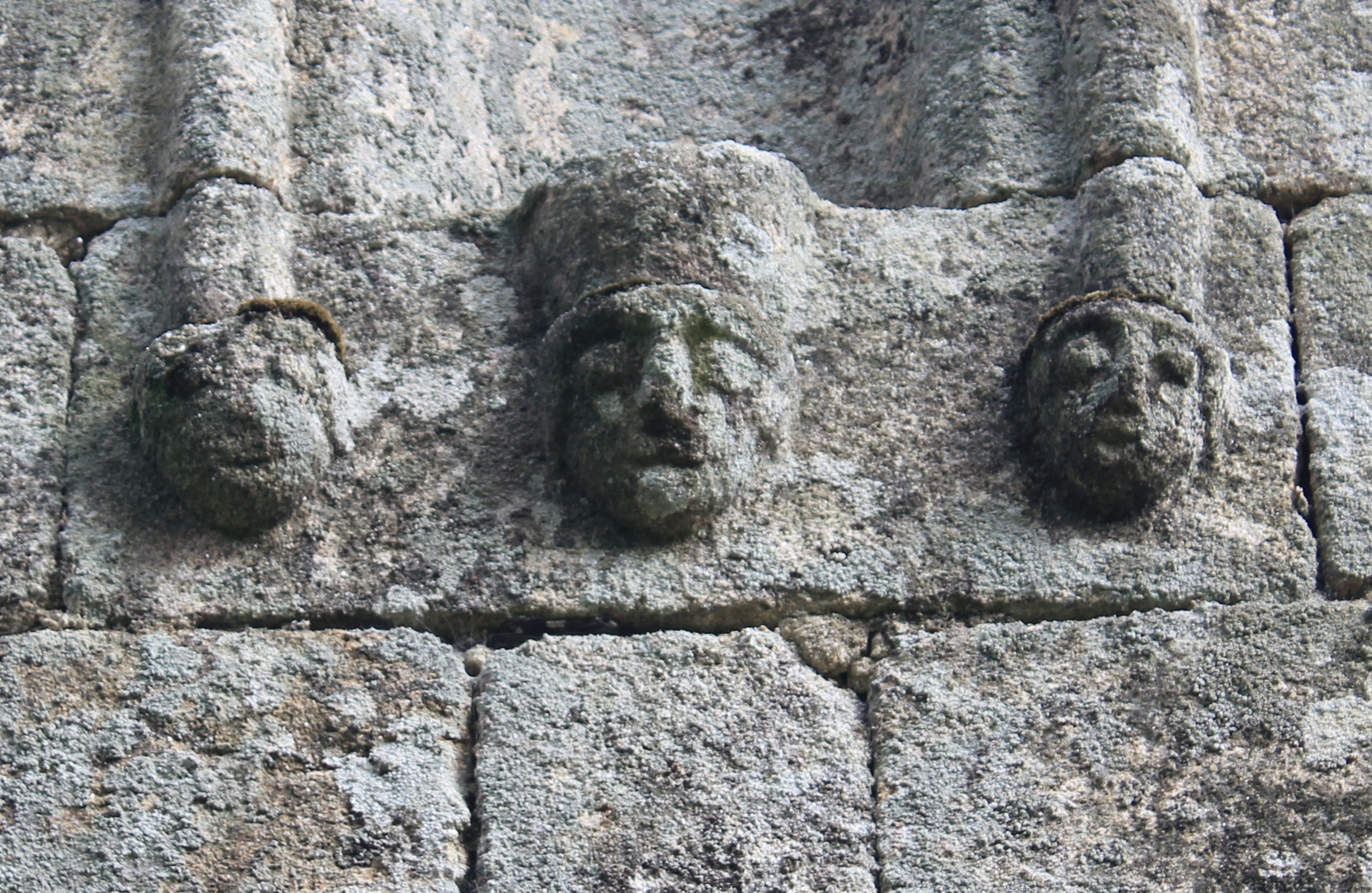
Têtes sculptées.
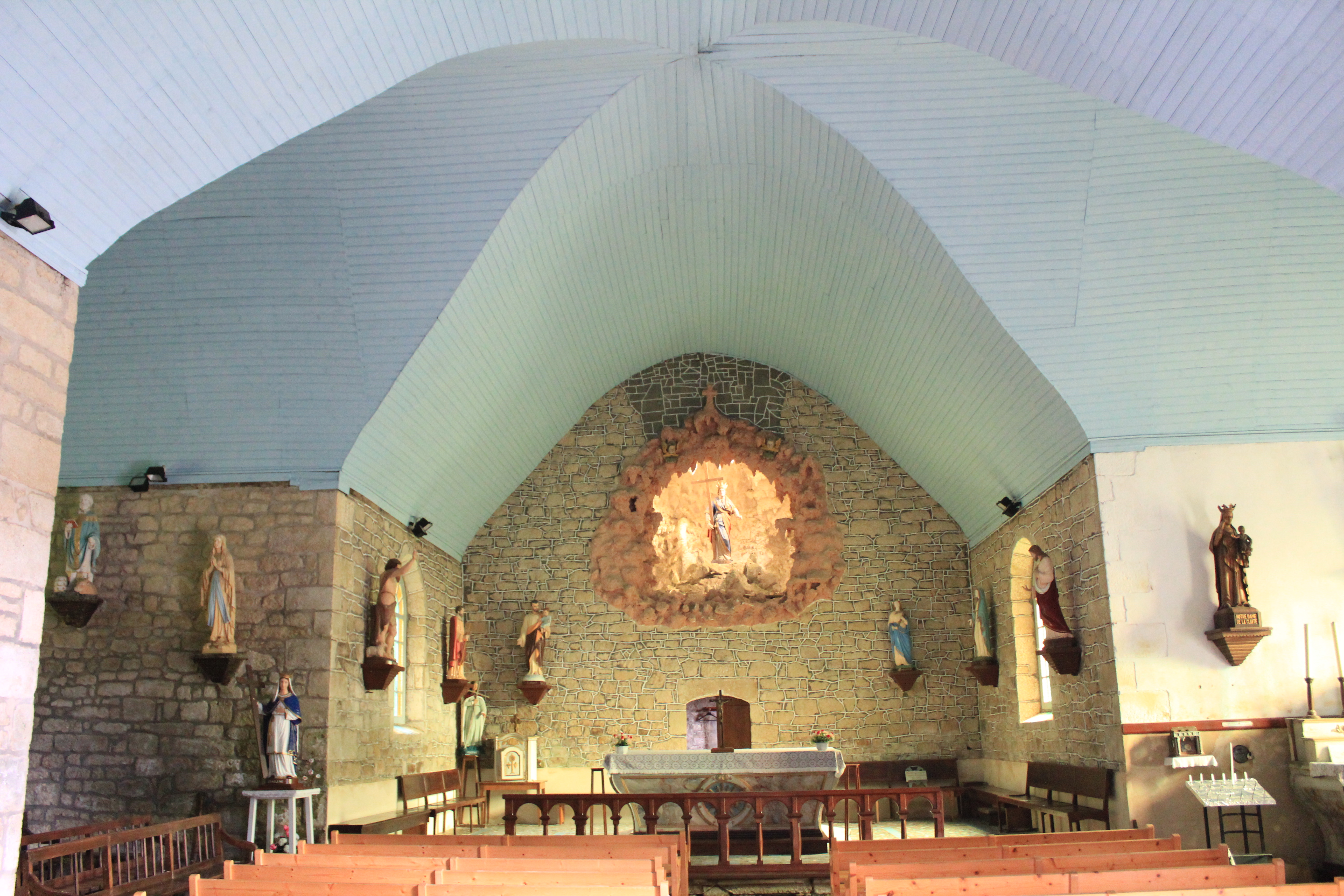
Vue intérieure d'ensemble.
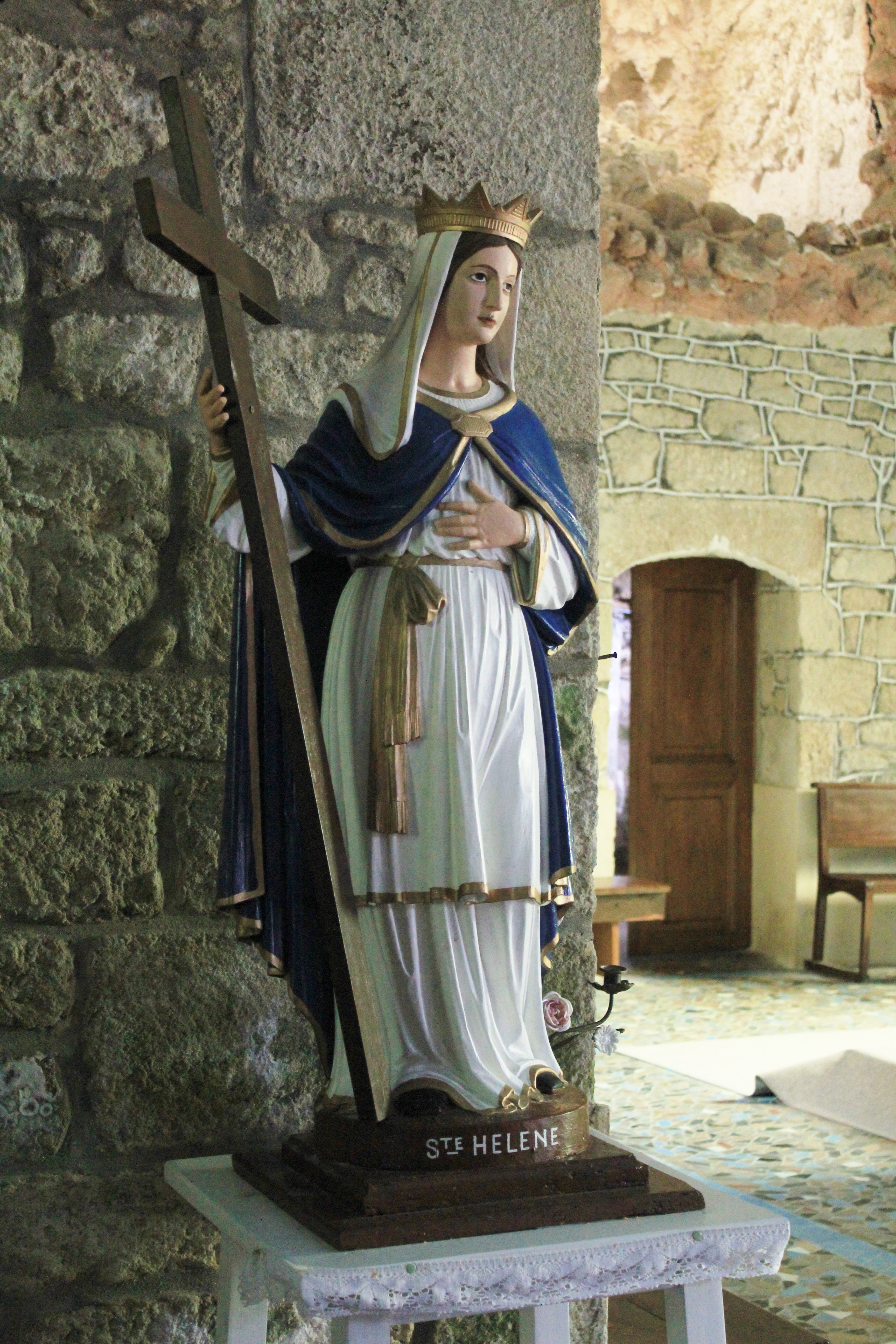
Statue de sainte Hélène.
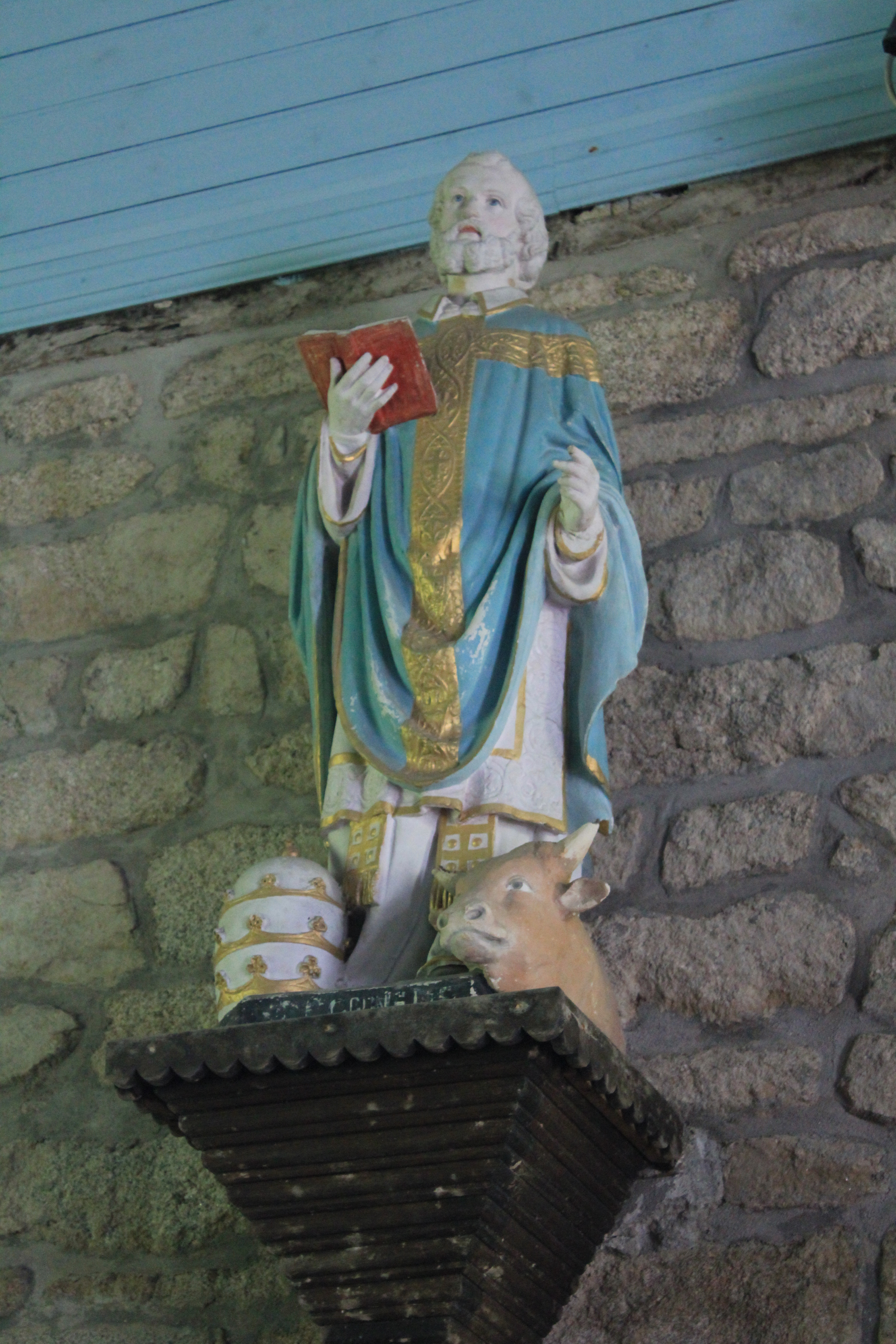
Autre statue.
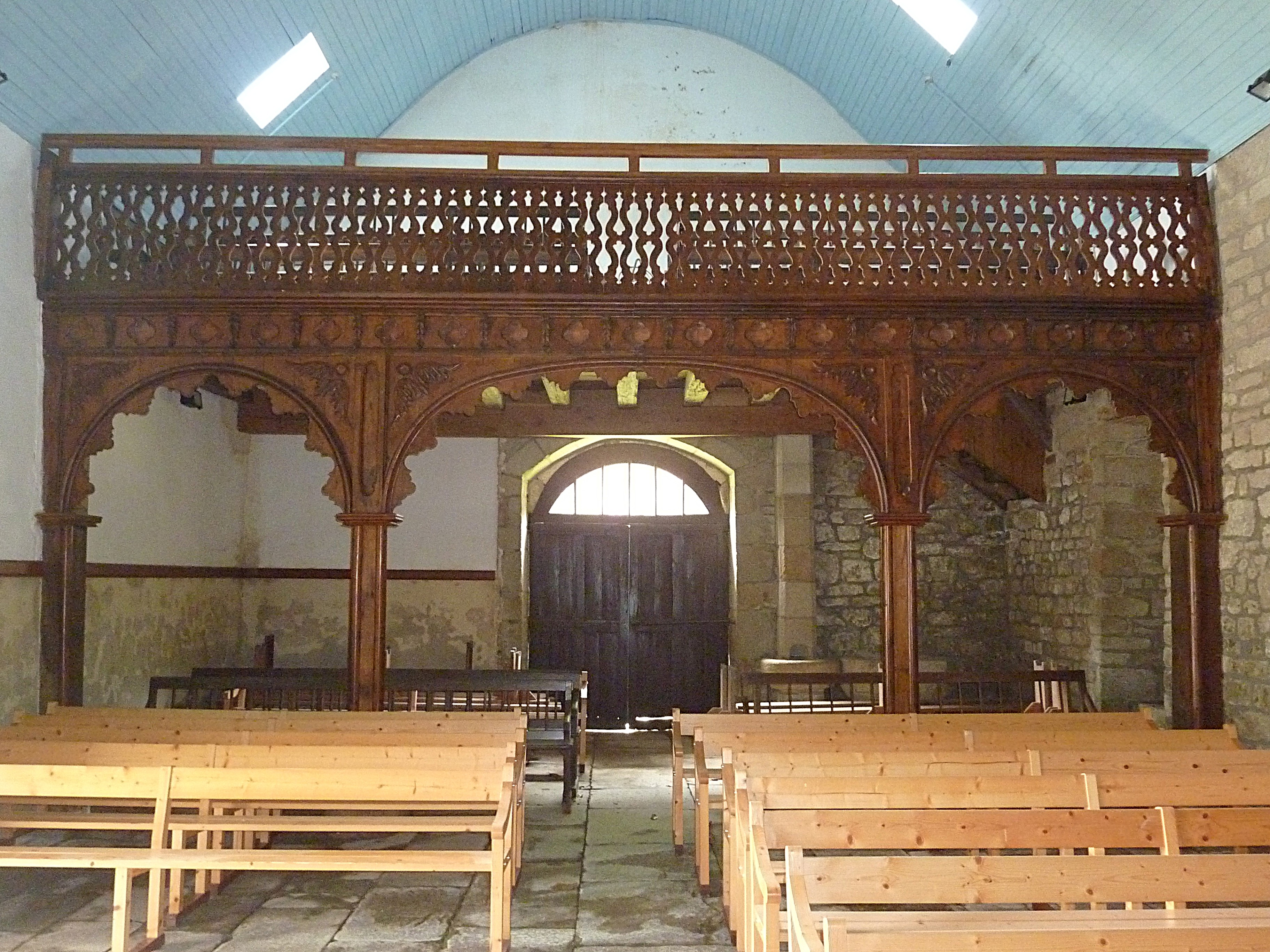
Tribune située au fond de la chapelle.

### Fontaines
- La fontaine Sainte-Hélène date du XVIIIe siècle ; elle est située en contrebas de la chapelle Sainte-Hélène. Considérée comme une fontaine de dévotion, elle se déverse dans un lavoir, grand bassin rectangulaire utilisé jadis par les lavandières. L'édicule, surmonté de trois flammes dont la centrale est couronnée d'une croix sommitale, est prolongé de murets. Son fronton est orné d'une coquille St-Jacques, ce qui laisse supposer qu'elle se situait sur une des routes du pèlerinage de Saint-Jacques-de-Compostelle. La niche surmontant l'arche préservant la source abrite une statue de Sainte Hélène tenant une croix.

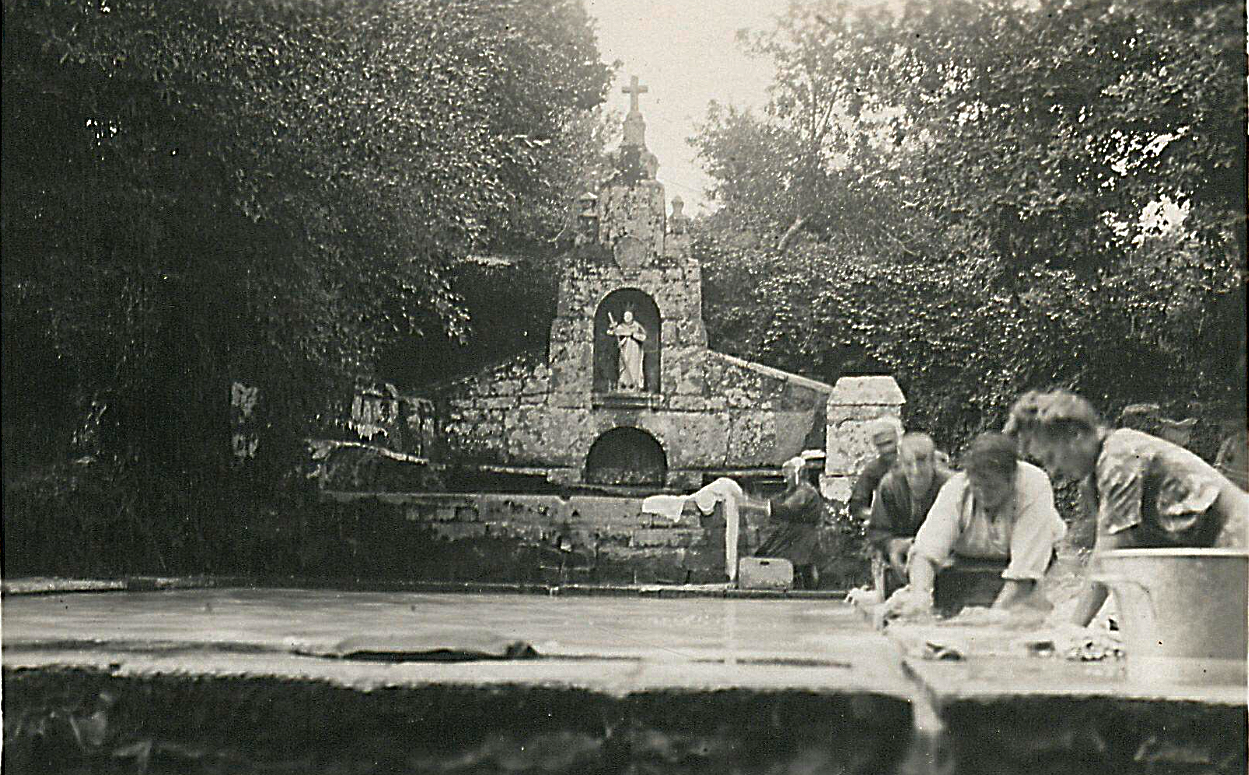
Le lavoir et la fontaine Sainte-Hélène vers 1935.
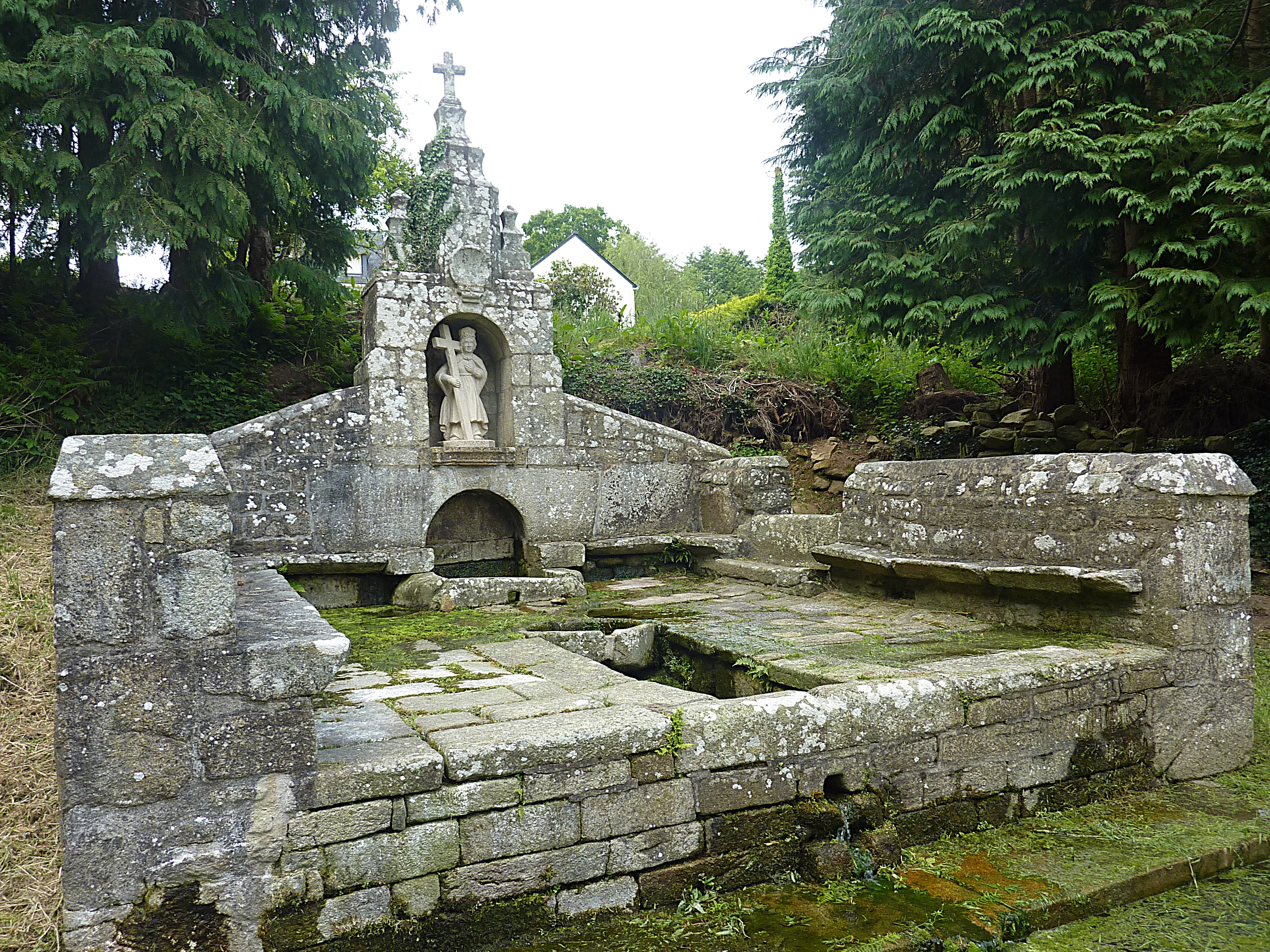
Bubry ː la fontaine Sainte-Hélène.
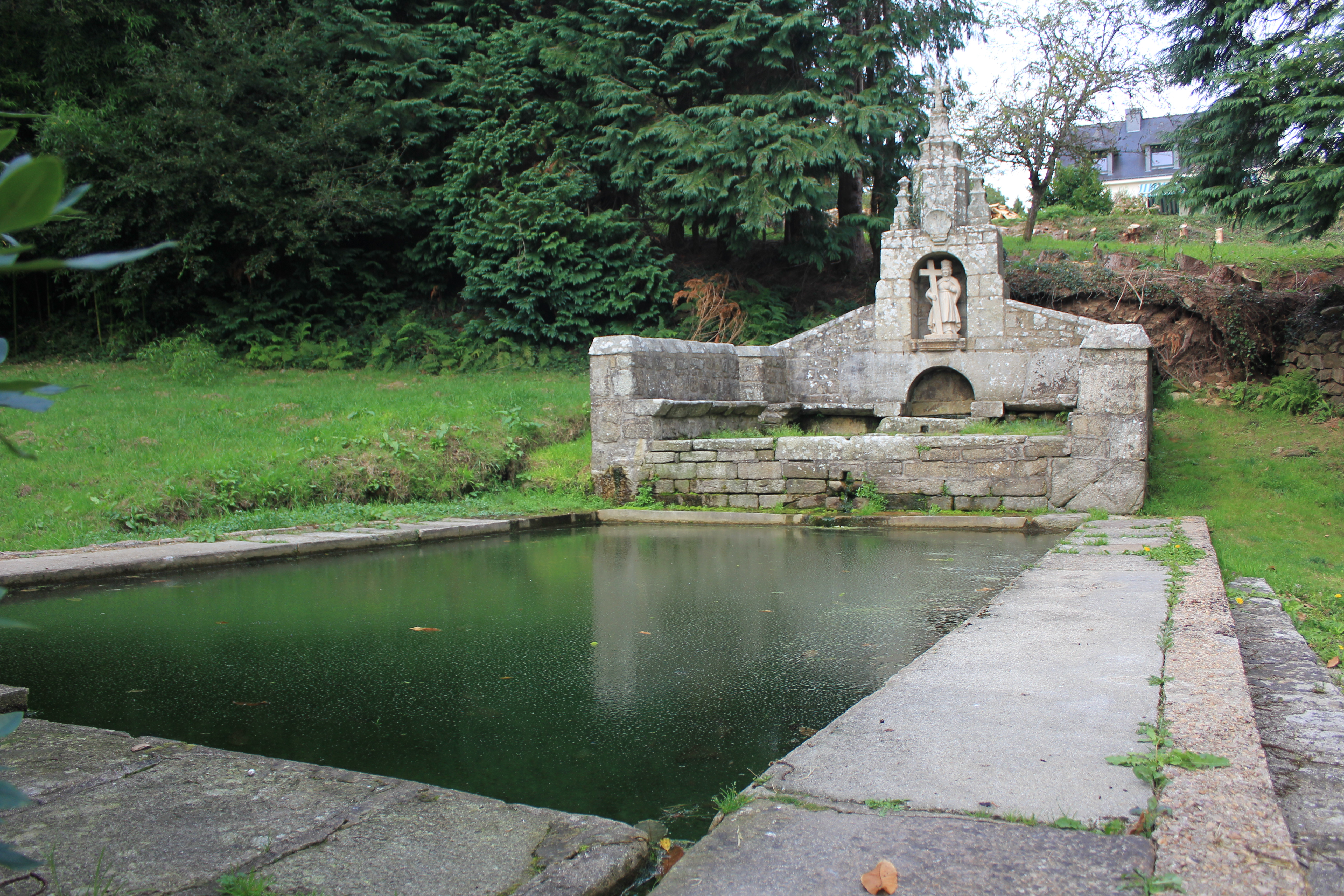
Bubry : la fontaine Sainte-Hélène.
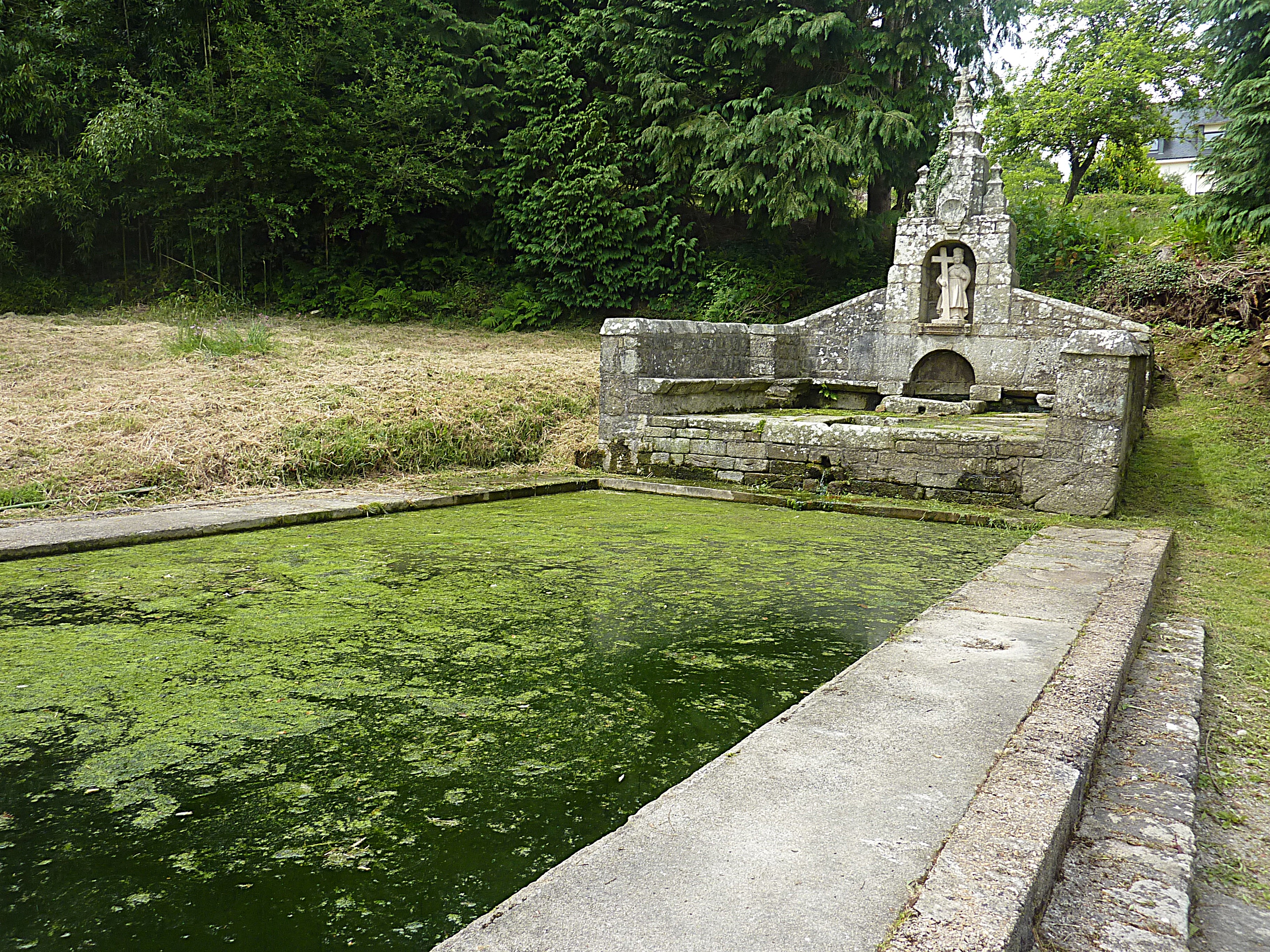
Bubry : la fontaine Sainte-Hélène.

### Calvaires et croix

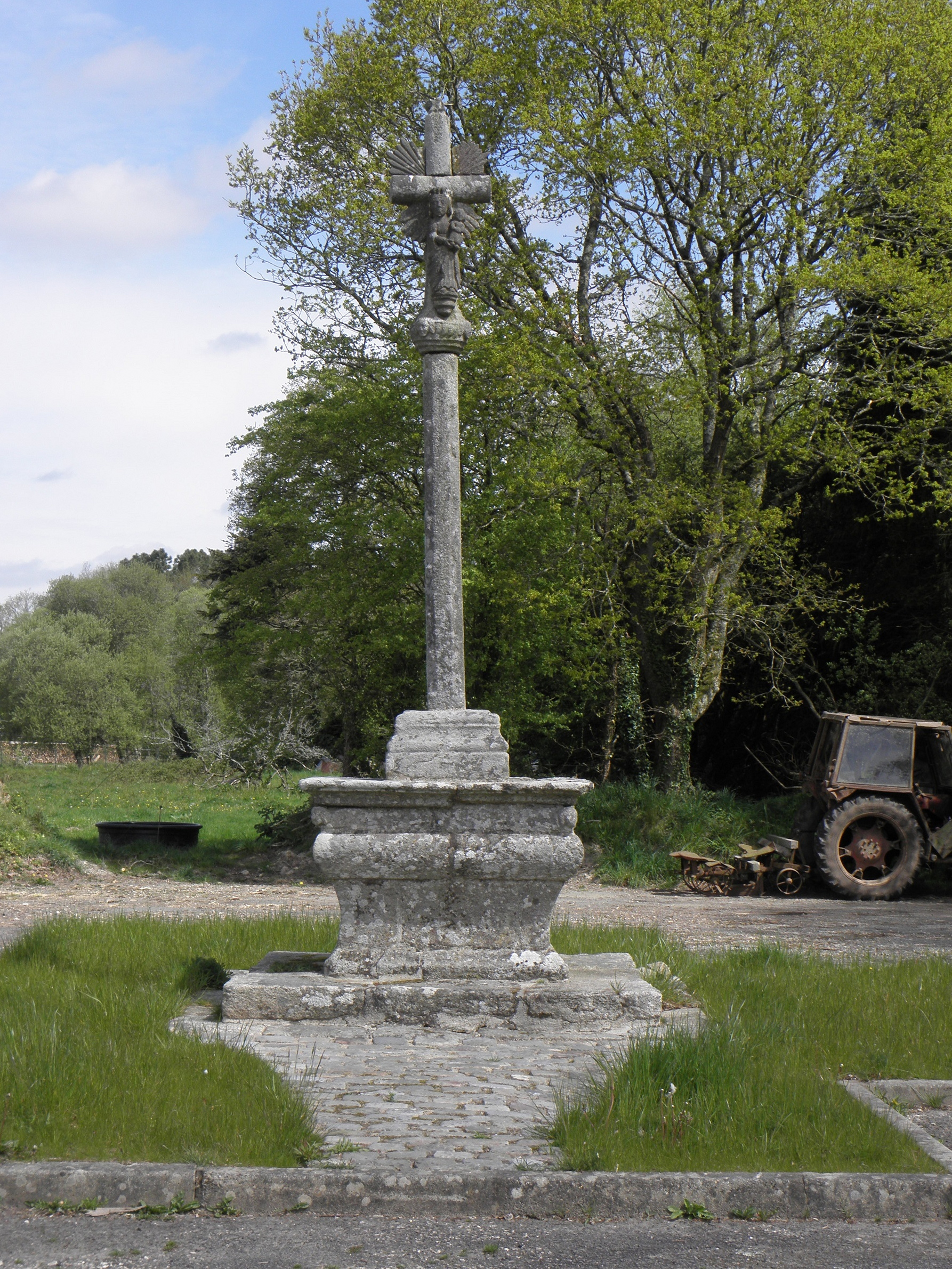
Le calvaire de Saint-Yves, monument historique.

- Le calvaire de Saint-Yves.
- La croix du cimetière.

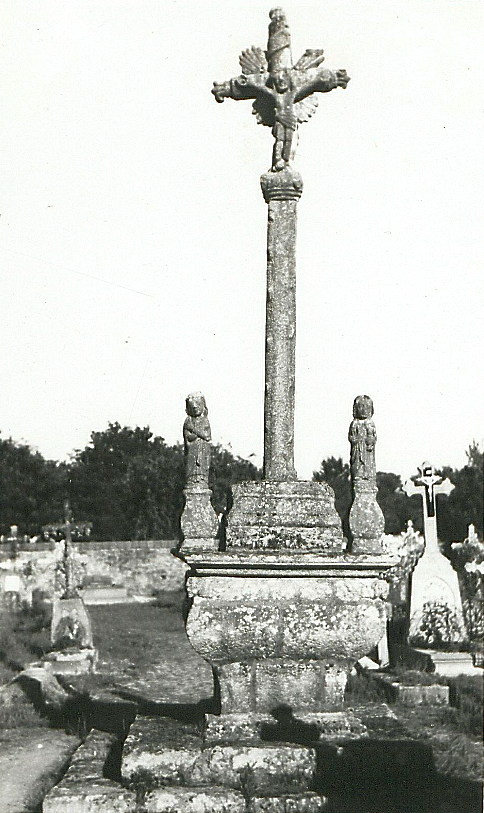
La croix du cimetière de Bubry.

### Moulins
- Moulin le Bigot
- Moulin Le Stunff

### Four et autres
- Un four à pain du XVIIIe siècle est situé à Kerbrient
- De nombreuses maisons et fermes de la commune présentent un intérêt patrimonial[142].
- Le parc Caudan: ce parc est situé dans le bourg de Bubry.

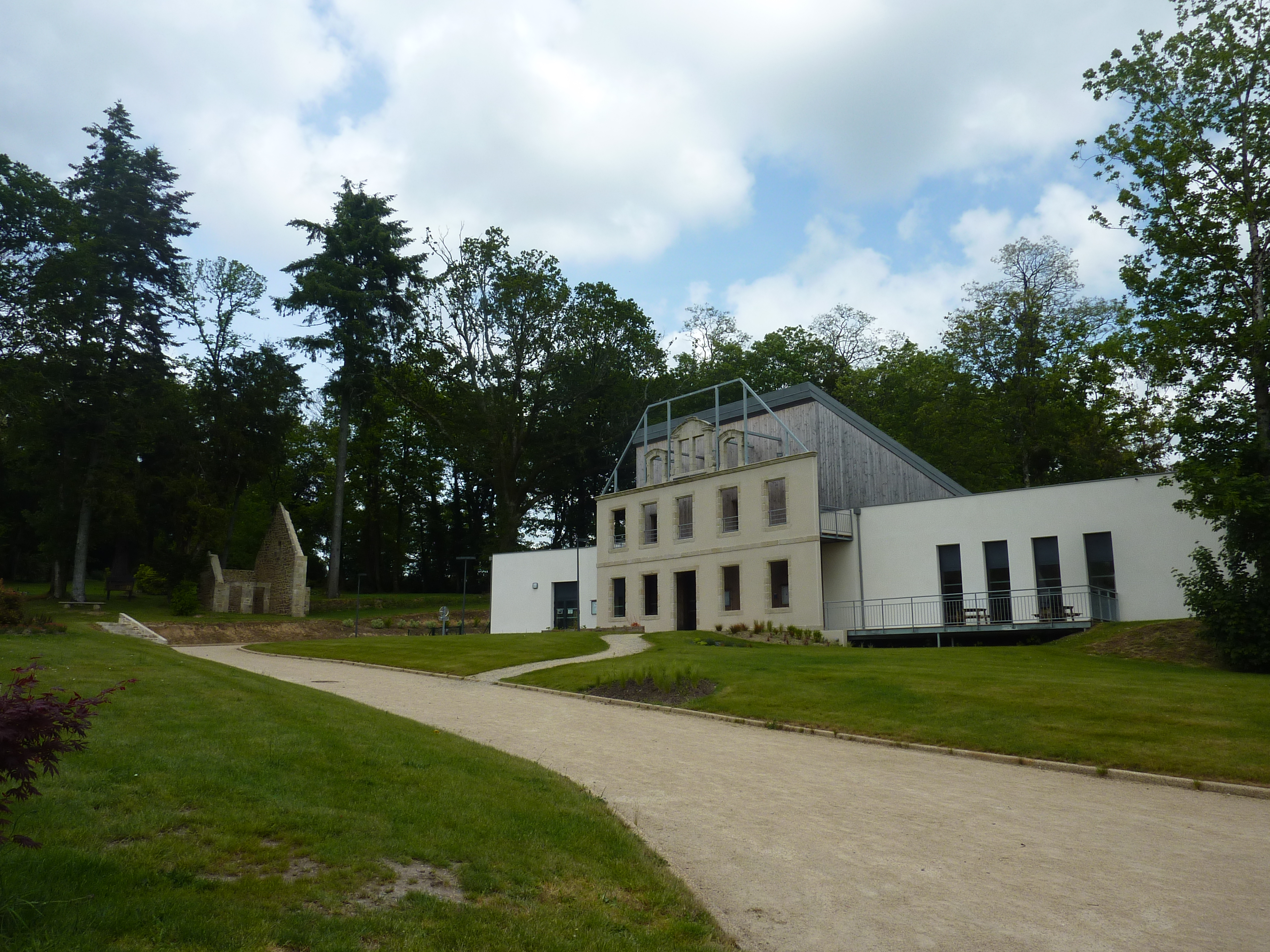
Le parc Caudan.
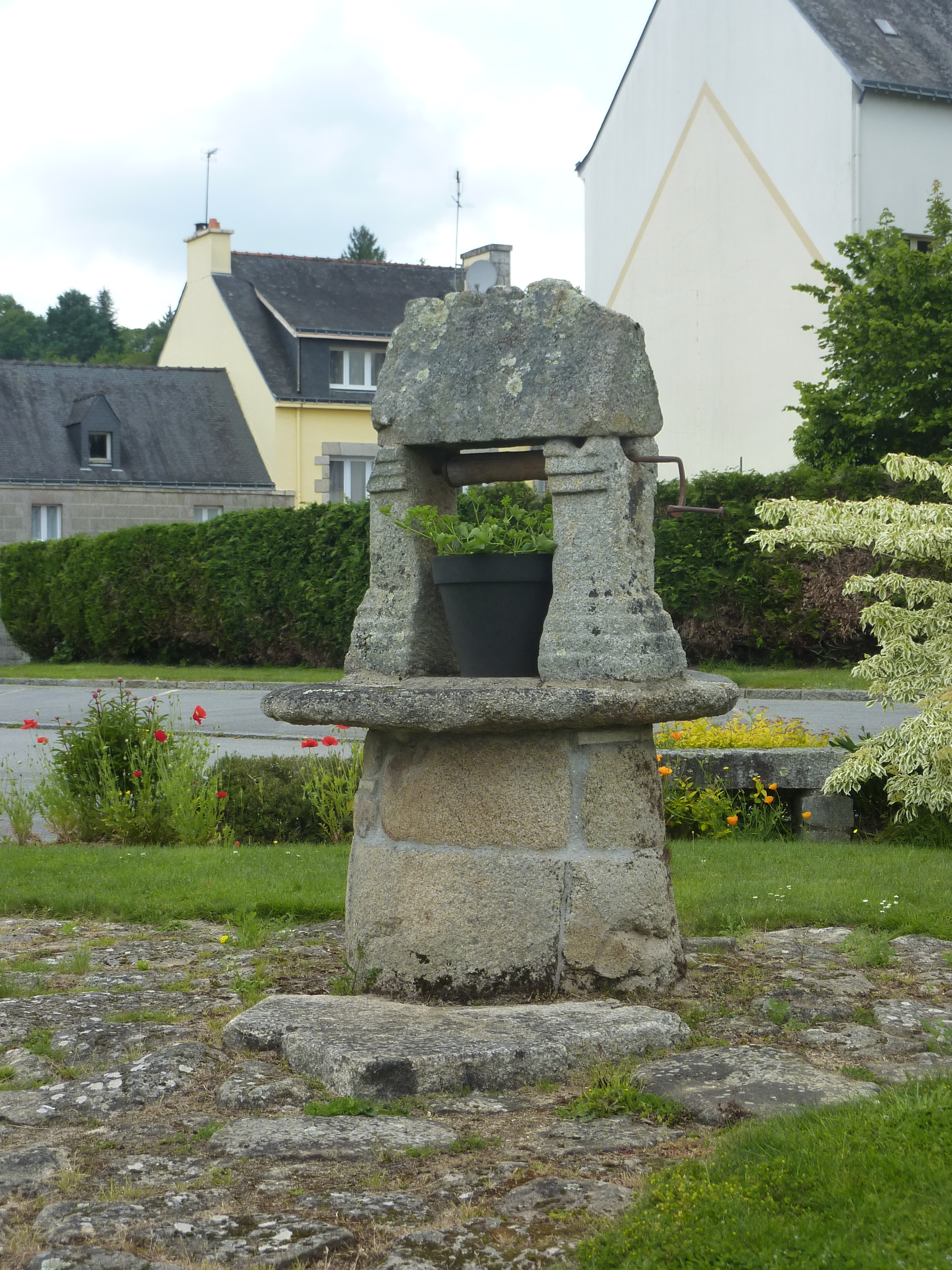
Puits situé dans le bourg.
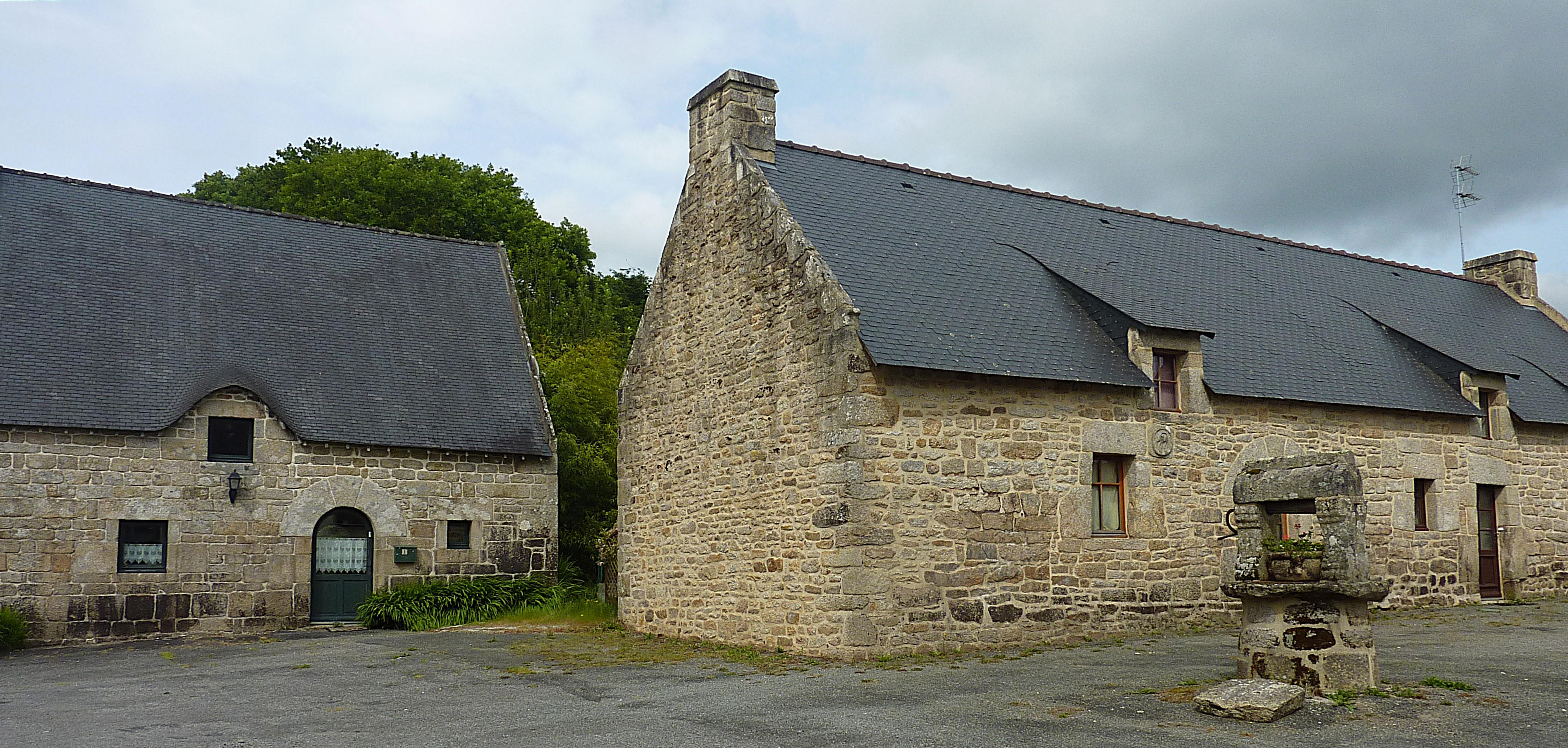
Village de Saint-Yves : maisons anciennes et puits.

- Un puits situé dans le bourg.

### Curiosités
- La Plomein : de plou (village) et mein (pierre), fontaine du bourg de Bubry XVIIIe siècle). Le nom « plomen » vient du mot « plom » qui signifie aplomb et aussi pompe, fontaine à jet, ce qui est le cas ici.
- Le site archéologique du Vieux-Saint-Yves, vestige d'un ensemble fortifié du Moyen Âge, au sud du bourg.

## Jumelages
Macroom (Irlande).
 Marcallo con Casone (Italie).

## Personnalités liées à la commune
- Maréchal Louis Franchet d'Espèrey (1856-1942), propriétaire du manoir de Perros, commandant les armées des Balkans pendant la guerre 1914-1918. Un mémorial en son nom est dressé près de l'église. Le cimetière de Bubry abrite un caveau familial avec son épouse, son fils mort à la guerre, sa fille Jacqueline et son gendre, le lieutenant colonel Antoine Macé de Gastines ainsi que certains enfants du couple[143].
- Le résistant André Le Mouel, André Le Garrec et André Cojan[84].
- Les résistants FTP, militants communistes, Émile Le Carrer, dit "Max", Marcel Le Du (dit "Mario") et René Jehanno (dit "Jean").
- Robert Pourchasse, résistant, déporté.
- Les résistants du groupe Vaillant-Couturier, Raymond Guillemot, Joseph Le Mouel, Jean Mahé, Ferdinand Malardé, Jean Robic, condamnés à mort, exécutés le 25 février 1944 à Vannes[84].
- Les trois membres de la gendarmerie en 1944, le gendarme Pierre Mourisset, le lieutenant Jean Jamet et Mathieu Donnart, arrêtés par des "feldgendarmes" (gendarmerie allemande) à Bubry le 27 juin 1944, détenus et torturés dans une annexe du lycée de Pontivy. Le premier fusillé à Bieuzy le 18 juillet 1944, les deux autres, fusillés à Pluméliau le 29 juillet 1944 pour leur participation à la Résistance.
- Les quatorze victimes du bataillon FTP, à Kerbourden brûlé par les Allemands, (Georges Pardoux, Jean Bellec, Yves Cloirec, Jean Dily, Paul Doussal, René Le Droulot, Eugène Dubois, Pierre-Marie Gicquel, Jean Graignic, Fernande Uzel, dite "Evelyne", et trois inconnus dont seuls des prénoms, peut-être des pseudonymes, sont connus: Fernando, Jean-Claude, dit "Rascasse", Pierrot[144].
- Les sept résistants du Comité militaire régional des FTP du Morbihan, arrêtés et exécutés dans la nuit du 25 au 26 juillet 1944, par la Gestapo, lors d'une réunion à Keryagunff en Bubry, dénoncés par des collaborateurs locaux, deux hommes : Désiré Douaron, dit "Alphonse", Georges Le Borgne, dit "Serge" et quatre femmes, agentes de liaison : Marie-Anne Gourlay, dite "Dédée", Anne-Marie Mathel, dite "Jeanne", Anne-Marie Robic, dite "Nénette", Marie-Joséphine Kervinio, dite "Martine"[92].
- Le chanoine Joseph Le Sourd, recteur de Bubry (1942-1972) pendant la guerre il a empêché les Allemands de détruire le bourg après la mort d'un soldat, en proposant d'être emmené lui-même en représailles (Ordre national du Mérite).